# Hugo Chávez
Treść tego artykułu może nie być zgodna z zasadami neutralnego punktu widzenia,
ponieważ atrykuł w dużej mierze przedstawia wyłącznie stanowisko zwolenników Cháveza.
Dokładniejsze informacje o tym, co należy poprawić, być może znajdują się w dyskusji tego artykułu.
 Po wyeliminowaniu niedoskonałości należy usunąć szablon {{Dopracować}} z tego artykułu.
Hugo Rafael Chávez Frías (ur. 28 lipca 1954 w Sabanecie, zm. 5 marca 2013 w Caracas) – wenezuelski wojskowy i polityk socjalistyczny, przywódca nieudanego zamachu stanu z 1992. W latach 1999–2013 był prezydentem Wenezueli sprawującym władzę autorytarną. Był także przywódcą ruchu rewolucyjnego zwanego rewolucją boliwariańską.
Urodził się w rodzinie robotniczej. Po ukończeniu akademii wojskowej brał udział w walkach z leninowskimi rebeliantami i został awansowany na stopień oficerski. Szybko stał się krytykiem panującego w Wenezueli systemu politycznego i założył tajny Boliwariański Ruch Rewolucyjny. W 1992 roku zorganizował nieudany zamach stanu, za który został uwięziony. Po wyjściu na wolność utworzył Ruch Piątej Republiki, a w 1998 roku został wybrany na prezydenta kraju. Początkowo prowadził politykę gospodarczą zbliżoną do trzeciej drogi, jednak po wymierzonym w jego rządy zamachu stanu w 2002 roku przyjął socjalistyczny kurs w gospodarce. W trakcie kolejnych kadencji wprowadził misje boliwariańskie, rady komunalne, przeprowadził reformę rolną, nacjonalizację wielu kluczowych gałęzi przemysłu, wspomagał budowę spółdzielni. Dzięki funduszom pozyskanym z ropy naftowej zwiększył wydatki publiczne na opiekę zdrowotną i edukację, a jego administracji udało się znacznie zmniejszyć ubóstwo.
Na arenie międzynarodowej zawiązał sojusz z lewicowymi rządami latynoamerykańskimi – Kubą, Boliwią, Ekwadorem i Nikaraguą. Z jego inicjatywy utworzone zostały organizacje takie jak Unia Narodów Południowoamerykańskich, Alianza Bolivariana para los Pueblos de Nuestra América i Bank Południa.

## Życiorys

### Młodość i edukacja

#### Dzieciństwo, rodzina
Hugo Chávez urodził się 28 lipca 1954 roku w miejscowości Sabaneta na nizinach andyjskich, w ubogiej rodzinie nauczycielskiej, jako drugi syn Hugo de los Reyes Cháveza i Eleny Frías de Chávez. Hugo Chávez wywodzi się z rodziny o korzeniach afrykańskich, hiszpańskich i indiańskich. Miał pięcioro rodzeństwa, najstarszy był jego brat Adán.
Rodzina Chávezów pochodzi z Llanos w centralnej Wenezueli. Hugo był prawnukiem jednego z organizatorów powstania z roku 1922, Pedro Pereza Delgado (1881-1924), posługującego się pseudonimem Maisanta. Rozległe obszary ziemskie należące do rodziny Maisanta, znane pod nazwą La Marquesena, po stłumieniu powstania zostały skonfiskowane przez władze federalne. Ponad osiemdziesiąt lat później te same tereny zostały wywłaszczone przez rząd Cháveza.
Chávez dorastał w małym, trzypokojowym domu zbudowanym z liści palmowych położonych na gołej ziemi. Razem z rodzeństwem został posłany do miasta w celu edukacji. Rodzina Chávezów była pobożna; początkowo jego matka chciała aby został on księdzem katolickim; przez rok służył on jako ministrant. Okres pełnienia tej funkcji Chávez opisał negatywnie w swoich wspomnieniach. Zraził się wówczas do hierarchów religijnych, a szczególnie mocno raził go fakt przedstawiania Jezusa w formie prostych figurek. Jego zdaniem w ten sposób czyniono z Jezusa „idiotę”, a nie „buntownika”, za jakiego on go uważał.

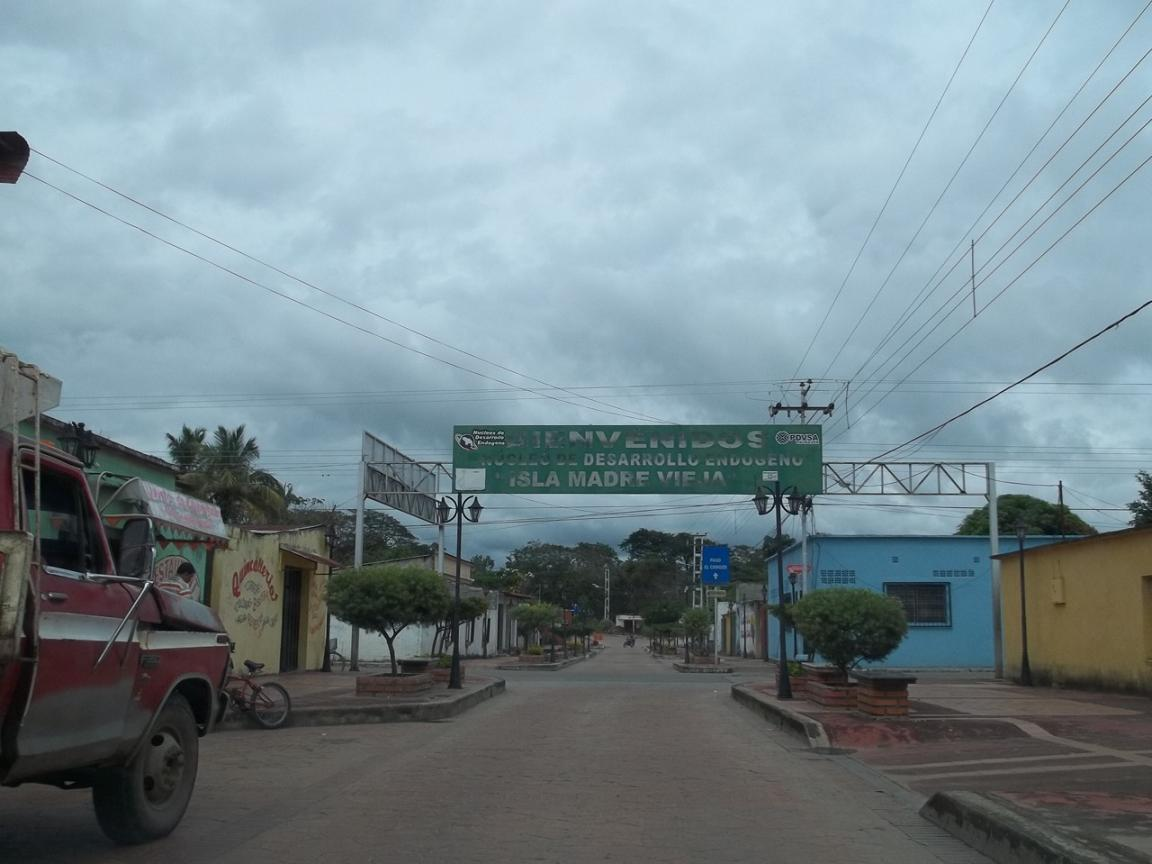
Sabaneta, miejscowość w Wenezueli, gdzie urodził się Hugo Chávez

Wraz z bratem Adánem, rodzice wysłali go do babki ze strony ojca, Rosy Ines Chávez, z którą zamieszkali w rodzinnej Sabanecie. Spowodowało to, że Chávez stał się bardziej związany z babcią, niż z matką. Później rodzice Cháveza wraz z dziećmi przeprowadzili się do domu znajdującego się nieopodal domu Rosy. Obaj bracia pozostali z babcią i utrzymywali stały kontakt z rodzicami. Hugon uczęszczał do szkoły Julián Pino. Pobierał też naukę malarstwa i śpiewu. W wieku 12–13 lat był nazywany przez rówieśników „Tribilin” (hiszpańska nazwa Goofy’ego z kreskówek Disneya); pseudonim ten przylgnął do niego ze względu na jego wygląd – wysoki wzrost i szczupłą sylwetkę. Po szkole Chávez sprzedawał cukierki wytwarzane przez babcię.
Chávez wspominał później, że wychowując się w pobliżu rzeki Guanare nauczył się szanować naturę. W wolnym czasie uczył się łowić ryby w towarzystwie ojca, a w czasie świąt takich jak Wielkanoc rodzina Chávezów organizowała pikniki na brzegu rzeki. Interesował go również baseball, jako dziecko marzył o tym, aby zostać zawodnikiem amerykańskiej drużyny San Francisco Giants. Jego idolem był zawodnik Isaías „Látigo” Chávez (mimo tego samego nazwiska nie byli spokrewnieni). Gdy „Látigo” zginął w katastrofie lotniczej 16 marca 1969 roku, Chávez tak głęboko przejął się śmiercią lubianego sportowca, że gdy ten zmarł, poprosił rodziców, by w ramach żałoby pozwolili mu opuścić dwa dni w szkole. Jeszcze pięć lat później Chávez dalej pisał o sportowcu w swoim osobistym pamiętniku. W baseball grał nadal przez całe dorosłe życie. Sport ten, jak również softball, uprawiał w drużynie Criollitos de Venezuela, która wzięła udział w krajowych mistrzostwach baseballu z 1969 roku. Chávez poświęcał się też hobby literackiemu, pisał wiersze, opowiadania i dramaty.
Od wczesnego dzieciństwa Chávez interesował się życiorysem i ideologią Simona Bolivara. Fascynacja jego osobą była u niego tak duża, że już we wczesnym dzieciństwie wiązał kluczowe daty swojego życia z ważnymi rocznicami związanymi z działalnością Bolivara.
Chávez przeniósł się do większego miasta, Barinas, gdzie uczęszczał do liceum Daniela Florencio O’Leary. W okresie edukacji w liceum najlepszymi przyjaciółmi Chávez zostali bracia – synowie Jose Ruiza – komunisty, który został uwięziony przez wojskowy rząd ówczesnego dyktatora, Marcosa Péreza Jiméneza. To właśnie w bibliotece rodziny Ruizów Chávez po raz pierwszy zetknął się z książkami poświęconymi socjalizmowi i komunizmowi. W wieku siedemnastu lat Chávez wstąpił do wenezuelskich sił zbrojnych. Jak później wspominał, wstąpił do wojska, gdyż fakt ten uprawniał go do gry w ligach wojskowych baseballu. Później rozpoczął studia na Akademii Nauk Wojskowych Wenezueli jako kadet.

#### Jako kadet
Studiując na Akademii Wojskowej, Chávez czytał książki historyczne i dyskutował z kolegami ze szkoły. W latach 1971 i 1973 do Akademii przybyła grupa kadetów z Panamy. Od nich Chávez dowiedział się o przywódcy tego kraju, Omarze Torrijosie i niedawnej rewolucji lewicowej w Panamie. Zainteresowanie Cháveza wzbudziły wysiłki Torrijosa w celu odzyskania kontroli nad Kanałem Panamskim i jego strefą od Stanów Zjednoczonych. Później Chávez widział w Torrijosie model przywódcy państwa.
W 1974 roku Chávez wraz z innymi kadetami wyjechał do Ayacucho w Peru, aby uczcić 150. rocznicę bitwy o to miasto. Osobiście powitał ich lewicowy prezydent Peru, Juan Velasco Alvarado, który wręczył każdemu z nich książeczkę La Revolución Nacional Peruana („Peruwiańska Rewolucja Narodowa”). Kadeci byli pod wrażeniem bliskich związków armii Peru ze społeczeństwem. Chávez zachował książkę i stale nosił ją przy sobie; odebrano mu ją dopiero przy aresztowaniu po obaleniu zamachu stanu z 1992 roku. Dwadzieścia lat później, już jako prezydent, Chávez zdecydował o wydrukowaniu milionów egzemplarzy Konstytucji Boliwariańskiej – był to po części hołd dla daru Velasco. Jednak w przeciwieństwie do obydwu wymienionych przywódców był mocno krytyczny wobec Augusto Pinocheta, dyktatora Chile, który przejął władzę z pomocą CIA i obalił demokratycznie wybranego prezydenta, socjalistę Salvadora Allende.
Z biegiem lat Chávez i jego współpracownicy opracowali lewicowo-narodową doktrynę nazwaną „boliwarianizmem”. Chociaż w głównej mierze wywodziła się ona od ideałów Simona Bolivara, duży wpływ na nią miał marksistowski historyk Federico Brito Figueroa, jak również poglądy działaczy takich jak Jorge Eliécer Gaitán, Fidel Castro, Ernesto Guevara, Salvador Allende i innych przedstawicieli latynoamerykańskiego ruchu socjalistycznego i komunistycznego. Duży wpływ miały również poglądy Simóna Rodrígueza i Ezequiela Zamory. W armii drugiego z nich walczył jego prapradziadek. Wszyscy ci działacze mieli kluczowy wpływ na filozofię polityczną Cháveza i jego styl rządzenia. Jak sam później mówił „Za Torijosa, stałem się Torrijistą, za Velasco zostałem Velascoistą, a za Pinocheta, zostałem antypinochetystą”.
Podczas studiów Chávez unikał wszelkich dyskusji o polityce z rodziną, zwłaszcza gdy przebywał z nią na wakacjach. Lubił jednak dyskusje polityczne z ojcem, który był wówczas członkiem chrześcijańsko-demokratycznej partii politycznej, COPEI (Comité de Organización Política Electoral Independiente). Jego ojciec w okresie rządów chadeckiego prezydenta Luisa Herrery Campinsa został Dyrektorem Edukacji Barinas. Chávez nie poruszał tematów politycznych także w trakcie wizyt w domu zaprzyjaźnionych Ruizów. Przez kilka miesięcy w 1974 roku prowadził swój osobisty pamiętnik. Pisał w nim o swojej lewicowej orientacji politycznej, niechęci do polityki zagranicznej USA i Wenezueli, o tym, że jego zdaniem Wenezuela nie wykorzystywała swojej odrębności narodowej i kulturowej. Jako przykład podał to, że zarówno narodowy sport Wenezueli (baseball), jak i muzyka popularna w kraju były pochodzenia amerykańskiego.
Jako tzw. provinciano (prowincjusz), Chávez był postrzegany przez rówieśników jako osoba nieśmiała i uprzejma. Jako młody człowiek miał dwie przyjaciółki, które uznawane były przez innych studentów za nieatrakcyjne. Sam również uważany był za osobę nieatrakcyjną, a przyjaciółki również były bardziej zainteresowane braćmi Ruiz, niż Chávezem. Pewnego razu, gdy zakochał się w pewnej dziewczynie, a ta nie zwróciła na niego uwagi, podrzucił pod jej domem znalezioną przypadkowo głowę osła. Do ukończenia szkoły Chávez prowadził konkurs piękności, jak również zajął się prowadzeniem własnego programu radiowego. Chávez później poznał Marksmanę Herme, z którą uczestniczył w przygotowaniach do pracy magisterskiej. W wieku 23 lat ożenił się z nią. Związek ten przetrwał dziewięć lat, ale Chávez równocześnie spotykał się z Nancy Colmenares.
5 lipca 1975 roku ukończył szkołę ze stopniem podporucznika. Po otrzymaniu na corocznej paradzie miecza oficerskiego, z rąk prezydenta Carlosa Andrésa Péreza, wszedł do regularnej służby wojskowej. Chávez był jednym z najlepszych absolwentów akademii – w swoim roczniku zajął 8. miejsce na 75 osób.

### Kariera wojskowa
Po ukończeniu w 1975 roku studiów licencjackich wszedł do czynnej służby wojskowej. Jego pierwszym zadaniem było dowodzenie plutonem łączności walczącym z marksistowsko-leninowskimi rebeliantami. Oddział Cháveza otrzymał pod dowództwo Batalion Piechoty Górskiej Manuela Cedeño, z siedzibą w Barinas i Cumanie. W 1976 roku oddział brał udział w tłumieniu wystąpień rebeliantów z hodżystowskiej Partii Czerwonej Flagi. Po raz pierwszy wziął wówczas udział w prawdziwych działaniach zbrojnych; aktywność powstańców w regionie, w którym działał, była jednak niewielka. Chávez ponadto grał w lokalnej drużynie baseballowej, pisał kolumnę dla miejscowej gazety, organizował konkursy piękności i gry bingo. W pewnym momencie w opuszczonym i podziurawionym kulami samochodzie znalazł zapas literatury marksistowskiej, która najprawdopodobniej wiele lat wcześniej należała do powstańców. Chávez zatrzymał te książki. Były wśród nich prace Karola Marksa, Włodzimierza Lenina i Mao Zedonga. Jego ulubionym tekstem stał się „Czas” autorstwa Ezequiela Zamory, poświęcony XIX-wiecznemu feudalizmowi. Te książki przekonały Cháveza do potrzeby utworzenia w Wenezueli lewicowego rządu. Polityk twierdził następnie, że człowiekiem lewicy stał się w wieku 21–22 lat.
Później, w 1977 roku, Chávez został powołany na oficera łączności Centrum Operacji Taktycznych w San Mateo. Ukończył tam szkolenie w dziedzinie taktyki zwalczania wojsk partyzanckich. Późniejszy prezydent wspominał po latach, że w tym okresie rosła jego sympatia dla ruchów partyzanckich, z którymi walczył jako wojskowy. Ponadto żywił rosnącą niechęć do tego, co postrzegał jako korupcję wśród wojskowej hierarchii, a jako oficer widział problem korupcji politycznej. W czasie walk z partyzantami, interweniował, aby zapobiec pobiciu domniemanego powstańca przez innych żołnierzy. Zaczął mieć wówczas wątpliwości co do metod stosowanych przez armię – w szczególności tortur.
W tym samym roku Chávez ożenił się z Nancy Colmenares, która podobnie jak on pochodziła z Barinas i była silnie zakorzeniona w kulturze równin Wenezueli. Przyjaciele Colmenares plotkowali, że była ona już w ciąży i urodziła pierwszą córkę przed ślubem. Chávez prowadził „podwójne życie”; w rodzinie i wojsku sprawiał wrażenie neutralnego politycznie i zdyscyplinowanego wojskowego, równocześnie w tajemnicy spotykał się ze znanymi socjalistami, komunistami i innymi aktywistami lewicy.
Od 1978 do 1979 był dowódcą batalionu czołgistów Bravos de Apure AMX-30. Szybko awansował i został mianowany dowódcą kompanii oraz szefem Wydziału Wychowania Fizycznego na Akademii Wojskowej Wenezueli, pełnił to stanowisko na przełomie lat 1980/81. W 1982 roku został kierownikiem Wydziału Kultury Akademii Wojskowej. Był pierwszym dowódcą (1983-1984) i założycielem kompanii José Antonio Páez Akademii. Jako wykładowca, posługujący się „przyjaznym” sposobem mowy, uzyskał duże uznanie wśród studentów. Przez całą jego karierę w wojsku rosło u niego zainteresowanie polityką.
Chávez otrzymał liczne odznaczenia: Gwiazdę Karaibów (Estrella de Carabobo), Krzyż Wojsk Lądowych (Cruz de las Fuerzas Terrestres), Order Francisca de Mirandy, Order Rafaela Urdanety i Wojskowy Order Wyzwoliciela V Klasy. W 1976 roku wziął udział w Narodowych Mistrzostwach Baseballowych, które odbyły się w Barinas, i grał w wojskowych turniejach baseballowych, z których najważniejsze były te, które odbył się w Cumanie w 1977 roku i na Dominikanie w 1980. Oprócz tego rozpoczął karierę pisarską, w 1980 roku napisał książkę Sombra de Guerra en el Golfo („Cienie wojny w Zatoce”).

#### Początek zaangażowania politycznego
Działalność polityczną Chávez rozpoczął w 1977. Utworzył on wówczas Armię Wyzwolenia Ludu Wenezueli (Ejército de Liberación del Pueblo de Venezuela, ELPV). Wiele lat później wspominał, że celem ELVP, było „przygotowanie się na wypadek, gdyby coś się stało”. W 1978 roku, ubrany w mundur armii wenezuelskiej, spotkał się z ówczesnym lewicowym kandydatem na prezydenta José Vicente Rangelem. Następnie Rangel pomagał mu w rozprowadzaniu materiałów wyborczych w Maracay i został wiceprezydentem w jego rządzie. Gdy przełożeni dowiedzieli się o lewicowej działalności Cháveza, groziło mu wydalenie z wojska. Według ówczesnego prawa Wenezueli oficerowie i inny personel wojskowy nie mieli prawa do politycznego zaangażowania; było to surowo karane.
Realną działalność polityczną Chávez rozpoczął na początku lat 80. W latach 1982–1983 zaczął poważnie zastanawiać się nad planami obalenia cywilnych przywódców Wenezueli. 17 grudnia 1982 roku Chávez i jego współpracownicy spiskowcy zebrali się pod dużym drzewem w Samán de Güere. Tam uroczyście powtórzyli nieco zmienioną wersję przysięgi Simona Bolivara, którą złożył on w Monte Sacre we Włoszech, dodając też hasło Ezequiela Zamory z okresu wojny domowej:

Ślubuję Bogu moich ojców, przyrzekam mojemu narodowi i przysięgam na mój honor, że moje ramię nigdy nie zadrży, ani moja dusza nie spocznie, póki ja nie złamię łańcuchów, które gnębią mój lud z woli posiadaczy. Wolne wybory, wolne ziemie i wolny człowiek, to horror dla oligarchów.

14 lipca 1983 roku, Chávez wraz z rówieśnikami z okresu edukacji w akademii wojskowej utworzył „Boliwariańską Armię Rewolucyjną” (EBR-200-„Revolutionary Bolivarian Army”). Liczba 200 symbolizowała powstanie ruchu w 200. rocznicę urodzin Bolivara. Celem politycznym ruchu była realizacja ideologii „boliwarianizmu” poprzez „Rewolucję Boliwariańską”. Chávez nadal grał w wojskowej lidze baseballowej. Poprowadził swoją drużynę do Mistrzostw Ligi Uniwersyteckiej, które odbyły się w Caracas w 1984 i 1985. Napisał zbiory opowiadań i wierszy, w tym Vuelvan Caras, Mauricio i El Genio y el Centauro. Ostatni z wymienionych tekstów przyniósł mu trzecie miejsce w konkursie zorganizowanym w 1987 roku przez Teatro Histórico Nacional w Cañafístoli. W jednym z wierszy uhonorował zmarłego Felipe Acostę Carlesa, jednego ze współzałożycieli ERB-200. Ruch odrzucał kapitalizm, neoliberalizm i komunizm w wykonaniu radzieckim. Jako wykładowca zwerbował do grupy 133 studentów.
W marcu 1986 roku, w San Cristobal, położonej w pobliżu granicy Wenezueli z pogrążoną w wojnie domowej Kolumbią, odbył się III Kongres ERB-200. W tajnej naradzie wzięło udział dziewięć osób, w tym sześciu wojskowych (łącznie z Chávezem) i trzech cywili. W zjeździe uczestniczył Francisco Arias Cardenas, w 2000 roku główny konkurent Cháveza w wyborach prezydenckich, a ówcześnie jego współpracownik. Arias był wojskowym szczególnie zainteresowanym teologią wyzwolenia. Obecny był również jeden z wujów Cháveza. Uczestnicy spotkania szukali sposobu na zdobycie władzy i utworzenie rządu wojskowo-cywilnego.
W spotkaniu uczestniczyła jedna kobieta, Herma Marksman. Odegrała ona kluczową rolę zarówno w życiu politycznym, jak i osobistym Cháveza. Chávez powiedział Marksman, że nigdy nie będzie mógł się z nią ożenić z powodu zakazu jego matki, oznajmił jej jednak, że jest potrzebna w jego życiu. Przez dziewięć lat Marksman pomagała Chávezowi, m.in. dostarczała dla niego wiadomości z całego kraju czy spisywała notatki ze spotkań i rozmów telefonicznych ruchu.
Z Chávezem spotkali się liderzy skrajnie lewicowego ruchu La Causa R – jego założyciel, Alfred Maneira (tuż przed śmiercią w 1983 roku) i Pablo Medina. Medina opowiadał, że w czasie ich spotkań zawsze postrzegał Cháveza jako miłego, lecz małomównego człowieka. Mówił także, że Chávez nie wyrażał swoich opinii, przeciwnie, określił go jako „gąbkę” wchłaniającą ogromne ilości informacji. W związku z tym Chávez zawsze sporządzał obszerną dokumentację wszystkich otrzymywanych doniesień.
Awansowany do stopnia porucznika, pomiędzy 1985 a 1986 stacjonował w Elorzy i Apurze, gdzie był dowódcą zmotoryzowanej Dywizji Konnej Francisco Farfána. Elorza znajdowała się dwanaście godzin na południe (miejscowym autobusem) od Barinas i pozostałych regionów centralnej Wenezueli. Duże odległości od miejsc przebywania jego współpracowników, w tym jego brata Adana, sprawiły, że ruch miał znacznie mniej okazji do przeprowadzenia zaplanowanego puczu. W 1987 roku, Chávez i Arias byli postrzegani jako wyraźni liderzy ERB-200. Wspólne ustalili, że najbardziej dogodnym momentem puczu będzie połowa drugiej kadencji następnego prezydenta. Uważali, że zazwyczaj w połowie rządów prezydent i jego administracja odnotowują najniższy poziom popularności. Wkrótce doszło do sporu ideologicznego między Chávezem a Ariasem. Chávez uważał, że ruch powinien zacząć od bezpośrednich działań wojskowych, co Arias uważał za lekkomyślność.
Od 1986 do 1988 roku Chávez był dowódcą Komórki Cywilno-Wojskowej w regionie Arauca-Meta. Tam wykorzystał swoją władzę do wdrażania eksperymentalnych programów cywilno-wojskowych. W ich ramach zorganizował m.in. pomoc wojskową na rzecz rozwoju społeczno-ekonomicznego dla mieszkańców okolicy, organizował rekonstrukcje historyczne, konkursy oraz uroczystości ku czci świętych, które odbywały się w Elorze pomiędzy 1987 i 1988. Uważał, że takie projekty będą niezbędne do tego, aby Ameryka Łacińska odzyskała autonomiczną tożsamość kulturową niezależną od amerykańskiego „imperializmu kulturowego”. Skontaktował się z lokalnymi tubylczymi plemionami, Cuiva i Yaruro. Początkowo Indianie byli względem niego nieufni z powodu ich złego traktowania przez wojsko w poprzednich dekadach, Chávez zyskał jednak ich zaufanie na skutek wspólnej wyprawy do wioski indiańskiej, którą przeprowadził wraz z antropologami. Jego doświadczenia z plemionami doprowadziły do wprowadzenia wiele lat później (gdy już był prezydentem) przepisów chroniących prawa rdzennych plemion. W czasie wakacji odtworzył on drogę podjętą przez jego pradziadka, rewolucjonistę, chcąc w ten sposób poznać historię swojej rodziny. W czasie podróży spotkał kobietę, która opowiedziała mu jak Maisant stał się lokalnym bohaterem, gdy uratował porwaną dziewczynę.
W 1988 roku Chávez został oddelegowany do pałacu prezydenckiego Miraflores, gdzie objął funkcję asystenta szefa Bezpieczeństwa Narodowego i Rady Obrony, generała Rodrígueza Ochoy, przy prezydencie Jaime Lusinchim. Chávez został też na krótko wysłany w sprawach biznesowych do Ameryki Środkowej, pozostał na stanowisku do 1989 roku.

#### Reakcja naCaracazo(1989)
W okresie młodości Cháveza Wenezuela była krajem ekonomicznie stabilnym, demokratycznym, co było ewenementem w ówczesnej Ameryce Południowej. Stabilność ta była częściowo oparta na wysokich dochodach, jakie przynosił krajowi eksport ropy naftowej. Często był on określany jako Wenezuela Saudyjska (nawiązanie do Arabii Saudyjskiej, której gospodarka oparta jest na ropie naftowej). Kiedy jednak Arabia Saudyjska i Stany Zjednoczone zwiększyły produkcję ropy, jej ceny osiągnęły najniższy pułap w historii, przez co wenezuelskie zyski z ropy naftowej i stabilność społeczno-gospodarcza zostały zagrożone. W 1980 roku produkt krajowy brutto (PKB) na jednego mieszkańca kraju zmniejszył się o ponad 20%, a w 1989 roku płace realne spadły o dwie trzecie. Naród stanął w obliczu kryzysu bilansu płatniczego.
W 1989 roku wybory prezydenckie wygrał Carlos Andrés Pérez z centrowej Akcji Demokratycznej. W odpowiedzi na kryzys, prezydencka administracja wprowadziła w tym samym roku inspirowany przez Międzynarodowy Fundusz Walutowy program reform neoliberalnych. Reformy te były niepopularne wśród ubogich i klasy robotniczej Wenezueli. Rząd ograniczył wydatki socjalne, przeprowadził rozległą prywatyzację państwowych przedsiębiorstw, zrezygnował z kontroli cen na wiele towarów. Zmiany te przyniosły mieszane rezultaty społeczne i gospodarcze. Zwiększyły się dysproporcje między biedną większością a bogatą mniejszością, a biedni ucierpieli na skutek zmniejszenia podatków dla osób najbogatszych – zamiast tego rząd obarczył wyższymi podatkami najuboższych. Zwiększyły się zjawiska takie jak głód, prostytucja czy morderstwa. Wzrastał też dług narodowy Wenezueli.
Niezadowolenie z kryzysu gospodarczego i neoliberalnej polityki rządu doprowadziło do wybuchu 27 lutego 1989 roku gwałtownych zamieszek zwanych Caracazo. Zamieszki te były największym tego typu wydarzeniem w historii Wenezueli . Według rządu zginęło 372 osób, choć jego krytycy podawali liczby wyższe niż dwa tysiące zabitych (liczba ofiar zwiększyła się pod odnalezieniu masowych grobów ofiar represji ze strony rządu). Do stłumieniu protestów Pérez wysłał wojsko i oddziały policji politycznej DISIP. W ciągu kilku dni wojsko przywróciło porządek. W tym momencie Chávez był chory na ospę wietrzną i przebywał w szpitalu, przez co nie został wezwany do uczestniczenia w tłumieniu zamieszek, które wybuchały głównie w biednych dzielnicach. Żałował później, że z powodu choroby nie mógł właśnie wówczas przeprowadzić zamachu stanu. Zamieszki postrzegał jako nieodwracalny koniec tradycyjnego systemu znanego jako System Punto Fijo.
Po Caracazo Chávez zawsze określał neoliberalizm w stylu praktykowanym przez Pereza jako „dziki neoliberalizm”. W odpowiedzi na narzucony przez Stany Zjednoczone populacjom Ameryki Łacińskiej pakiet dziesięciu punktów „Konsensusu Waszyngtońskiego” i program reform przedstawiony przez Międzynarodowy Fundusz Walutowy, a sporządzony przez Johna Williamsona, Chávez zintensyfikował przygotowania do boliwariańskiego zamachu stanu.

#### Zamach stanu w 1992 roku
Tydzień po zamieszkach Caracazo Chávez powrócił do pracy w Miraflores. Chávez wspomniał, że w Pałacu Prezydenckim strażnicy zapytali go, czy prawdą jest że ruch boliwariański szykuje zamach stanu, po czym zadeklarowali chęć wzięcia w nim udziału. Plan obalenia rządu nabierał tempa, pod koniec 1989 roku do ERB-200 dołączyli pierwsi cywile. Organizacja przyjęła wówczas nazwę Boliwariański Ruch Rewolucyjny-200 (Movimiento Bolivariano Revolucionario-200) – określenie „armia” (Ejército) zastąpiono nazwą „ruch” (Movimiento).
6 grudnia 1989 roku Chávez wraz z innymi wyższymi oficerami został niespodziewanie aresztowany. Zostali postawieni przed dowództwem wojskowym pod zarzutem spiskowania. Rząd podejrzewał, że spiskowcy zaplanowali zamach na dzień Bożego Narodzenia. Zostali oni oskarżeni o planowanie zabójstwa wysokich urzędników państwowych, w tym prezydenta, zostali jednak zwolnieni z powodu braku dowodów. Także rząd był daleki od oskarżeń wobec oficerów, którzy cieszyli się w wojsku bardzo dużym uznaniem. Po zwolnieniu Hugo Chávez został przeniesiony na posterunek z dala od rządu federalnego w Caracas. W 1990 roku wysłano go do Maturin, gdzie został mianowany urzędnikiem odpowiedzialnym za sprawy cywilne Brygady Cazadoresa. Następnie zdał egzamin wstępny na Uniwersytet Simona Boliwara w Caracas (Universidad Simón Bolívar)i napisał pracę dyplomową w dziedzinie nauk politycznych. Opuścił jednak Uniwersytet, nie uzyskując stopnia naukowego.
Gdy Chávez powrócił do służby wojskowej, został oddelegowany do Cumany, gdzie czekała go praca biurowa. Wspominał, że choć była ona pozornie nudna, czuł się w niej dobrze. Od 1991 do 4 lutego 1992 roku służył w 42. Brygadzie Spadochroniarzy. Oddział okazał się kluczowy w realizacji ambicji politycznych przyszłego prezydenta. Gdy dowódca brygady odszedł na emeryturę, Chávez go zastąpił. W czasie służby w Maracay znajdował się stosunkowo blisko krajowych struktur władzy w Caracas, toteż planów puczu nie utrudniała już izolacja geograficzna. Jeszcze przed przeniesieniem Cháveza do Maracay, pojawiła się dokumentacja wszystkich działań wywrotowych H. Cháveza. Dokument został zignorowany przez wywiad wojskowy, a jego główny autor został odesłany na badania psychiatryczne.
Do 1991 roku Chávez i inni liderzy MBR-200 stworzyli plan zamachu o kryptonimie Plan Zamora (na cześć Ezequiela Zamory). Dopiero w końcu 1991 roku Chávez i inni liderzy ruchu nakreślili wstępne ramy prawne ich przyszłego rządu. Przywódcy MBR-200 zaproponowali kilka różnych dat zamachu. Grozili oni samodzielnym dokonaniem puczu, jeśli Chávez nie wybierze najwcześniejszego proponowanego terminu. Chávez odmówił jednak przystąpienia do działania w grudniu 1991 roku, a oficerowie przekonali się, że bez jego udziału, pucz się nie uda. Chávez utrzymywał, że ruch powinien skupić się głównie na celach wojskowych. Spotkał się z nim były dowódca partyzantki z lat 60. i 70., Douglas Bravo. Spotkanie to miało miejsce w ciągu roku przed zamachem stanu i odbyło się bez wiedzy innych czołowych działaczy MBR-200. Bravo sugerował Chávezowi, aby ten nie ufał cywilom i sugerował, by pucz przeprowadzili sami żołnierze.
Pod koniec stycznia 1992 roku przywódca MBR-200 zdał sobie sprawę z tego, że ruch może zaniknąć. Otrzymał bowiem zawiadomienie, w którym zagrożono, że 14 lutego zostanie przeniesiony do małej miejscowości na granicy ze zniszczoną wojną Kolumbią. Chávez zdał sobie sprawę, że takie przenosiny zagroziłyby jego udziałowi w zamachu, granice kolumbijsko-wenezuelskie znajdowały się bowiem z dala największych miast i ośrodków energetycznych północnej, nadmorskiej Wenezueli. Zaniepokojony tą perspektywą, zorganizował kolejne spotkanie członków ruchu. Członkowie MBR-200 opowiedzieli się za tym, aby pucz przeprowadzić w czasie, gdy Perez wyjedzie na Światowe Forum Ekonomiczne 1992 w Szwajcarii. Siły MBR-200 nadal rosły. Ostatecznie do grupy przystąpiło 5 pułkowników, 14 majorów, 54 kapitanów, 67 poruczników, 65 chorążych i podoficerów personelu technicznego, 101 sierżantów i 2056 kaprali i szeregowców. MRB-200 dysponował więc 2367 żołnierzami z 10 batalionów armii. Termin zamachu ustalono na wtorek, 4 lutego 1992 roku.
Zgodnie z wcześniejszym planem do zamachu doszło w nocy 4 lutego. Wojsko otoczyło kluczowe obiekty rządowe, w tym pałac prezydencki, Ministerstwo Obrony, Muzeum Wojska i lotnisko wojskowe La Carlota. Bezpośrednim celem puczystów było zatrzymanie prezydenta, który wrócił do Miraflores ze Szwajcarii. Pomimo wielu lat planowania, przewrót nie odbył się z powodzeniem. W czasie zamachu stanu, Chávez miał poparcie mniej niż 10% jednostek wojskowych Wenezueli, a ruch osłabiony został na skutek licznych zdrad i dezercji. Ponadto sojusznikom puczystów nie udało się wyemitować na krajowych częstotliwościach radiowych nagrań ruchu (Chávez planował emisje zachęcające do powstania antyrządowego). Siłom wiernym Chávezowi nie udało się też pojmać Pereza. W czasie walk zginęło czternastu żołnierzy.
Gdy było już jasne że pucz się nie udał, Chávez poddał się i oddał w ręce rządu pod warunkiem, że na uczestników zamachu stanu nie spadną represje i będą oni mogli wypowiedzieć się w mediach. W przemowie do społeczności Wenezueli stwierdził, że ruchowi „na razie” nie udało się dokonać przewrotu. Natychmiast po tym Chávez znalazł się w centrum uwagi, a wielu Wenezuelczyków, zwłaszcza tych biedniejszych, zaczęło postrzegać go jako osobę, która może zlikwidować korupcję w rządzie i kleptokrację.
Chávez został aresztowany i osadzony w więzieniu w San Carlos. W kraju wybuchły prochavistowskie demonstracje, w rezultacie władze przeniosły Cháveza do więzienia w Yare. Rząd zaczął prześladowania mediów, które poparły Cháveza i zamach. W listopadzie doszło do kolejnego zamachu stanu, który ponownie został stłumiony przez siły wierne rządowi. Perez rok później został odwołany z urzędu ze względu na sprzeniewierzenie funduszy na rzecz nielegalnych działań i inne przestępstwa.

### Działalność polityczna

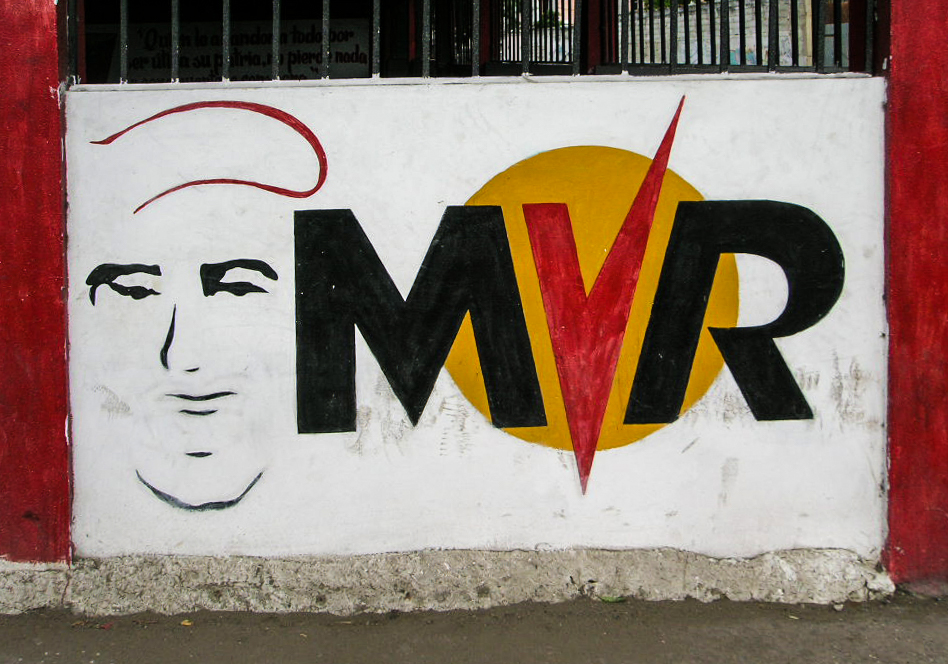
Mural partii Ruch Piątej Republiki

Chávez i inni starsi członkowie MBR-200 byli w więzieniu, jego związek z Hermą Marksman rozpadł się w lipcu 1993 roku. Została ona później krytykiem Cháveza. W 1994 roku wybrany na prezydenta został chadek Rafael Caldera (1916-2009) z Partii Narodowej. Zrealizował on przedwyborczą obietnicę i wypuścił z więzienia Cháveza i innych więzionych członków MBR-200. Caldera zobowiązał ich jednak do tego że nie powrócą do wojska, gdzie mogliby potencjalnie zorganizować kolejny zamach. Po zwolnieniu Chávez został przywitany przez tłumy zwolenników. Udał się na 100-dniową trasę po kraju, gdzie promował swoją boliwariańską wersję rewolucji społecznej. W tym czasie żył z niewielkiej emerytury wojskowej, jak również darowizn ze strony swoich zwolenników, finansowo wspierał trójkę swoich dzieci i swoją byłą żonę Nancy Colmenarese. W czasie wycieczek po kraju, spotykał się z Marisabel Rodriguez, która urodziła mu kolejną córkę, a w 1997 roku została jego żoną.
W poszukiwaniu pomocy zagranicznej dla ruchu boliwariańskiego rozpoczął też trasę po krajach Ameryki Łacińskiej, odwiedził Argentynę, Urugwaj, Chile, Kolumbię, a na końcu Kubę, gdzie spotkał się z Fidelem Castro. Po spędzeniu ze sobą kilku dni Chávez i Castro zaprzyjaźnili się ze sobą, a Chávez mówił później o tym, że kubański przywódca jest dla niego jak ojciec. Po powrocie do Wenezueli, Chávezowi nie udało się zdobyć uwagi mediów głównego nurtu. Zamiast tego zyskał rozgłos w małych, lokalnych gazetach i innych mediach. Stał się zagorzałym krytykiem prezydenta Caldery, którego neoliberalna polityka gospodarcza spowodowała inflację. W tym czasie prezydent zawiesił konstytucję i aresztował wielu zwolenników Cháveza. Według ONZ, od 1997 roku dochód Wenezuelczyków na osobę spadł do 2858 dolarów amerykańskich z 5192 dolarów w 1990 roku, poziom ubóstwa zwiększył się od 1980 roku o 17,65%. Dwukrotnie od 1986 roku, wzrosły też wskaźniki zabójstw, szczególnie w stolicy kraju, Caracas.
Wewnątrz ruchu boliwariańskiego toczyła się debata nt. jego przyszłej strategii. Jedna z grup działaczy uważała, że ruch powinien przejąć władzę w wyborach, druga wychodziła z założenia, że jedynym skutecznym sposobem doprowadzenia do zmian politycznych jest akcja militarna. Chávez był wówczas zapalonym zwolennikiem tego drugiego punktu widzenia, uważał, że oligarchia nie pozwoli na sukces wyborczy jego opcji politycznej. Tymczasem były towarzysz Cháveza z ruchu MBR-200, Francisco Arias Cárdenas, opowiedział się za pełną realizacją zasad demokracji przedstawicielskiej i dołączył do socjalistycznej partii, Radykalna Zmiana. W grudniu 1995 roku, partia ta, wygrała wybory w bogatej w ropę prowincji Zulia, a Cárdenas został jej gubernatorem. Zwycięstwo to było jednym z czynników, które skłoniło Cháveza do zmiany zdania. Chaviści założyli w lipcu 1997 roku własną partię polityczną – Ruch Piątej Republiki (MRV), utworzony w celu poparcia kandydatury Cháveza w zbliżających się wyborach prezydenckich.

#### Wybory w 1998 roku
Większość sondaży dawała zwycięstwo Irene Sáez, burmistrzowi najbogatszej dzielnicy Caracas, Chacao. Chociaż była to kandydatka niezależna, miała poparcie jednej z dwóch głównych partii politycznych, COPEI. W opozycji do jej prawicowych i proestablishmentowych poglądów, stanął Chávez i jego organizacja. Boliwarianiści określali swój cel jako „budowę Nowej Republiki”, która miała zastąpić dotychczas istniejącą republikę Wenezueli i likwidację systemu Punto Fijo. Ta rewolucyjna retoryka przechyliła na korzyść Cháveza i MRV, poparcie pozostałych partii lewicowych, w tym Ojczyzny dla Wszystkich, Komunistycznej Partii Wenezueli i Ruchu na rzecz Socjalizmu. Partie te skupiły się w koalicji Polo Patriotic.
Obietnice rozległych reform społecznych i gospodarczych składane przez Cháveza zdobyły duże poparcie wśród wyborców z klasy robotniczej i biedniejszej części społeczeństwa. W maju 1998 roku sondażowe poparcie dla Cháveza wzrosło do 30%, a w sierpniu już do 39%. Duże poparcie Chávez zawdzięczał m.in. charyzmie i wizerunkowi „mocarza”. Wzrost popularności kandydata lewicy zmartwił jego konkurentów, a część mediów rozpoczęła ataki na kandydata. Niektóre z zarzutów sam oskarżony odrzucał jako śmieszne – zarzucono mu m.in. że był kanibalem, który pożerał dzieci. Gdy poparcie dla Sáez topniało kosztem Cháveza, dwie główne partie – COPEI i Akcja Demokratyczna – poparły kandydata centroprawicowej partii Projekt Wenezuela, Henrique Salas Römera, ekonomistę wykształconego na Uniwersytecie Yale.
W wyborach prezydenckich Chávez zdobył 56,20% głosów, drugi był Salas Römer z wynikiem 39,97%, pozostali kandydaci uzyskali nieznaczne poparcie. Akademicka analiza wyborów wykazała, że poparcie dla Cháveza pochodziło głównie ze strony uboższych i rozczarowanej klasy średniej, której poziom życia w poprzedniej dekadzie gwałtownie spadł. Większość głosów oddanych na jego kontrkandydata padło natomiast ze strony z klasy średniej i wyższej.

### Pierwsza prezydencja
Zaprzysiężenie Cháveza na prezydenta odbyło się 2 lutego 1999. Składając przysięgę, Chávez zmienił jej słowa, dodając sformułowanie mówiące o nowej konstytucji i dalszych przemianach demokratycznych. Do nowego rządu przystąpili różni przedstawiciele wenezuelskiej lewicy; jeden z założycieli MBR, Jesús Urdaneta, został szefem wywiadu Wenezueli (Servicio Bolivariano de Inteligencia Nacional), a Hernán Grüber Ódreman – jeden z przywódców puczu z 1992 roku – został gubernatorem Dystryktu Federalnego Caracas. Mianowani zostali także politycy ze środowisk konserwatywnych, centrum i centroprawicy. Biznesmen Roberto Mandini został prezesem państwowego koncernu naftowego Petroleos de Venezuela, a ministrem gospodarki – Maritza Izaquirre zasiadająca wcześniej w rządzie centroprawicowego Caldery. Jego krytycy określali tę grupę urzędników jako „Boliburguesía” – „Boliwariańska burżuazja”. Chávez zrezygnował z kilku przywilejów prezydenckich – zezłomował prezydencką limuzynę, rozdał całą swoją prezydencką pensję (1200 dolarów miesięcznie) na fundusz stypendialny, sprzedał także wiele rządowych samolotów. W czerwcu 2000 roku rozstał się z żoną Marisabel, a ich rozwód został sfinalizowany w styczniu 2004 roku.
Choć od początku prezydentury Chávez wykorzystywał silną retorykę rewolucyjną, jego rząd przyjął w tym okresie politykę centrolewicową, kapitalistyczną i umiarkowaną, mającą wiele wspólnego z ówczesnymi rządami lewicy latynoamerykańskiej, np. w Brazylii prezydenta Luli da Silvy. Chávez początkowo wierzył, że kapitalizm jest nadal najlepszym modelem gospodarczym dla Wenezueli, uważał jednak, że nie może być to neoliberalizm wprowadzony przez wcześniejsze ekipy za namową rządu USA. Rząd Cháveza stosował się do wytycznych Międzynarodowego Funduszu Walutowego i zachęcał zagraniczne korporacje do inwestycji w Wenezueli. Nawet w czasie wizyty w New York Stock Exchange prezydent zachęcał inwestorów do inwestowania w jego państwie. W celu zwiększenia popularności za granicą, pierwsze pięćdziesiąt dwa dni prezydentury spędził poza Wenezuelą, odbywając szereg spotkań ze światowymi liderami, m.in. z amerykańskim prezydentem Billem Clintonem, gubernatorem Teksasu George’em W. Bushem i przewodniczącym ChRL Jiang Zeminem.
Chávez przerwał prywatyzację państwowych gospodarstw rolnych, systemu ubezpieczeń społecznych, przemysłu aluminiowego i sektora naftowego. Ograniczył wydobycie wenezuelskiej ropy, mając nadzieję, że doprowadzi to do podwyższenia jej cen, a tym samym zwiększy uzyskiwane tą drogą dochody. Lobbował o zmniejszenie produkcji także wśród innych państw OPEC. W wyniku tych działań Chávez zyskał przydomek „jastrząb cen” w kontaktach z przemysłem naftowym i OPEC. Podjął się też próby kompleksowej renegocjacji 60-letniej umowy z koncernami Philips Petroleum i ExxonMobil.
Choć pod względem fiskalnym pozostawał konserwatystą, wprowadził środki, które miały złagodzić ubóstwo wśród wenezuelskiej klasy robotniczej. Uruchomił program społeczny pod nazwą Plan Bolivar 2000, rozpoczęty w dniu 27 lutego 1999 roku, w dziesiątą rocznicę Caracazo. Kosztował on 113 mln dolarów amerykańskich, a udział w nim wzięło 70 tys. oficerów armii, którzy remontowali drogi i szpitale, oferowali bezpłatną opiekę medyczną i szczepienia, a także sprzedawali żywność po niskich cenach.
Prezydent rozpoczął również prowadzenie własnej audycji radiowej, Aló Presidente, w której wyjaśniał najnowsze plany rządu. Emisja programu odbywała się co rano w niedziele w radiu państwowym. Ruszył także prowadzony przez prezydenta show telewizyjny, De Frente con el Presidente (Twarzą w twarz z prezydentem), emitowany w czwartki wieczorem. W lipcu prezydent utworzył własną gazetę El Correo del Presidente, której został redaktorem naczelnym, pismo zostało jednak dość szybko zamknięte. We własnym programie telewizyjnym i audycjach radiowych odpowiadał na telefony od obywateli, przedstawiał swoje najnowsze pomysły, śpiewał piosenki i opowiadał dowcipy, co było wyjątkowe nie tylko w Ameryce Łacińskiej, ale i w skali światowej.

#### Reforma konstytucyjna
Chávez wezwał do publicznego referendum (do tej pory referenda nie były w Wenezueli organizowane), w którym obywatele mieli wypowiedzieć się na temat planu utworzenia zgromadzenia konstytucyjnego. W skład zgromadzenia weszli przedstawiciele całego społeczeństwa Wenezueli, w tym miejscowe grupy plemienne. Referendum odbyło się w dniu 25 kwietnia 1999 roku i było wielkim sukcesem prezydenta, gdyż aż 80% obywateli opowiedziało się za projektem rządu.
Na 25 lipca zaplanowano wybory do zgromadzenia konstytucyjnego. Spośród 1171 kandydatów startujących w wyborach do zgromadzenia, ponad 900 z nich było przeciwnikami Cháveza, mimo to jego zwolennicy uzyskali kolejne przytłaczające zwycięstwo wyborcze i zdobyli 125 mandatów (95% ogółu), w tym wszystkie należące do grup plemiennych, podczas gdy opozycja zdobyła tylko 6 miejsc. Zespół konstytucyjny składał się z 21 komisji do pracy na konkretne tematy; władzy obywatelskiej, praw rdzennych mieszkańców, suwerenności, kwestii gospodarczych, obrony edukacji, zdrowia, środowiska, praw człowieka, kobiet, sportu, kultury i sprawiedliwości.
Członkowie zgromadzenia konstytucyjnego ułożyli nową konstytucję, a referendum w sprawie jej uchwalenia odbyło się w grudniu 1999 roku. 72% głosujących opowiedziało się za przyjęciem nowej ustawy zasadniczej. Zwiększała ona ochronę ludności tubylczej i kobiet, ustanawiała powszechne prawo do edukacji, mieszkań, opieki zdrowotnej i żywności. Wzrosły wymogi przejrzystości rządu oraz zwiększono ochronę środowiska. Konstytucja wydłużała kadencję prezydenta z pięciu do sześciu lat, lecz pozwoliła społeczeństwu odwoływać prezydenta w referendum w trakcie kadencji. Dwuizbowy parlament – Izbę Deputowanych i Senat – połączono w jednoizbowy parlament o nazwie Zgromadzenie Narodowe. Konstytucja przyznała większe uprawnienia prezydentowi. Zwiększyła możliwość stanowienia przez niego prawa w zakresie praw obywatelskich, spraw gospodarczych i finansowych. Konstytucja dała wojskowym możliwość uczestniczenia w rządzie, co miało zapewnić zapewnienie porządku publicznego i wspomaganie rozwoju kraju. W ramach nowej konstytucji na wniosek prezydenta, kraj wcześniej znany oficjalnie jako Republika Wenezueli, przemianowany został na Boliwariańską Republikę Wenezueli (República Bolivariana de Venezuela), co miało nawiązywać do ideologii boliwarianizmu.

### Druga kadencja Cháveza

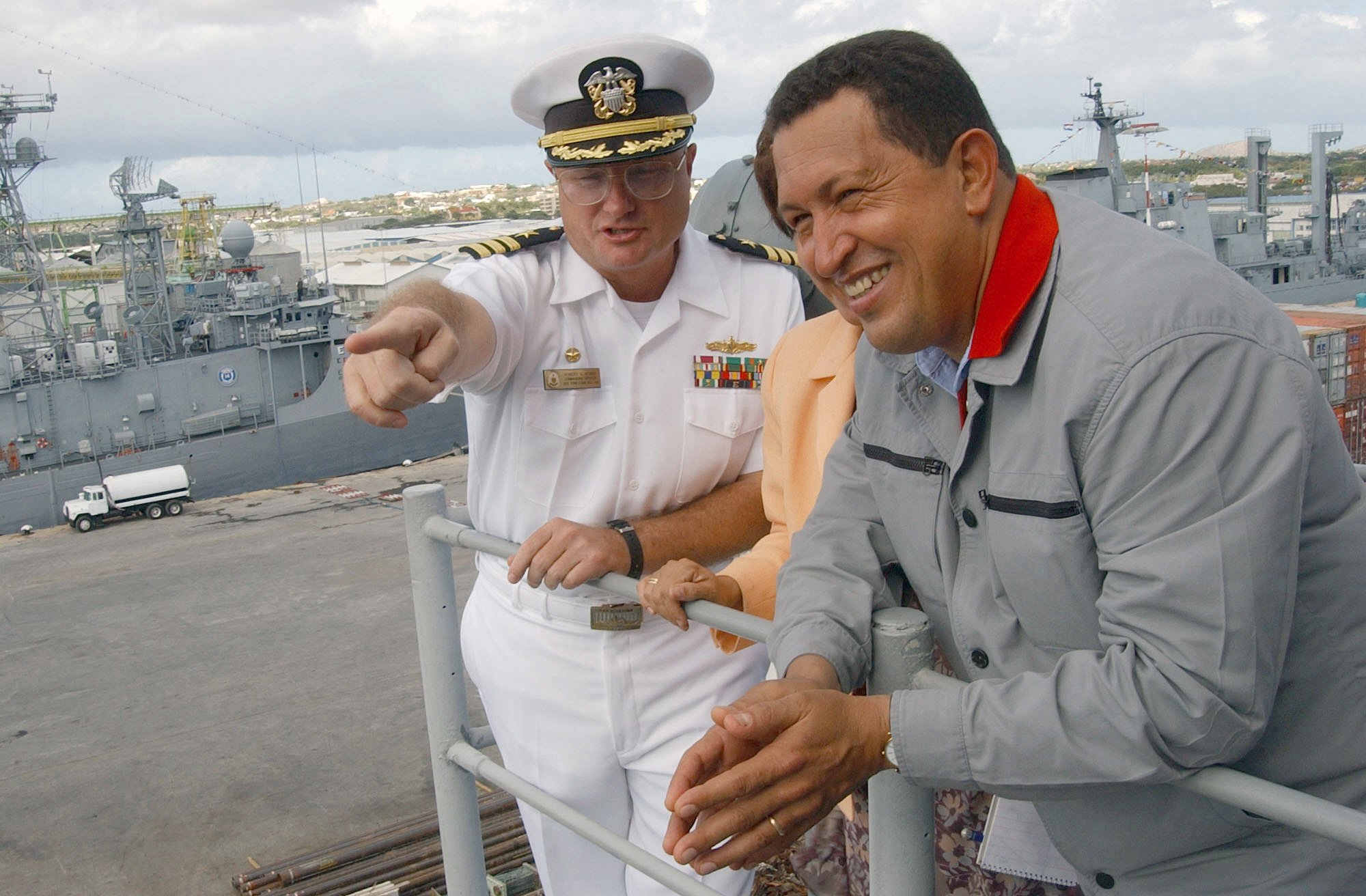
Chávez z wizytą na USS Yorktown

30 lipca 2000 roku, zgodnie z nową konstytucją, odbyły się przedterminowe wybory do nowego, jednoizbowego Zgromadzenia Narodowego. Tego samego dnia głosowano na prezydenta, kongresmenów, burmistrzów i radnych. Zwolennicy Cháveza obawiali się, że prezydent utracił poparcie wśród klasy średniej i hierarchii Kościoła katolickiego, która dawniej występowała po jego stronie. Koalicja Cháveza zdobyła jednak większość dwóch trzecich mandatów, a Chávez ponownie został wybrany na prezydenta z wynikiem 59,76% głosów (odpowiednik 3757 000 osób), uzyskał więc większe poparcie, niż w roku 1998. Na Cháveza swój głos oddała większa część uboższych obywateli. Głównym konkurentem Cháveza, okazał się Francisco Arias Cardenas, jeden ze spiskowców z 1992 roku, który od objęcia urzędu gubernatora Zuli zwrócił się w stronę politycznego centrum. Monitorująca wybory amerykańska agencja Carter Center stwierdziła, że wybory prezydenckie wyraziły wolę narodu. Zarazem skrytykowano rząd za polityczną presję rządu, która doprowadziła do przedterminowych wyborów.
W tym samym roku wzmocnił geopolityczne i ideologiczne powiązania z kubańskim rządem Fidela Castro. Wenezuela podpisała umowę na mocy której dostarczała dziennie 53 tys. baryłek ropy po preferencyjnych cenach, w zamian otrzymała 2 tys. wyszkolonych kubańskich lekarzy i nauczycieli. W następnej dekadzie liczbę baryłek zwiększono do 90 tys. dziennie w zamian za przyjazd do Wenezueli 40 tys. kubańskich lekarzy i nauczycieli. Znacznie wspomogło to gospodarkę karaibskiej wyspy i poziom życia jej mieszkańców po kryzysie „okresu Specjalnego” z lat 90., związanego z upadkiem ZSRR. Sojusz Wenezueli z Kubą nastąpił, gdy pogorszyły się stosunki wenezuelsko-amerykańskie. Pod koniec 2001 roku, gdy amerykańskie wojska zaatakowały Afganistan w odwecie za zamachy z 11 września, Chávez w swoim telewizyjnym show pokazał zdjęcia afgańskich dzieci, które zginęły w bombardowaniu. Powiedział „One nie są winne terroryzmu Osamy Bin Ladena, ani nikogo innego” i wezwał rząd USA do zakończenia „rzezi niewiniątek”, oznajmiając, iż „terroryzmu nie można zwalczać terroryzmem”. Komentarz Cháveza został podchwycony przez media na całym świecie, na co negatywnie zareagował rząd USA.
Po wyborczych zwycięstwach z maja i lipca 2000 roku, rząd Wenezueli przegłosował ustawę Ley Habilitante. Pozwoliła ona przez rok wdrażać reformy drogą dekretów. Korzystając z tego, w listopadzie 2001 roku, rząd wdrożył 49 dekretów, wśród z nich regulujące prawo nieruchomościowe i zużycie węglowodorów. Reforma nieruchomościowa dała ziemię na własność tym Wenezuelczykom, którzy mieszkali w prowizorycznych domach na przedmieściach największych miast. Wprowadzono też przepisy dotyczące reformy rolnej, część z nich miała zachęcić ludzi do powrotu na wieś i uprawiania gospodarstw rolnych, wprowadzono m.in. nałożenie kar dla właścicieli nieużywanych użytków. Miało to służyć zachęceniu takich właścicieli do sprzedaży ziemi osobom, które chcą prowadzić własne gospodarstwa, wywłaszczono nieużywane części latyfundiów i podzielono je między biednych rolników. Niektóre z dekretów zostały oprotestowane przez opozycję, która zagroziła, że jeśli dekrety nie zostaną zmienione, to odpowiedzią na nie będą protesty. Następnie zażądano wręcz cofnięcia reform, rząd odmówił jednak zmiany prawa.
Na początku XXI wieku Wenezuela była piątym na świecie eksporterem ropy naftowej. Wskaźnik eksportu ropy wynosił 85,3% całego eksportu, w związku z tym stała się ona dominującym elementem gospodarki kraju. O ile poprzednia administracja dążyła do prywatyzacji tego przemysłu, a wiele firm naftowych trafiło w ręce amerykańskie, administracja Cháveza chciała ograniczyć obcą kontrolę nad zasobami naturalnymi kraju. Szereg firm naftowych znacjonalizowano i włączono do koncernu państwowego, Petroleos de Venezuela SA (PDVSA). W 2001 roku rząd wprowadził nową ustawę, która zwiększyła kontrolę państwa nad przemysłem naftowym, wprowadzono „mieszane przedsiębiorstwa” i zwiększono podatki dla koncernów naftowych. Do 2006 roku pod kontrolą PDVSA było już 51% firm.
Pod koniec trzeciego roku prezydentury z powodzeniem rozpoczęto program parcelacji gruntów i wprowadzono szereg reform mających na celu poprawę opieki społecznej. W tym czasie obniżeniu uległ np. wskaźnik umieralności niemowląt. Chávez wdrożył bezpłatny, finansowany przez rząd system opieki zdrowotnej oraz bezpłatną edukację na poziomie uniwersyteckim. W grudniu 2001 roku inflacja spadła do poziomu 12,3%, był to wskaźnik najniższy od 1986 roku, podczas gdy wzrost gospodarczy był na stałym poziomie czterech procent. W tym okresie odnotowano wzrost liczby studentów – na wenezuelskie uczelnie przybyło milion nowych słuchaczy.

#### Konflikt z opozycją
Do pierwszego zorganizowanego protestu opozycji przeciwko rządowi boliwariańskiemu doszło w styczniu 2001 roku, gdy administracja Cháveza próbowała wdrożyć reformę edukacyjną. Ruch protestu został utworzony przede wszystkim przez rodziców z klasy średniej, która posyłała swoje dzieci do szkół prywatnych. Odbył się on w centrum Caracas pod hasłem „Nie zadzieraj z moimi dziećmi”. Chávez określił protestujących jako „samolubnych”, jednak zgodził się wycofać z proponowanej reformy i zamiast tego wprowadził ustawę opartą na konsensusie z opozycją. W tym samym roku, założona została organizacja znana jako Coordinadora Democrática de Acción Civica (CD). Zrzeszała ona wenezuelskie partie opozycyjne, korporacje, większość mediów, Federację Izb Handlowych, Frente Institucional Militar i Centralną Unię Robotniczą. Liderem grupy został biznesmen Pedro Carmona. 23 stycznia odbył się duży marsz opozycji, 4 lutego natomiast w kilku miastach Wenezueli maszerowali zwolennicy rządu.
CD i inni przeciwnicy rządu oskarżali prezydenta o zbytnią centralizację władzy i krytykowali go za osobistą przyjaźń z Fidelem Castro. Zarzucali mu, że chce stworzyć zbliżony do Kuby jednopartyjny rząd socjalistyczny. Pozostali przeciwnicy Cháveza nie byli aż tak radykalni, formułując oskarżenia o populizm i rozdawanie pieniędzy ze szkodą dla kraju. Zwolennicy prezydenta uważali, że rząd Cháveza był bardziej demokratyczny niż poprzednie; świadczyć o tym miała zwiększona kontrola społeczna wprowadzona na mocy konstytucji z 1999 roku oraz utworzenie rad robotniczych.
Prochavistowski politolog Gregory Wilpert w swoich pracach o administracji boliwariańskiej pisał, że opozycja była zdominowana przede wszystkim przez członków klasy średniej i wyższej. Jego zdaniem, bogata elita była szczególnie oburzona na rząd, ponieważ sama na skutek wprowadzenia nowej konstytucji straciła wiele wpływów i dominację na scenie politycznej. Jego zdaniem to ta warstwa wykorzystała kontrolę nad mediami, aby zainicjować kampanię antychavistowską skierowaną przede wszystkim do klasy średniej, a kampania łączyła się z zakorzenionymi w kulturze Wenezueli wątkami rasistowskimi i klasowymi. Przytacza on jedną z najczęściej stosowanych przez przeciwników Cháveza, obelg – ese mono („ta małpa”), która miała charakter jednoznacznie rasistowski. Prezydent często oskarżany był o wulgarność, a media określały kręgi boliwariańskie jako „środowiska terrorystyczne” lub „hordy”. Opozycja i część mediów zachodnich twierdziła, że zwolennicy chavizmu byli w większości ludźmi młodymi i biednymi. Tezy te obala badacz Cristóbal Valencia Ramírez; według jego badań zwolennicy Cháveza wywodzili się z wielu warstw społecznych, w większości są wykształceni i nie tolerują używania przemocy (często opozycja przypisywała jego zwolennikom przywiązanie do przemocy politycznej). Także chavistowskie organizacje oskarżały grupy opozycyjne o używanie przemocy. Narodowa Koordynacja Farmerów Ezequila Zamory szacuje, że 50 przywódców chavistowskich zaangażowanych w reformy gruntowne zostało zamordowanych na przełomie 2002 i 2003 roku.

### Zamach stanu w 2002 roku

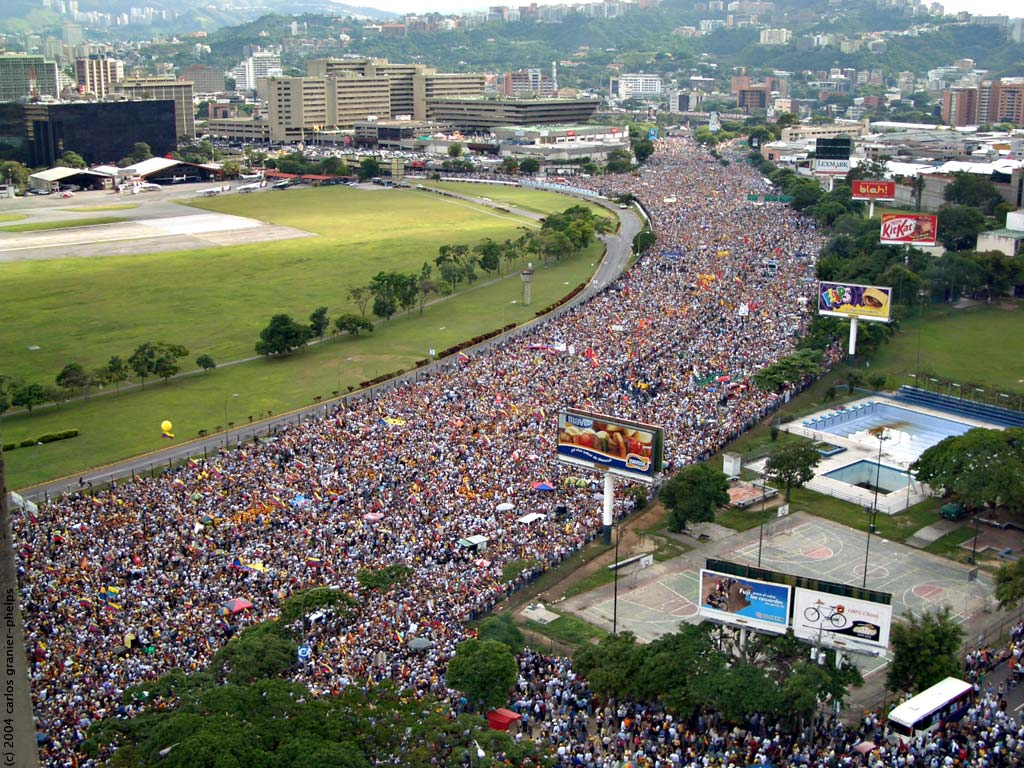
Marsz przeciwników rządu w kwietniu 2011 roku

9 kwietnia 2002 roku, CTV wsparta przez Fedecámaras i kilka innych grup opozycji, wezwała do jednodniowego strajku. Mimo upływu 24 godzin, opozycja przedłużyła strajk na bliżej nieokreślony czas. Lider, CTV, Carlos Ortega wezwał też do marszu protestacyjnego pod siedzibą spółki naftowej PDVSA w Caracas.
Zgodnie z apelem Ortegi, 11 kwietnia 2002, w Caracas doszło do masowych protestów opozycji, przerodziły się one w otwartą bitwę z użyciem broni, między zwolennikami a przeciwnikami rządu. Późnym rankiem pod siedzibą PDVSA zebrało się około 200 000 osób, lider CTV, Carlos Ortega wezwał do kontynuacji marszu do pałacu prezydenckiego Miraflores. Ortega wezwał do obalenia urzędującego prezydenta. W tym czasie, zwolennicy Cháveza zdążyli już otoczyć Miraflores przed którym przebywali już od 9 kwietnia. Wczesnym popołudniem obie strony były zaledwie o 200 metrów od siebie. W walkach ulicznych zginęło dwadzieścia osób, a ponad 110 zostało rannych.
Wykorzystując sytuację, grupa wysoko postawionych oficerów kierowanych przez wiceadmirała Ramireza Péreza, przeprowadziła zamach stanu, prawdopodobnie puczyści uzyskali poparcie części środowisk biznesowych, medialnych i niektórych partii politycznych. Pérez pojawił się w telewizji i oznajmił, że prezydent zdradził społeczność kraju i jest winny masakrze opozycjonistów dokonanej przez snajperów (w rzeczywistości od kul snajperów opozycji zginęło czterech zwolenników prezydenta), stąd też przestał on sprawować swój urząd. Komunikat ten nagrany został już w godzinach porannych. Chávez został pojmany i przewieziony przez puczystów do La Orchila, odmówił złożenia rezygnacji z urzędu i poprosił o prawo do opuszczenia kraju. Prezydentem rządu tymczasowego ogłosił się biznesmen Pedro Carmona. Carmona poprzez dekret zniósł konstytucję z 1999 roku, rozwiązał parlament, Sąd Najwyższy i odwołał gubernatorów oraz burmistrzów, powołał też komitety mające wspierać puczystowski rząd w kontrolowaniu kraju.
Szybko wybuchły protesty zwolenników legalnego rządu a poparcie dla reżimu Carmona okazało się niewielkie, większa część Wenezuelczyków uważała, że działania Carmona zmierzają do totalitaryzmu. W odpowiedzi na dekrety Carmona w Caracas wybuchły prochavistowskie powstania. Żołnierze lojalni wobec Cháveza, wezwali Wenezuelczyków do walki z puczystami. Wkrótce żołnierze wierni legalnemu rządowi odzyskali pałac prezydencki i uwolnili Cháveza. W wyniku masowych protestów w dniu 14 kwietnia, Carmona złożył rezygnację a Chávez powrócił do władzy, do swojego urzędu powrócił w sobotnią noc, dnia 13 kwietnia 2002 roku. Po tych wydarzeniach, Chávez ponownie mianował Lucasa Rincóna Romero na stanowisko dowódcy armii, a w 2003 roku dodał on urząd ministra spraw wewnętrznych.

#### Kontrowersje wokół zamachu
Gdy w kwietniu 2002 wrócił do swej prezydencji, nakazał on przeprowadzenie kilku badań, których celem było zbadanie kulisów zamachu. Oficjalne wyniki wykazały, że zamach był sponsorowany przez Stany Zjednoczone. Już 16 kwietnia Chávez stwierdził, że w czasie gdy został on uwięziony, w bazie lotniczej na wyspie Orchilla wylądował samolot na numerach amerykańskich. 14 maja 2002 roku potwierdził, że dysponuje potwierdzeniem amerykańskiego zaangażowania militarnego w pucz. Twierdził on, że w czasie puczu wenezuelski system radarowy poinformował o obecności na wenezuelskich wodach i przestrzeni powietrznej, amerykańskich okrętów i samolotów. Brytyjskie pismo The Guardian opublikowało artykuł autorstwa Wayne Madsen, zgodnie z tezami artykułu, pucz miał zostać wsparty militarne przez amerykańską marynarkę. Podobnego zdania jest amerykański senator Chris Dodd, wyszedł on wnioskiem o zbadanie kwestii amerykańskiego zaangażowania w puczu, Dodd domagał się informacji na temat ewentualnego wsparcia logistycznego puczu ze strony amerykańskiej marynarki i tego czy amerykańscy urzędnicy działali właściwie i nie zachęcali do dokonaniu kwietniowego zamachu. Democracy Now!, podaje że według dokumentów CIA, administracja Busha wiedziała o zamachu jeszcze w miesiąc przed jego dokonaniem. Według ambsadora USA w Wenezueli, Williama Brownfielda, ambasada jeszcze w kwietniu zdążyła poinformować Cháveza o planowanym puczu. Amerykański Departament Stanu i dochodzenie Urzędu Inspektora Generalnego nie znalazło dowodów na to że finansowanie wenezuelskiej opozycji przez National Endowment for Democracy (NED) było niezgodne z prawem i mogło się przyczynić do zamachu stanu. Płatności dokonywane przez NED zostały zintensyfikowane w tygodniach poprzedzających pucz, według The Observer zamach został zatwierdzony przez rząd Stanów Zjednoczonych, działający przez wyższych urzędników, w tym Otto Reicha i Eliliota Abramsa, którzy już w latach 80. byli zaangażowani w tzw. „brudne wojny” w Ameryce Łacińskiej. The Observer podaje, że na miesiąc przed zamachem Pedro Carmona złożył wizytę w Białym Domu i spotkał się z ludźmi prezydenta Georga Busha. Carmona spotkał się jeszcze z sekretarzem stanu Colinem Powellem w Bogocie, w drugim dniu strajku olejowego 2002-2003, i często spotykał się z ambasadorem USA w Kolumbii, Ann Paterson.
W krótkim czasie po zamachu stwierdził, że USA dąży do jego obalenia. W dniu 6 października 2002 roku ogłosił, że ma dowody na próbę przeprowadzenia nowego zamachu, a w dniu 20 października 2002 roku stwierdził, że ledwo uniknął puczu w czasie powrotu z podróży po Europie.

### Powrót na urząd
Po likwidacji puczu, rząd wdrożył nowy zespół ekonomiczny, który wydawał się być bardziej centrowy i przywrócił starą radę zarządzającą państwowym koncernem naftowym Petroleos de Venezuela SA (PDVSA). Aby zapobiec potencjalnym puczom lub inwazji Stanów Zjednoczonych, rząd znacznie zwiększył potencjał militarny kraju – w Rosji zakupiono 100 tys. karabinów szturmowych AK-47 i kilka śmigłowców oraz kupiono od Brazylijczyków kilka samolotów Embraer EMB 314 Super Tucano. W 2005 roku, Chávez ogłosił, że zamierza zwiększyć liczbę rezerw wojskowych z 50 tys. do 2 mln żołnierzy. Chávez zaprosił do kraju różne organizacje międzynarodowe, które miały pomóc w mediacjach między rządem a opozycją.
Mimo podjętych przez Cháveza środków, konflikt trwał przez cały 2002 rok. W dniu 22 października, za udział w zamachu stanu, zawieszono 14 oficerów na czele z generałem Enrique Mediną Gómezem, zajęli oni Francia de Altamira Plaza w zamożnej dzielnicy wschodniego Caracas i oświadczyli że obszar ten jest „wyzwolonym terytorium”. Na początku listopada, w śródmieściu Caracas, doszło do starć między zwolennikami rządu i jego przeciwnikami, kolejne starcia w środku miesiąca w Plaza Bolivar w Caracas, doprowadziły do trzech zgonów.

#### Blokada olejowa
Fedecámaras i CTV wezwały do czwartej już fali protestów. 2 grudnia 2002 roku rozpoczął się strajk olejowy. Kluczowym elementem strajku było zatrzymanie produkcji w Petroleos de Venezuela. Według niektórych źródeł doszło do tego na skutek zmiany haseł komputerowych i wyłączeniu sprzętu oraz jeszcze innych aktów sabotażu. Na skutek tych działań, produkcja ropy naftowej spadła o jedną trzecią. Na skutek działań opozycji, Wenezuela miała problem ze spełnieniem zagranicznych zobowiązań a benzyna stała się praktycznie nieosiągalna, wiele stacji zamknięto, a w innych ustawiały się długie kolejki. Wiele firm prywatnych zostało zamkniętych lub ich działalność zawieszono, głównie z powodu braku paliwa i paraliżu gospodarczego, niektóre z nich dołączyły do strajku. Protesty poparły też media prywatne, symbolicznie zawiesiły one nadawanie regularnych programów i reklam oraz przekazywały darowizny na rzecz opozycji.
9 grudnia odbyły się duże marsze zwolenników i przeciwników rządu. Opozycja opowiedziała się za blokadą olejową na czas nieokreślony. Blokada, która doprowadziła do poważnych trudności gospodarczych, zaczęła ustępować w lutym 2003. Według doniesień na skutek blokady, miliony obywateli, nawet w centralnym Caracas, w celu przygotowywania posiłków powróciło do korzystania z ognisk. Blokada poskutkowała 15% bezrobociem, które w marcu 2003 roku osiągnęło 20,35%, produkcja ropy spadła o 5%, a dochody z niej wyniosły o 17% mniej.
Blokada zaczęła upadać w lutym 2003 roku, gdy opozycja doznawała coraz większej niechęci ze strony małych i średnich przedsiębiorców, w których najbardziej uderzyła blokada. Rząd przywrócił kontrolę nad PDVSA, produkcja ropy powróciła do poziomu z kwietnia 2003 roku (przed blokadą). W wyniku strajku zwolniono 18 000 pracowników PDVSA (40% pracowników przedsiębiorstwa) odpowiedzialnych za zaniedbania okresu blokady.

#### Stabilizacja gospodarcza po blokadzie, referendum, Socjalizm XXI wieku (2003–2006)
W 2003 i 2004 r. Chávez rozpoczął kilka kampanii społecznych i gospodarczych, które stały się możliwe dzięki uzdrowieniu gospodarki kraju. Przemysł naftowy produkował 80% eksportu Wenezueli o wartości 25% PKB i 50% dochodów rządu. Po raz pierwszy w historii przemysł naftowy znalazł się w rękach Wenezueli (wcześniej jego wydobyciem zajmowały się zagraniczne, głównie amerykańskie, koncerny). W lipcu 2003 rozpoczęła się „Misja Robinson” – kampania mająca na celu naukę czytania i pisania dorosłych Wenezuelczyków, objęła ona ponad 1 500 000 Wenezuelczyków. W dniu 12 października 2003 roku, Chávez zainicjował „Misję Guacaipuro”, program ochrony religii, ziemi, kultury i praw ludów tubylczych Wenezueli. Pod koniec 2003 prezydent Wenezueli rozpoczął „Misję Sucre” (nazwa pochodzi od nazwiska bohatera wojny niepodległościowej Wenezueli, generała Antonio Jose de Sucre) – program stypendialny dla szkolnictwa wyższego. Od około 2005 roku, co roku wydano 100 tys. stypendiów dla uczniów którzy w przeszłości byli wykluczeni z możliwości edukacji wyższej.
9 maja 2004, w czasie nalotu na zajmowaną przez kolumbijski oddział paramilitarny farmę w pobliżu Caracas aresztowano grupę 126 Kolumbijczyków. Zostali oni oskarżeni o tworzenie zagranicznej organizacji paramilitarnej działającej w celu obalenia rządu Wenezueli. Wydarzenie to posłużyło do dalszej polaryzacji wenezuelskiego społeczeństwa na obóz boliwariański i antyboliwariański. Możliwość ewentualnego zamachu stanu z 2004 roku do tej pory budzi spory i kontrowersje. W październiku 2005 roku sąd uznał winę 27 Kolumbijczyków oskarżonych o udział w planowaniu zamachu, reszta została zwolniona z aresztu i deportowana.
Po fiasku zbrojnej próby obalenia boliwariańskiego rządu, opozycja zdecydowała się na próbę odsunięcia Cháveza poprzez środki prawne. Opozycja wezwała do referendum w sprawie dymisji prezydenta. Referendum odbyło się w 2004, udział w nim wzięło 70% uprawnionych do głosowania, z czego 59% z nich opowiedziało się za pozostaniem prezydenta na stanowisku do końca kadencji. W przeciwieństwie do pierwszego wyborczego zwycięstwa z 1998, tym razem poparcie dla Cháveza pochodziło prawie w całości ze strony klasy robotniczej, a nie jak to miało miejsce wcześniej ze strony klasy średniej. Spowodowane to było m.in. zwrotem na lewo, który nastąpił w ciągu pięciu i pół lat rządów Ruchu Piątej Republiki. W obliczu kolejnego zwycięstwa Cháveza, niektóre kręgi opozycji posunęły się nawet do wezwania rządu Stanów Zjednoczonych do dokonania zbrojnej inwazji w celu obalenia Cháveza.
Różne próby obalenia rządu boliwariańskiego doprowadziły do dalszej radykalizacji stanowiska Cháveza. W styczniu 2005 roku Chávez zaczął głosić postulat „socjalizmu XXI wieku”. Owa koncepcja różniła się od wcześniejszych form boliwarianizmu, które były z natury socjaldemokratyczne i łączyły elementy kapitalizmu i socjalizmu. Nowy termin został przeciwstawiony socjalizmowi demokratycznemu, który Chávez chciał promować w Ameryce Łacińskiej. Doktryna socjalizmu XXI wieku pozostawała w opozycji do marksizmu-leninizmu obowiązującego w krajach demokracji ludowej, takich jak ZSRR i Chińska Republika Ludowa. Zdaniem Cháveza nie były to prawdziwe demokracje, cierpiały one z powodu braku demokracji uczestniczącej i nadmiernie autorytarnych struktur rządów.
W maju 2006 Chávez odwiedził Europę, gdzie zapowiedział dostarczanie taniej wenezuelskiej ropy dla biednych społeczności kontynentu. Przywitał go centrolewicowy burmistrz Londynu, Ken Livingstone, który opisał wizytę jako „najlepszą wieść z Ameryki Łacińskiej, od wielu lat”.
Według Datos Information Resources od 2003 do 2006 o ponad 150% wzrósł dochód najbiedniejszych klas społecznych Wenezueli.

#### Zwrot w polityce zagranicznej

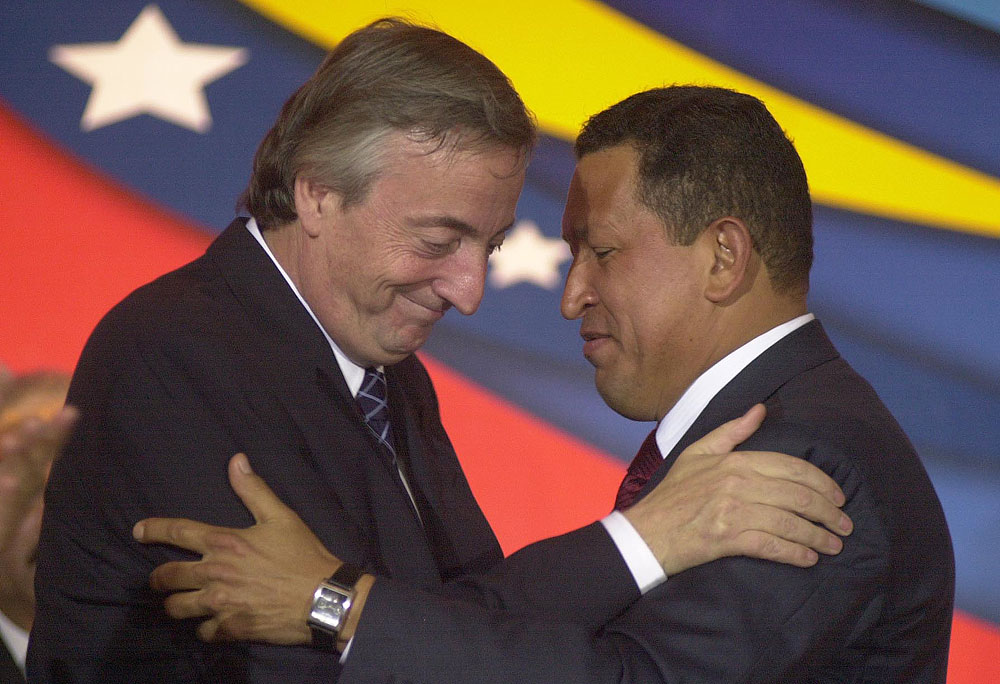
Hugo Chávez i prezydent Argentyny Néstor Kirchner w 2004

Na skutek zamachu stanu z 2002 w dużym stopniu zmieniła się polityka międzynarodowa Wenezueli. Kraj, kosztem relacji z USA, zbliżył się do pozostałych państw Ameryki Południowej (z wyjątkiem Kolumbii, z którą do 2010 pozostawał w napiętych stosunkach). W 2004 Chávez zainicjował utworzenie bloku państw Ameryki Łacińskiej i Karaibów, ALBA.
W ciągu lat 2004 i 2005 Wenezuela ograniczyła więzi militarne z USA. Wenezuela zamiast tego coraz częściej kupowała broń z innych państw, takich jak Brazylia, Chiny i Hiszpania. Zmniejszenie sprzedaży amerykańskiej broni do Wenezueli spowodowało tarcia na linii USA-Wenezuela, w odpowiedzi Chávez zawiesił współpracę między siłami zbrojnymi obu państw. W swoich wypowiedziach poruszył też temat opuszczenia przez amerykańskich żołnierzy terenu Wenezueli. W 2005 roku Chávez ogłosił „Misję Miranda” – program mający na celu zwiększenie rezerwy wojskowej do 1 500 000 żołnierzy. Miało to posłużyć ochronie Wenezueli przed obcą interwencją lub inwazją. Dodatkowo, w październiku 2005 roku, rząd Wenezueli nakazał opuścić kraj przedstawicielom amerykańskiej organizacji New Tribes Mission. New Tribes Mission oskarżona została o „imperialistyczną infiltrację” i ukrywanie powiązań z CIA.
W 2005 Chávez zażądał od USA, ekstradycji Luisa Posady Carrilesa, terrorysty i byłego agenta CIA, oskarżonego o dokonanie w 1976 roku zamachu na samolot Cubana de Aviación Flight 455. Ekstradycję zablokował jednak teksański sędzia, argumentując to tym że terroryście mogą grozić tortury. Decyzję tę zaskarżyła Ambasada Wenezueli w USA. Chávez wnosił również o ekstradycję byłych oficerów i członków grupy Militares democraticos, poruczników Rodolfa Varele i Jose Antonio Colina, poszukiwanych za zamachy bombowe na ambasady Hiszpanii i Kolumbii.
W 2005 prezydent Chávez zainicjował program zapewnienia tańszego paliwa grzewczego dla ubogich w kilku obszarach Stanów Zjednoczonych. Program został rozszerzony we wrześniu 2006 i objął cztery z pięciu dzielnic Nowego Jorku. Na pomoc biednym mieszkańcom metropolii przeznaczono 25 mln galonów paliwa o 40% zniżkach na ceny hurtowe. Program objął 200 tysięcy nowojorczyków, 70 000 mieszkań i zapewniał dostateczną ilość gazu na całą zimę. Chávez wysłał również olej opałowy do biednych w odległych wioskach na Alasce. Niektórzy amerykańscy politycy i media kwestionowali motywy tej hojności. Lokalni republikańscy politycy z Maine poprosili gubernatora stanu, aby odmówił przyjmowania pomocy ze strony Wenezueli a New York Daily News określił Cháveza jako „olejowego alfonsa”.
W tym okresie Chávez kładł znacznie większy nacisk na rozwój gospodarczy i budowę alternatywnych modeli handlu międzynarodowego, w większości w postaci umów o pomocy międzynarodowej. Na przykład w dniu 20 sierpnia 2005 podpisano porozumienie z Kubą, na mocy którego zapewniono bezpłatne szkolenia medyczne. Koszt projektu wyniósł od 20 do 30 miliardów i objął ponad 100 tysięcy lekarzy, którzy zobowiązali się do pracy w najbiedniejszych społecznościach Globalnego Południa. Zapowiedziano, że projekt będzie prowadzony przez kolejną dekadę, i że nowa szkoła medyczna ma przyjąć co najmniej 30 tys. ubogich studentów, zarówno z Ameryki Południowej, jak i Karaibów.

Kraje należące do ALBA

Chávez pozostawał też aktywny na arenie międzynarodowej poprzez udział w pracach organizacji tj. ONZ, w swoich przemówieniach często potępiał model funkcjonowania neoliberalnej globalizacji. W swoim przemówieniu na Światowym Szczycie ONZ z 2005 roku, potępił neoliberalny model rozwoju, usuwanie barier handlowych, prywatyzację i liberalny przepływ kapitału. Prezydent określił te zjawiska jako powodujące ubożenie krajów rozwijających się. Chávez ostrzegł przed kryzysem energetycznym spowodowanym wyczerpywaniem się węglowodorów. 7 listopada 2005 roku, w czasie IV Szczytu Ameryk, który odbył się w Mar del Plata w Argentynie, Chávez skrytykował działanie Strefy Wolnego Handlu Obu Ameryk. W dniu 14 grudnia 2004 roku, Wenezuela i Kuba powołały Alianza Bolivariana para los Pueblos de Nuestra América (ALBA), organizacja ta stanowiła przeciwwagę dla FTAA. Powstanie ALBA, prezydent Wenezueli określił jako wielką przegraną George’a Busha.
W 2006 Chávez ogłosił, że Wenezuela zamierza zdobyć stałe miejsce w Radzie Bezpieczeństwa ONZ. Urzędnicy Waszyngtonu zachęcali kraje Ameryki Łacińskiej i Karaibów do głosowania na proamerykańską Gwatemalę i odrzucenia kandydatury Wenezueli. W rezultacie Wenezuela nie była w stanie uzyskać więcej głosów od Gwatemali. Ze względu na to, jako kandydata konsensowego wybrano Panamę. W tym samym roku Wenezuela przeznaczyła duże dotacje na rzecz pomocy dla walczącej z powodziami Argentyny i oskarżyła USA o pomoc militarną dla skonfliktowanej z Wenezuelą Kolumbii.
20 września 2006 Chávez w swoim przemówieniu do Zgromadzenia Ogólnego Organizacji Narodowych Zjednoczonych określił prezydenta USA, George’a Busha jako diabła (diabeł przyszedł tu wczoraj  – Bush przemawiał w Zgromadzeniu Ogólnym dzień przez Chávezem), zarzucił rządowi USA dominację, wyzyskiwanie i ograbianie narodów świata. Wezwał Amerykanów do powstrzymanie tego zagrożenia, które jest jak miecz, wiszący nad naszymi głowami. Mimo że wypowiedź ta była powszechnie potępiana przez amerykańskie media i polityków, mowa otrzymała w Zgromadzeniu „dziki aplauz”.

### Trzecia kadencja

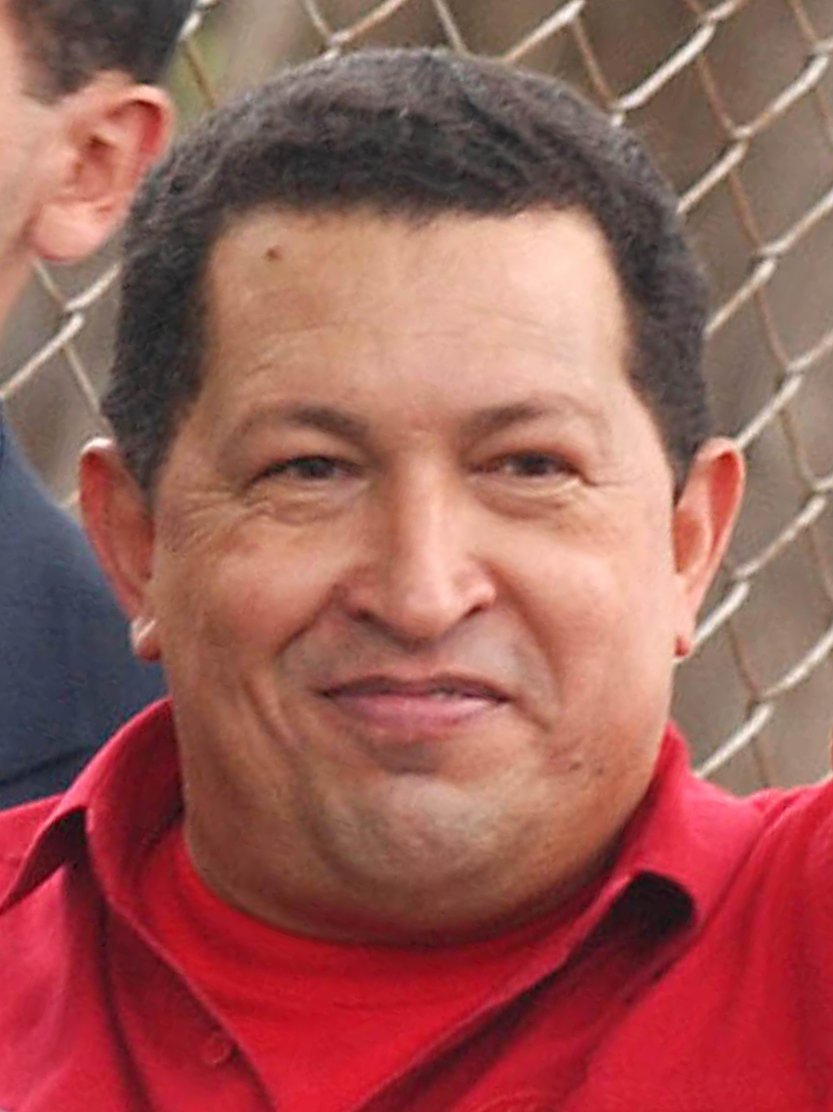
Chávez w 2006

W wyborach prezydenckich w grudniu 2006 Chávez zdobył rekordowe 63% głosów poparcia, pokonał tym samym swojego głównego rywala Manuela Rosalesa z partii Nowa Era. Frekwencja w wyborach wyniosła 74%. Wybory zostały uznane za przeprowadzone prawidłowo i wolne przez amerykańskie Centrum Cartera i Organizację Państw Amerykańskich. Po tym zwycięstwie, Chávez obiecał „ekspansję rewolucji” i bardziej radykalny zwrot w kierunku socjalizmu. W trakcie wiecu powyborczego prezydent zapowiedział, iż zamierza zostać na stanowisku do roku 2021.
15 grudnia 2006 roku Chávez publicznie ogłosił, że te lewicowe partie polityczne, które nieustanie wspierały jego prezydenturę w ramach koalicji patriotycznej, zjednoczą się w jedną, większą partię pod nazwą Zjednoczona Partia Socjalistyczna Wenezueli (PSUV). W przemówieniu, w którym ogłosił ogłoszenie PSUV, prezydent oświadczył, że stare partie muszą „zapomnieć o własnych strukturach, kolorach i sloganach, ponieważ to nie one są najważniejsze dla ojczyzny”. Zdaniem politologa Barry’ego Cannona, celem utworzenia PSUV było zjednoczenie ruchu boliwariańskiego w jedną partię, z nadzieją, że likwidacja mniejszych tworów politycznych zmniejszy problem klientelizmu i korupcji.
Chávez początkowo ogłosił, że te lewicowe partie, które nie zdecydują się na wejście w skład PSUV, będą musiały opuścić rząd, gdy jednak kilka takich partii odmówiło wstąpienia do nowej partii, prezydent wycofał się z tego pomysłu. Na skutek entuzjazmu obywateli Wenezueli, już w 2007 roku liczba członków PSUV wzrosła do 5,7 miliona osób. Obecnie PSUV jest największą partią polityczną w Wenezueli.
Zwolennicy prezydenta przypominają, że Wenezuela za jego urzędowania osiągnęła znaczne sukcesy gospodarcze oraz w walce z ubóstwem. Kraj dzięki wysokim cenom ropy naftowej, której sprzedaż stanowi 90% eksportu i ponad 50% wpływów budżetu, zlikwidował deficyt oraz osiągnął nadwyżkę w bilansie płatniczym. Eksport tego surowca jest kluczowym dla jego kondycji gospodarczej. W Wenezueli poprawiają się też wskaźniki społeczne. Od 2003 r. bezrobocie spadło o 8 p. proc. (z 18 do 10%). Wzrosła płaca minimalna, która w 2006 r. zwiększyła się o 10%. Od początku rządów Cháveza spadł też poziom biedy. W 1998 roku poniżej progu ubóstwa żyło 55% Wenezuelczyków, a w 2005 roku 37,9%. W 2004 roku wzrost gospodarczy Wenezueli wynosił 18%, w 2005 – 11%, w 2006 – 9% przy szacunkowej inflacji rzędu 13,7% (2006). Systematycznej deprecjacji ulega boliwar. Cena dolara w relacji do tej waluty kształtowała się następująco: 2,147 (2006), 2,0898 (2005), 1,8913 (2004), 1,607 (2003), 1,161 (2002).
Napięte stosunki Chávez utrzymywał także z częścią hierarchii Kościoła katolickiego. Jednym z krytyków prezydenta jest arcybiskup Meridy Baltazar Porras, który porównywał jego idee polityczne do faszyzmu.
Amerykański aktor Danny Glover szukając materiału na swój reżyserski debiut, postanowił, że nakręci biograficzny film o jednym z przywódców powstania na Haiti przeciwko Francuzom. Wybrał Toussainta L’Ouverture. W maju 2006 skompletowano obsadę, w której znaleźli się m.in. Jonathan Rhys Meyers, Wesley Snipes, Don Cheadle i Mos Def. Koszty produkcji oszacowano na 30 milionów dolarów, a zdjęcia miały się rozpocząć pod koniec 2006 r. w Południowej Afryce. W maju 2007 Chávez przeznaczył 18 milionów dolarów na sfinansowanie produkcji Glovera, co oburzyło wenezuelskich filmowców, którzy woleliby, żeby te pieniądze wsparły ich rodzime kino. Miesiąc później, kiedy aktor przyjechał do Caracas w poszukiwaniu miejsca do kręcenia zdjęć, filmowcy przekazali mu petycję, w której chcieli, by jeszcze raz rozważył wykorzystanie przyznanych mu funduszy. W kwietniu 2008 wenezuelskie Zgromadzenie Narodowe zatwierdziło dodatkowe 9 840 505 dolarów na produkcję filmu Glovera.
8 stycznia 2007 prezydent zainstalował nowy gabinet i zastąpił większość ministrów. Nowym wiceprezydentem został Jorge Rodríguez, który zastąpił na tym stanowisku José Vicente Rangela. Chávez zapowiedział, że wyśle do Zgromadzenia Narodowego nowe ustawy umożliwiające renacjonalizację największej firmy telekomunikacyjnej w kraju (Cantv), a także innych firm z branży elektronicznej, które zostały sprywatyzowane przez poprzednią administrację. Prezydent zwrócił się także o wyeliminowanie niezależności Banku Centralnego. 31 stycznia 2007 roku Zgromadzenie Narodowe Wenezueli zatwierdziło ustawę umożliwiającą przyznanie prezydentowi uprawnień do orzekania w niektórych dziedzinach polityki na mocy dekretu na okres 18 miesięcy. Prezydent ogłosił, że zamierza kontynuować Rewolucję Boliwariańską, uchwalając odpowiednie reformy gospodarcze i społeczne. Ogłosił też, że chce nacjonalizacji kluczowych sektorów gospodarki. Chávez ogłosił, że w ciągu sześciu lat wprowadzi reformy, które będą początkiem transformacji Wenezueli w społeczeństwo socjalistyczne, z drugiej strony, zdaniem krytyki zmiany te miały posłużyć zwiększeniu władzy prezydenta.
W dniu 8 lutego 2007 rząd podpisał z AES Corporation umowę na zakup 82,14% udziałów w Electricidad de Caracas. W tym samym miesiącu, rząd wykupił 28,5% udziałów Cantv od Verizon Communications. 30 kwietnia tego samego roku Chávez zapowiedział, że Wenezuela oficjalnie wycofuje się z Międzynarodowego Funduszu Walutowego i Banku Światowego. Chávez następnie ogłosił utworzenie regionalnego Banku Południa, argumentował to tym że MFW i Bank Światowy znajdują się w kryzysie. Kolejnym krokiem prezydenta było ogłoszenie przejęcia kontroli nad projektem naftowym w Orinoco Belt. Zdaniem Cháveza są to „największe na świecie rezerwy ropy”. Według Cháveza, wykorzystanie nowoczesnych technologii w pozyskiwaniu tych rezerw może doprowadzić do prześcignięcia pod względem rezerw ropy Arabii Saudyjskiej. W maju 2007 roku, rząd odmówił przedłużenia licencji jednej ze stacji telewizyjnych, która uczestniczyła w zamachu stanu z 2002 roku. Jej zwolennicy w proteście przeciwko tej decyzji zwołali kilka protestów w Caracas. W odpowiedzi na marsze zwolenników telewizji, przez Caracas przemaszerowały dziesiątki tysięcy zwolenników PSUV, którzy wyrazili swoje poparcie dla decyzji rządu.
W 2007 rząd boliwariański powołał komisję mającą przejrzeć konstytucję z 1999 i zaproponować ewentualne zmiany. Na czele komisji stanął intelektualista Luis Britto García, Komisja uznała, że konstytucja musi zawierać bardziej postępowe społecznie klauzule, m.in. skrócenie tygodnia pracy, uznanie przez konstytucję praw afrowenezuelczyków i wyeliminowanie dyskryminacji ze względu na orientację seksualną. Zaproponowano również zwiększenie wpływów prezydenta poprzez np. zwiększenie kadencji prezydenckiej do siedmiu lat. Rząd wprowadził sugerowane zmiany pod referendum w grudniu 2007 roku. Referendum dotyczyło zmian w konstytucji Wenezueli, a dawałoby m.in. prezydentowi możliwość nieograniczonego kandydowania w kolejnych kadencjach, podporządkowanie prezydentowi Banku Centralnego oraz skrócenie dnia pracy do 6 godzin, obniżenie wieku wyborczego z 18 do 16 lat i inne zmiany.
1 listopada 2007 w Caracas odbył się protest opozycyjnych organizacji studenckich. Opozycyjni studenci żądali aby Krajowa Rada Wyborcza w Caracas odłożyła termin referendum. Doszło też do kontrmanifestacji zorganizowanej przez środowiska boliwariańskie. Manifestacje zakończyły się starciem protestujących, co skłoniło policję do rozwiązania manifestacji. 26 listopada 2007 roku rząd Wenezueli przedstawił dowody na przekazywanie do CIA poufnych informacji, za co odpowiadać miała ambasada Stanów Zjednoczonych w Wenezueli. Dwa dni przed referendum konstytucyjnym Chávez zagroził USA odcięciem transportu ropy w przypadku gdy rząd tego kraju skrytykuje wyniki głosowania. Postulowane przez Komisję pomysły zostały odrzucone przez 50,65% wyborców. Referendum okazało się pierwszą porażką Cháveza od czasu kiedy objął urząd prezydenta. Kadencja lidera PSUV skończyć się miała w 2013 roku. Chávez postanowił po raz kolejny udowodnić, że dalej dysponuje znaczącym poparciem Wenezuelczyków. W dniu 15 lutego 2009 roku odbyło się kolejne referendum, które dotyczyło zniesienia limitów kadencji prezydenckich (a także innych urzędów), co prezydent argumentował niedokończeniem procesu rewolucji boliwariańskiej. W referendum wzięło udział 70% obywateli, a za tą zmianą opowiedziało się 54% z głosujących. Po ogłoszeniu wyniku referendum Chávez wołał do tłumów z balkonu pałacu Miraflores: „W 2012 roku będą wybory. Jeśli Bóg nie postanowi inaczej i jeśli lud nie zadecyduje inaczej, ten oto żołnierz znów będzie kandydatem!”. W tym samym roku do opozycji przeszedł Raúl Baduel, jedna z kluczowych postaci, która umożliwiła Chávezowi powrót do władzy po puczu z 2002 roku. Baduel określił prezydenta jako „tyrana”. Wolta nastąpiła po tym gdy były sojusznik prezydenta został oskarżony o korupcję.
W 2008 przyjęto dekret powołujący Narodową Policję Boliwariańską. W 2009 w Caracas utworzono Eksperymentalny Uniwersytet Bezpieczeństwa. Według policji dzięki reformie w okolicach Caracas wskaźnik morderstw obniżony został o 60%, rozbojów o 59%, natomiast przemocy wobec kobiet o 66%. Utworzenie nowej służby było efektem pracy działającej od 2006 roku Narodowej Komisji Reformy Policji (Conarepol), która postulowała przeorganizowanie policji w nową jednostkę i przeprowadzenie specjalistycznych szkoleń w zakresie praw człowieka. Na skutek rządowej reformy w kontroli policyjnej uczestniczyć mogły też rady gminne, mogące rozpocząć dochodzenia ws. niewłaściwego zachowania się policjantów oraz przysługiwało im prawo do rozpatrywania skarg na funkcjonariuszy. Według publikacji pism El Espectador i Le Monde Diplomatique za wcześniejszy wzrost przestępczości w Wenezueli odpowiedzialne są bezprawnie działające w Wenezueli kolumbijskie grupy paramilitarne, takie Águilas Negras.
W styczniu 2008 prezydent nakazał wojsku przejąć 750 ton żywności nielegalnie kupowanej za granicą i sprzedawanej po wyższych cenach (taka sprzedaż była niezgodna z prawem Wenezueli).
W marcu 2009 rząd Wenezueli zakazał połowu włokiem, co czyniły głównie firmy eksportujące krewetki. Ustawa ta wzmocnić miała różnorodność biologiczną terenów przybrzeża i wesprzeć drobnych rybaków, których połów stanowił 70% produkcji ryb w Wenezueli.
W 2010 ukazał się raport Organizacji Państw Amerykańskich. W raporcie wskazano na osiągnięcia rządu boliwariańskiego w zakresie zwalczania analfabetyzmu, utworzenie sieci podstawowej opieki zdrowotnej, dystrybucję gruntów i zmniejszenie ubóstwa i ulepszenia w dziedzinie gospodarczej, społecznej i kulturalnej. Raport zawierał też obawy przed autorytaryzmem i łamaniem wolności słowa w Wenezueli. Chávez odrzucił raport, a jego rzecznik stwierdził, że nie uznaje Komisji OPA jako instytucji bezstronnej. Według rzecznika raport jest zniekształcony i wyciąga wenezuelskie statystyki z kontekstu,. Jego zdaniem w rzeczywistości naruszenia praw człowieka w Wenezueli spadły. Pojawił się też zarzut tłamszenia wolności mediów. W rzeczywistości raport opracowany przez amerykańskiego ekonomistę Marka Weisbrota z londyńskiego Centre for Economic Policy Research wskazuje że rząd kontroluje zaledwie 5–6% mediów w kraju. Podmioty takie jak BBC, Le Monde diplomatique i Jacobin podają, że w rzeczywistości 70% krajowych stacji radiowych i telewizyjnych była własnością prywatną. Wiele z tych (wenezuelskich) mediów ze względu na radykalne nastroje antychavistowskie określanych było jako „media nienawiści”. Weisbrot, pisząc dla The Guardian zauważył, że Wenezuela była krajem o którym w mediach pojawiało się najwięcej kłamstw.

#### Działalność ALBA i Banku Południowego

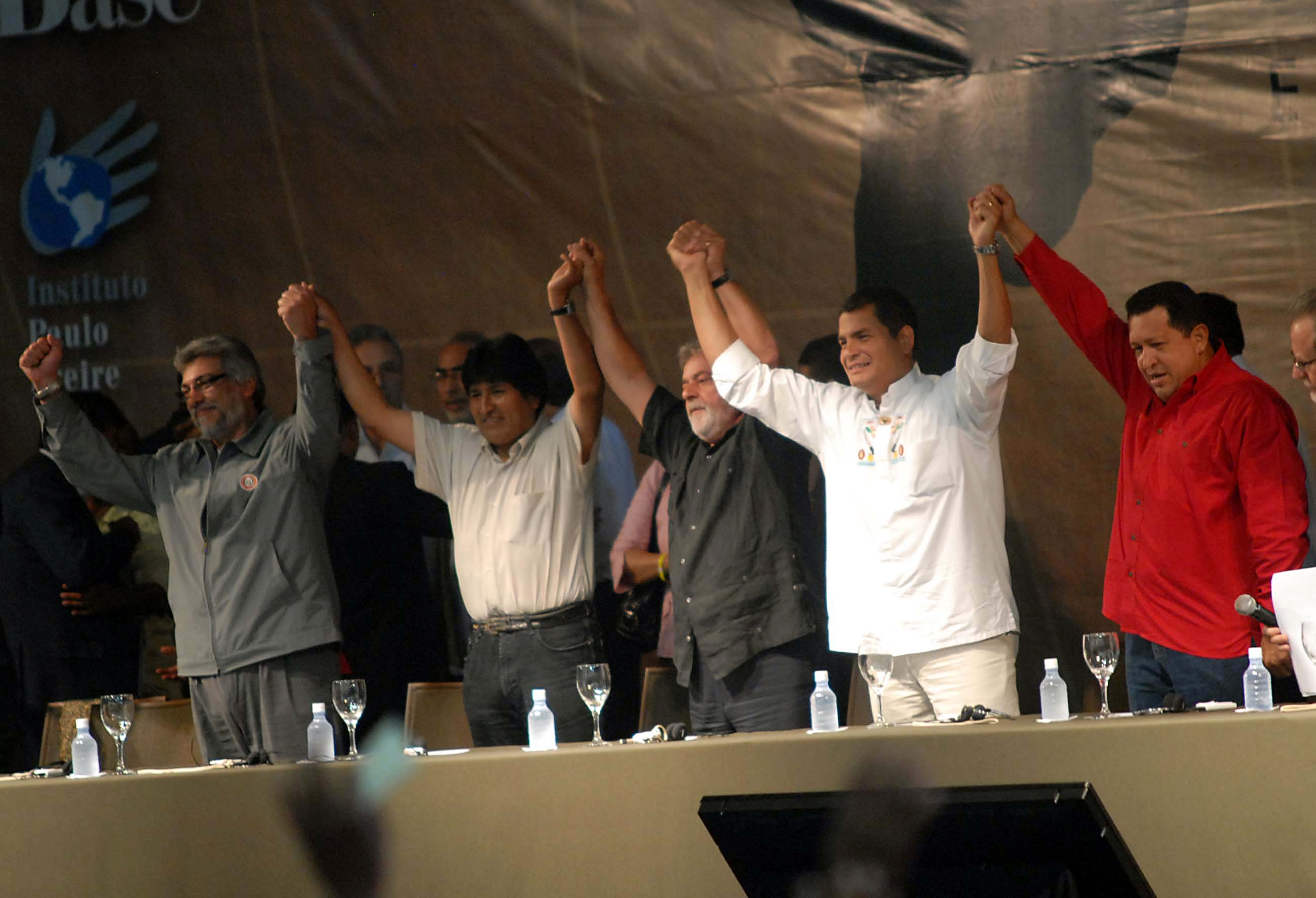
Lewicowi liderzy latynoamerykańscy w 2009 roku, od lewej – Fernardo Lugo, Evo Morales Ayma, Luiz Inácio Lula da Silva, Rafael Correa i Hugo Chávez

Boliwariański rząd położył duży nacisk na zapewnienie finansowej i medycznej pomocy pozostałym państwom Ameryki Łacińskiej. Realizowano to poprzez duże zyski z wydobywanej przez Wenezuelę ropy. W ciągu pierwszych ośmiu miesięcy 2007 roku Wenezuela na cele pomocowe wydała 8 800 000 000. Pod względem skali pomocy jest to precedens wśród krajów Ameryki Łacińskiej. Administracja Cháveza szukała porozumień i sojuszy politycznych, gospodarczych i wojskowych, z tymi krajami latynoamerykańskimi, w których władze sprawowały rządy lewicowe, a w szczególności socjalistyczne wybrane na początku XXI wieku. Powszechne sukcesy latynoskich kandydatów lewicy w tym okresie zyskały miano „różowej fali”. Wewnątrz lewicy Ameryki Południowej i Środkowej istniały jednak wewnętrzne podziały i trendy. Najbliższymi sojusznikami boliwariańskiej Wenezueli stali się Evo Morales i jego Ruch na rzecz Socjalizmu (Morales wygrał w 2005 roku wybory prezydenckie) oraz Rafael Correa i jego Sojusz PAIS (wygrał wybory w Ekwadorze w 2006 roku).
W 2007 wybory w Nikaragui wygrał socjalista Daniel Ortega i jego Sandinistowski Front Wyzwolenia Narodowego. Administracja sandinistów natychmiast zawarła umowę z Wenezuelą. W pierwszym dniu urzędowania Ortegi, Chávez zapowiedział pomoc dla zubożałych krajów Ameryki Centralnej wynoszącą 30 mln dolarów i zgodził się na dostarczenie im dalszych 10 mln dolarów i zapewnienie 20 milionów dolarów kredytu z niewielkimi odsetkami.
W listopadzie 2007 na szczycie iberoamerykańskim w Santiago de Chile doszło do wymiany zdań między socjalistycznym premierem Hiszpanii José Luisem Rodríguezem Zapatero oraz królem tego kraju a prezydentem Chávezem. Chávez określił jako „faszystę”, byłego konserwatywnego premiera Hiszpanii, José Maríe Aznara, który poparł wojnę w Iraku i był jednym z bliższych sojuszników George’a Busha. Jose Luis Rodriguez Zapatero wezwał Cháveza aby okazał więcej szacunku innym przywódcom i wrażał się w sposób bardziej dyplomatyczny. Chávez chciał się odciąć Zapatero jednak miał odłączony mikrofon. W końcu król Hiszpanii Juan Carlos zaapelował do prezydenta Wenezueli aby „się zamknął”. Chávez odpowiedział na oskarżenia ze strony Zapatero i Juana Carlosa dzięki czasowi, który przekazał mu prezydent Nikaragui, Daniel Ortega. Chávez poparty został też przez wiceprezydenta Kuby, Carlosa Lage Dávila. Stwierdził on że „prawomocność premiera wyrasta nie tylko z poparcia wyborców”, lecz musi się ona wykazać „prawomocnym sprawowaniem władzy” (Zapatero stwierdził, że liderzy Ameryki Łacińskiej nie mogą atakować Aznara, gdyż został on w demokratyczny sposób wybrany przez wyborców).
26 września 2009 Chávez wraz z sojusznikami, takimi jak Argentyna, Brazylia i Boliwia, założył regionalny Bank Południa, z siedzibą w Caracas. Celem instytucji było zdystansowanie się od globalnych instytucji finansowych, tj. Międzynarodowego Funduszu Walutowego. Chávez po raz pierwszy wspomniał o takim projekcie jeszcze przed wygraniem wyborów prezydenckich z 1998 roku. Chávez utrzymywał, że w odróżnieniu od innych organizacji finansowych, Bank Południa będzie zarządzany i finansowany przez kraje regionu, z zamiarem finansowania rozwoju społecznego i gospodarczego bez żadnych politycznych warunków tych inwestycji. Projekt został poparty przez laureata Nagrody Nobla i byłęgo ekonomistę Banku Światowego, amerykańskiego ekonomistę Josepha Stiglitza.
Gdy w Afryce Północnej i na Bliskim Wschodzie w 2010 wybuchała arabska wiosna, Chávez otwarcie skrytykował tych przywódców, którzy zostali wsparci przez USA (tj. Husni Mubarak w Egipcie), jeszcze bronił tych, których uważał za reprezentantów ideałów arabskiego socjalizmu (tj. Baszszar al-Asad w Syrii). Przed arabską wiosną Wenezuela utrzymywała dość dobre stosunki z Libią. Po wybuchu libijskiej wojny domowej, Chávez zaproponował pośredniczenie w rozmowach między rządem Muammara al-Kaddafiego a Narodową Radą Tymczasową, propozycja ta została jednak odrzucona. Chávez skrytykował „masowe bombardowania” kraju mające miejsce w czasie zachodniej interwencji w 2011 roku, prezydent oskarżył Stany Zjednoczone o chęć przywłaszczenia sobie libijskiej ropy naftowej.

#### Konflikt kolumbijski
Główne media wspierane przez rząd USA, wielokrotnie twierdziły, że rząd boliwariański udzielił militarnej i finansowej pomocy, FARC – ruchowi partyzanckiemu w Kolumbii. W 2005 roku wojsko kolumbijskie znalazło rzekomy laptop należący do lidera FARC, w którym miały się znajdować materiały wykazujące zaangażowanie rządu Cháveza w finansowanie działalności rebeliantów. Według treści dokumentów, sam Chávez miał się osobiście spotkać z liderami kolumbijskich rebeliantów.
W 2007 Chávez wraz z kolumbijską senatorką Piedad Córdobą pełnili rolę pośredników w wymianie humanitarnej pomiędzy rządem Kolumbii a rebeliantami z FARC. Kolumbijski prezydent Álvaro Uribe zgodził się na pośredniczenie Cháveza pod warunkiem że spotkania z FARC odbywać się będą na terenie Wenezueli. Prezydent Kolumbii niespodziewanie zerwał mediacje rząd-FARC w dniu 22 listopada 2007 roku, pretekstem było skontaktowanie się Cháveza z dowódcą wojsk kolumbijskich, Mario Montoyą Uribe, rozmowy miały bowiem odbywać się między dyplomatami, a nie wojskowymi. Chávez wycofał z Kolumbii ambasadora i umieścił kontakty Kolumbia-Wenezuela w zamrażarce, zadeklarował jednak chęć podjęcia się dalszych mediacji. Prezydent Kolumbii w odpowiedzi na decyzje Wenezueli, oskarżył go o to że legitymizuje terroryzm”, brak zainteresowania pokojem w Kolumbii i prowadzenie w regionie ekspansjonistycznej polityki.
Pod koniec 2007 Chávez za zgodą rządu Kolumbii wynegocjował z FARC uwolnienie senatorek Consuelo Gonzalez i Clary Rojas oraz jej syna Emanuela. Uwolnienie chłopca zostało opóźnione z powodu operacji wojska rządowego. 10 stycznia 2008 roku rebelianci uwolnili Rojas i Gonzalez w ręce Międzynarodowego Komitetu Czerwonego Krzyża. Jak się okazało, Emanuel został już wcześniej uwolniony i oddany do szpitala w San José del Guaviare. 13 stycznia Chávez wyraził dezaprobatę z powodu strategii walki FARC i stosowanych przez nią porwań. Prezydent Wenezueli wezwał też strony wojny do zakończenia walk w sposób pokojowy, wezwał rebeliantów do zakończenia walk i stwierdził, że wojna partyzancka należy w Ameryce Łacińskiej do historii.
W lutym 2008 roku FARC uwolnił czterech kolejnych przetrzymanych zakładników „jako gest dobrej woli” wobec prezydenta Cháveza, który pośredniczył w transakcji oraz wysłał do kolumbijskiej dżungli śmigłowce z logiem Czerwonego Krzyża aby na miejscu odebrały zakładników.
1 marca 2008 wojska kolumbijskie (rządowe) przypuściły szturm na obóz FARC znajdujący się zaledwie 1,8 kilometra od granicy z Ekwadorem. Żołnierze zabili 24 partyzantów, w tym Raula Reyesa – członka Centralnego Dowództwa organizacji. Akcja wojskowa doprowadziła do kryzysu andyjskiego roku 2008 pomiędzy prezydentem Kolumbii a prezydentem Ekwadoru, Rafaelem Correą, popartym przez Wenezuelczyków. Prezydent Rafael Correa stwierdził, że badania przeprowadzone na terenie obozu wykazały, że żołnierze FARC zostali zaatakowani we śnie, co świadczy, że operacja Kolumbijczyków nie miała charakteru defensywnego. W proteście przeciwko naruszeniu suwerenności terytorialnej, rząd Ekwadoru odwołał z Kolumbii ambasadora, a na granicę ekwadorsko-kolumbijską wysłał wojsko, analogicznie uczynił rząd Wenezueli. 6 marca Ekwador poparł też prezydent Nikaragui, Daniel Ortega, który zdecydował się na zerwanie stosunków dyplomatycznych z Kolumbią.
Do ogłoszenia końca kryzysu doszło w czasie spotkania Grupy z Rio, 7 marca 2008 w Santo Domingo. Na znak pojednania prezydenci Correa i Uribe podali sobie ręce.

### Czwarta kadencja

#### Leczenie na Kubie
W czerwcu 2011 poinformowano, że Hugo Chávez jest chory na raka prostaty. W związku z chorobą Chávez wyjechał na leczenie na Kubę, gdzie przeszedł operacje chirurgiczne. 17 lipca 2011 w wiadomościach wenezuelskich stacji telewizyjnych poinformowano, że prezydent powrócił na Kubę, gdzie będzie kontynuował leczenie. W lutym 2012 przeszedł na Kubie kolejną operację.

#### Wybory i prezydentura
Operacje, którym poddał się Chávez w ciągu tego roku stawiały, zdaniem analityków, pod znakiem zapytania jego szanse ubiegania się o reelekcję w październiku 2012. Prezydent Boliwariańskiej Republiki Wenezueli, po kilkunastomiesięcznej chemio- i radioterapii, zapewnił, że nie ma już raka, a zdrowie pozwala mu w pełni na udział w zbliżających się wyborach.
Odbyły się one 7 października 2012, a głównym rywalem Cháveza był 39-letni Henrique Capriles Radonski. Pomimo że sondaże dawały urzędującemu prezydentowi znaczną przewagę, Hugo Chávez podczas swojego przemówienia 2 lipca w Hawanie wezwał swoich stronników, aby przygotowali się do ofensywy i nie podążali za triumfalizmem z powodu jego dwudziestoprocentowej przewagi nad przeciwnikiem. Po raz kolejny odniósł zwycięstwo w wyborach, uzyskując 55% głosów poparcia, podczas gdy Capriles Radonski zdobył 44% głosów i zaakceptował swoją przegraną. Frekwencja wyniosła 80%. 10 października 2012 Chávez mianował Nicolása Madura na stanowisko wiceprezydenta Wenezueli.
Przed wyborami Chávez spotkał się z dwukrotnym zdobywcą Oscara, amerykańskim aktorem i reżyserem Seanem Pennem. Do spotkania doszło w wenezuelskiej Valencii. Prezydent w trakcie spotkania przywitał aktora słowami: „dziękujemy bardzo, że nas znów odwiedzasz, drogi przyjacielu. Wszyscy jesteśmy Amerykanami – z północy, południa, środka. Niech żyje kontynent amerykański!”. Penn znany jest z aktywności politycznej, prowadzi działalność w organizacjach na rzecz praw człowieka i jest znanym krytykiem amerykańskiej polityki zagranicznej. Do podobnych spotkań doszło wcześniej kilkakrotnie, prezydent Wenezueli wsparł organizację założoną przez Penna zajmującą się pomocą dla ofiar trzęsienia ziemi na Haiti w 2010 r., a dzięki przyjaźni z Pennem, Chávez wstawił się za dwoma Amerykanami aresztowanymi w Iranie, przez co zostali oni uwolnieni i mogli wrócić do kraju.
10 grudnia 2012 Chávez wyjechał na Kubę, gdzie przeszedł czwartą już operację usunięcia nowotworu okolic miednicy. W ostatnich miesiącach swojego życia, miał trudności z wymową. 18 lutego 2013 został przewieziony z powrotem do Caracas i od tamtej pory, według oficjalnych komunikatów, pozostawał w szpitalu wojskowym, gdzie zmarł 5 marca tego samego roku, o 16:25 czasu lokalnego. Tego samego dnia wiceprezydent Nicolás Maduro ogłosił, że Chávez doznał infekcji dróg oddechowych i zmarł na raka prostaty. Według dowódcy straży prezydenckiej Wenezueli Jose Ornella, Chávez zmarł na zawał serca. W związku z jego śmiercią ogłoszono siedmiodniową żałobę narodową, a także zamknięto szkoły i uniwersytety do następnego poniedziałku i odwołano wydarzenia o charakterze rozrywkowo-kulturalnym i sportowym na znak szacunku. Siedmiodniową żałobę narodową ogłosiła Boliwia i Nikaragua. Trzydniową żałobę narodową ogłosiła Argentyna, Białoruś, Haiti, Peru, Chile, Brazylia, Ekwador, Urugwaj, Dominikana, Kuba i Antigua i Barbuda a jednodniową żałobę ogłosiła Dominika, Saint Vincent i Grenadyny, Gujana, Surinam, Sahara Zachodnia i Iran.
8 marca ciało zostało zabalsamowane i wystawione w Muzeum Rewolucji w Caracas.
Zgodnie z konstytucją obowiązki prezydenta do czasu organizacji nowych wyborów przejął wiceprezydent Nicolás Maduro.

## Poglądy
Hugo Chávez określał swoje poglądy jako boliwarianizm, ideologię zapoczątkowaną przez Simóna Bolívara. Obok Bolívara pozostałymi postaciami, które wywarły wpływ na jego koncepcje, byli Simón Rodríguez (1769-1854) i Ezequiel Zamora.
Chávez deklarował poglądy lewicowe od czasów studiów na akademii wojskowej. W maju 1996 roku udzielił wywiadu Agustín Blanco Muñozowi, w którym stwierdził – „nie jestem marksistą, ale nie jestem antymarksistą. Nie jestem komunistą, ale nie jestem antykomunistą”. Od czasu objęcia urzędu prezydenckiego uległy one dalszej radykalizacji. Odrzucił umiarkowane ideologie (np. trzecią drogę) i opowiedział się za doktryną socjalizmu demokratycznego. Zapoczątkował nurt nazywany socjalizmem XXI wieku, który zakłada walkę o równość, wolność, solidarność i sprawiedliwość społeczną; pozostaje w opozycji do socjalizmu państwowego wdrażanego przez rządy ZSRR i Chińskiej Republiki Ludowej. Podkreślał rolę demokracji uczestniczącej – Chávez w okresie swoich rządów wprowadził Rady Gminne i Okręgi Boliwariańskie, instytucje oddolnej i uczestniczącej demokracji.
Chávez odżegnywał się od komunizmu i krytykował ZSRR, czytał prace Trockiego, w czasie pobytu w Moskwie w 2007 r. chwalił również idee Lenina. W artykule z okazji 143. rocznicy jego urodzin na stronie PSUV ukazał się artykuł, w którym stwierdzono: „Dla naszej rewolucji boliwariańskiej teoretyczne i praktyczne dziedzictwo Lenina jest niezbędne dla postępu w jego pogłębieniu, na drodze kierującej ku temu samemu socjalistycznemu horyzontowi”.
Z kolei w artykule „Pod sztandarem Marksa, Chrystusa i Bolivara!” prezydent wskazywał swoim zwolennikom, że chcąc przejść na wyższy etap rewolucji, muszą „pogłębić rewolucyjną świadomość i praktykę socjalistyczną, tak żeby zburzyć stare państwo burżuazyjne i otworzyć drogę do państwa socjalistycznego”. Opowiadał się jednak za wprowadzaniem socjalistycznych zmian drogą pokojową i określał się jako socjaldemokrata.

Fidel jest komunistą, ja nie. Jestem socjaldemokratą. Fidel jest marksistą-leninistą. Ja nie. Fidel jest ateistą, ja nie jestem.

Żaden działacz partii socjalistycznej nie może nie przeczytać „Manifestu”, „Reformy czy rewolucji” Róży Luksemburg, „Socjalizmu i Nowego Człowieka” Ernesto Che Guevary.

Znał różne tradycje socjalizmu latynoamerykańskiego, np. te, które reprezentowali kolumbijski polityk Jorge Eliécer Gaitán; prezydent Chile Salvador Allende, prezydent Peru Juan Velasco Alvarado; prezydent Panamy Omar Torrijos oraz kubańscy rewolucjoniści Ernesto Guevara i Fidel Castro. Pośredni wpływ na Cháveza wywarły pisma Amerykanina Noama Chomsky’ego i nauczanie Jezusa Chrystusa.

## Życie prywatne
Był dwukrotnie żonaty. Jego pierwszą żoną była Nancy Colmenares pochodząca z biednej rodziny z Sabanety – rodzinnej miejscowości Cháveza. Hugo i Nancy mieli razem trójkę dzieci: Rosę Virginię, Maríe Gabriele i Hugo Rafaela. Para rozstała się wkrótce po zamachu stanu z 1992 roku. W czasie pierwszego małżeństwa, Chávez miał romans z historyczką Hermą Marksman a ich związek trwał dziewięć lat. Drugą żoną Cháveza była dziennikarka Marisabela Rodríguez de Chávez z którą rozwiódł się w 2000 roku. Z tego związku małżeństwo miało jedną córkę, Rosinés.
Był katolikiem, w młodości chciał zostać księdzem. Uważał, że jego socjalistyczne poglądy mają korzenie w naukach Jezusa Chrystusa (teologia wyzwolenia).

## Polityka gospodarcza
Od czasu jego wyboru w 1998 do zamachu stanu w 2002 jego administracja prowadziła politykę zbliżoną do trzeciej drogi. Aż do śmierci w marcu 2013 administracja skierowała się w stronę demokratycznego socjalizmu. Polityka ta dotyczyła redystrybucji bogactw, reformy rolnej, demokratyzacji działalności gospodarczej za pośrednictwem samorządów i tworzenie spółdzielni. Biograf prezydenta, Nicholas Kozloff stwierdził iż Chávez nie zlikwidował kapitalizmu natomiast zrobił wiele aby powstrzymać najbardziej ekstremalne modele rozwoju neoliberalnego.
Na arenie międzynarodowej jego administracja próbowała zwiększyć niezależność kraju poprzez uniezależnienie wenezuelskiej ropy od wpływów państw europejskich i USA, w zamian za to rząd boliwariański promował integrację gospodarczą i polityczną z innymi narodami Ameryki Łacińskiej.
Według Iana Jamesa, powołującego się na szacunki Banku Centralnego Wenezueli, rząd kontrolował ten sam procent gospodarki co przed wyborem Cháveza w 1998 a sektor prywatny zajmował dwie trzecie gospodarki.
W 2009 wraz ze światowym kryzysem finansowym gospodarka Wenezueli skurczyła się o 2,9%.
W czerwcu 2010 Mark Weisbrot podał, iż w 2009 bezrobocie wyniosło 8%, podczas gdy w 1999 wynosiło ono 15%. Według danych przedstawionych przez Weisbrota w tym czasie liczba lekarzy zatrudnionych w sektorze publicznym wzrosła dziesięciokrotnie a liczba nauczycieli podwoiła się. Statystyki te zostały potwierdzone przez ONZ i Bank Światowy.
Według Centrum Badań Ekonomicznych i Politycznych (CEPR) wenezuelska gospodarka w latach 2004–2007 średnio rosła o 11,85%.
W okresie rządu Cháveza Wenezuela zgromadziła rekordowe rezerwy walutowe, która w 2006 osiągnęła 35 mld dolarów (czyli tyle samo co Kanada, która ma nieco wyższą populację). W przeliczeniu na mieszkańca rezerwa jest znacznie większa od Niemiec (55 mld dolarów).

### Spółdzielczość, demokratyzacja gospodarki
Po 1998 z pomocą państwa (szkolenia techniczne i kredyty) powstało więcej niż 100 tysięcy spółdzielni, które zapewniały pracę dla półtora miliona osób. W 2005 roku około 16% obywateli było zatrudnionych w spółdzielniach.
W skład rad komunalnych wchodzi 150-200 lub więcej rodzin na obszarze miejskim lub 15-20 na obszarze wiejskim. Rady stanowią jedną z form demokracji bezpośredniej. Decyzje rad są wiążące dla władz lokalnych. W 2007 utworzono 21 000 takich grup, a w 2009 już 30 179. Począwszy od roku 2007, około 30% funduszy państwowych było bezpośrednio kontrolowanych przez rady komunalne (założono, że ostatecznie mają one kontrolować 50% funduszy).
W 2007 utworzono 300 banków komunalnych, które otrzymały od rządu 70 mln dolarów. Celem banków jest udzielanie lokalnych mikrokredytów. Z tych funduszy rady zrealizowały tysiące projektów społecznościowych, tj. brukowanie ulic, tworzenie obiektów sportowych, budowa centrów medycznych i budowa systemów kanalizacyjnych i wodociągowych. Do 2008 roku było ponad 3500 takich banków, które otrzymały 140 mln dolarów. W 2009 roku banki te otrzymały 1600 mln dolarów.
W 2009 powołano ministerstwo komunalne nadzorujące wszystkie projekty komunalne. Od września 2010 roku utworzono 30 tys. rad komunalnych. W 2010 roku wybudowano 184 komuny i tysiące mieszkań rodzinnych, na projekt ten wydano 23 mln dolarów. Niektóre z nowo utworzonych gmin produkowały własne jedzenie i były w stanie współdecydować o zarządzaniu funduszami rządowymi. We wrześniu na projekty socjalne rad komunalnych prezydent przeznaczył 876 mln boliwarów (203 mln dolarów). W dyskusji z ministrem komunalnym Isis Ochoą Chávez skrytykował biurokrację, mówiąc że wszystkie projekty powinny być realizowane nie przez biurokratów, lecz przez rady.

### Upaństwowienie
Rząd na przełomie lat 2007 i 2008 w ramach swojej polityki redystrybucji bogactwa i zmniejszania wpływów korporacji międzynarodowych znacjonalizował wiele gałęzi przemysłu.
W 2007 rząd kupił 28,5% (572 mln dolarów) amerykańskiej firmy Verizon Communications, według agencji Reuters odszkodowanie dla firmy było uczciwe. Wcześniej wykupiono 82% własności amerykańskiej korporacji AES Corp, płacąc jej 740 mln dolarów, zdaniem analityków finansowych cytowanych przez Reuters cena ta była sprawiedliwa.
W 2008 po miesięcznym strajku i sporami w zarządzaniu firmą, rząd znacjonalizował spółkę stalową kontrolowaną przez argentyński Sdor. W kwietniu 2008 roku znacjonalizowało przemysł cementowy. Wykupiono zakłady należącego do szwajcarskiego Holcim, francuskiego Lafarge i meksykańskiego Cemex. Holcim i Lafarge pozostały partnerami mniejszościowymi kontrolującymi od 10 do 15 procent akcji.
Nacjonalizacji uległy też największe firmy telefoniczne i produkujące urządzenia elektryczne. W 2008 roku rząd nakazał wstrzymanie budowy centrum handlowego, zamiast tego ziemia została upaństwowiona a zamiast centrum handlowego zaplanowano wybudowanie na niej szpitalu lub uczelni.
Na początku lutego 2009 upaństwowiono amerykański koncert spożywczy Cargill.
W połowie roku rząd czasowo przejął kontrolę nad plantacjami kawy Fama de America i Cafe Madrid, był to efekt oskarżenia producentów o tzw. chomikowanie i nielegalny przemyt do Kolumbii.

### Wydatki socjalne
Od 1998 do 2012 suma większości wydatków socjalnych państwa. Wydatki na edukację jako odsetek PKB w 2006 roku wyniósł 5,1% (w porównaniu do 3,4% ostatniego roku rządu Caldera). Wydatki na ochronę zdrowia wzrosły z 1,6% PKB w 2000 do 7,71% w 2006. Po ulewnych deszczach z 2010 roku administracja zdecydowała o tym że współorganizowany z Chinami, Iranem i Białorusią projekt budowy tanich mieszkań dla najbiedniejszych stanie się najwyższym priorytetem rządu.
Według Teresy A. Meade popularność Cháveza była skutkiem polityki socjalnej i zdrowotnej na której najbardziej skorzystały uboższe klasy społeczne.
Poparł utworzenie Misji Boliwariańskich których celem było dostarczanie społeczeństwu usług publicznych (kulturowych, socjalnych i ekonomicznych). Raport OPA z 2010 roku wśród osiągnięć rządu Wenezueli wymienił – likwidację analfabetyzmu, ubóstwa, rozwój systemu opieki zdrowotnej, postęp gospodarczy i społeczny.
Rząd utworzył rozległy program mikrokredytów ukierunkowanych w stronę ubogich dzięki czemu mogli oni zakładać własne małe przedsiębiorstwa. Utworzono kilka banków mikrokredytów w tym Banco del Pueblo (Bank Ludowy), Banco de la Mujer (Bank Kobiet) i Fondo de Desarollo Microfinanciero. W 2001 roku uchwalono przepisy zobowiązujące banki do przeznaczeni a ich kapitale co najmniej 3% na mikrokredyty.
W ramach programu „misja Miracle” Wenezuela i Kuba zapewniły bezpłatną opiekę zdrowotną ponad 1.139.798 osobom (od lipca 2010 średnio 5000 operacji na tydzień w 74 ośrodkach medycznych w całej Wenezueli). Z programu skorzystało też kilka tysięcy osób z innych krajów Ameryki Łacińskiej w tym z Argentyny, Boliwii, Brazylii, Kostaryki, Chile, Dominikany, Ekwadoru, Gwatemali, Nikaragui, Paragwaju, Peru i Urugwaju.
Według indeksu ONZ w okresie prezydencji Cháveza jakość życia Wenezuelczyków poprawiła się, Komisja Gospodarcza ONZ ds. Ameryki Łacińskiej podaje że stopa ubóstwa spadła z 48,6% w 2002 roku do 29,5% w 2011. Misje boliwariańskie pociągnęły za sobą m.in. budowę tysięcy darmowych klinik dla ubogich czy też objęcie miliona dorosłych Wenezuelczyków kampanią literacką.
Ekonomista Mark Weisbrot podaje że w czasie jego prezydentury stopa ubóstwa została zredukowana o ponad połowę (z 54% gospodarstw domowych w półroczu 2003 roku do 26% na koniec 2008). Skrajne ubóstwo spadło o 72%. Według współczynnika Giniego miara nierówności społecznych spadła z prawie 0,5 w 1998 do 0,39 w 2011 roku – na półkuli zachodniej Wenezuelę wyprzedziła jedynie Kanada.
W latach 1998–2006 wskaźnik umieralności niemowląt spadł o 18,2%.

### Reforma rolna
Rząd wprowadził kilka ustaw mających na celu wspieranie niezależności żywnościowej poprzez zwiększenie krajowej produkcji rolnej Wenezueli i bardziej sprawiedliwej redystrybucji niewykorzystanych gruntów rolnych. Przed Chávezem 75% użytków rolnych należało do 5% właścicieli ziemskich. Większość gruntów skupionych była w nieproduktywne latyfundia. Wprowadzone przez Cháveza prawo ziemi założyło, że takie gospodarowanie ziemią jest nielegalne i wprowadzało nakaz dystrybucji takich ziem między rodziny, które potrzebowały ziemi do uprawy żywności. W styczniu 2009 roku rząd rozdzielił prawie 2.700.000 hektarów (prawie 1/3 latyfundiów istniejących przed 1998) między 180 tys. bezrolnych rodzin chłopskich.
Gwałtownie wzrosła suma udzielanych kredytów rolnych – w 1998 roku wyniosła ona 164 miliony dolarów natomiast w 2008 już 7,6 miliarda dolarów. Wiele kredytów zostało przyznanych nie przez biurokratów rządowych, lecz przed lokalne rady komunalne. Dodatkowo, w 2008 roku, wprowadzono kilka ustaw zobowiązujących do udzielenia pomocy finansowej drobnym rolnikom (np. program redukcji zadłużenia).
Administracja zaczęła oferować bezpłatną pomoc techniczną i edukacyjną dla rolników poprzez uruchomienie Narodowego Instytutu Rolniczego (INIA), wykonującego badania rolnicze.
Rząd próbował na szeroką skalę wprowadzić rolnictwo miejskie. W Caracas ruszył program Organoponico Bolivar I wzorowany na kubańskim organoponico. Wenezueli nie udało się powtórzyć kubańskiego sukcesu tegoż programu ze względu na większe zanieczyszczenia obszarów miejskich Wenezueli.

### Ropa naftowa
W okresie prezydencji Cháveza główną gałęzią gospodarki Wenezueli był przemysł naftowy. Prezydent zyskał sobie w OPEC reputację jastrzębia cenowego – zwolennika rygorystycznego egzekwowania kwot produkcji i docelowego wzrostu cen ropy. W marcu 1999 roku minister ropy naftowej Alí Rodríguez Araque ogłosił, że celem administracji Wenezueli było zwiększenie aktywności tejże organizacji i dążenie do odwrotu organizacji od kursu proamerykańskiego.
Według amerykańskiego ekonomisty Marka Weisbrota ekspansja rządu w politykę naftową rozpoczęła się w pierwszym kwartale 2003. Od tamtego czasu PKB wzrosło dwukrotnie i skorygowano inflację.
W 1999 wydobycie ropy wynosiło 3 120 000 baryłek dziennie, w 2007 natomiast 2 949 000 baryłek. Od 1998 do 2008 cena ropy wzrosła o 660%, co doprowadziło do znacznego zwiększenia zysku z tej branży. Według Cannona przychody państwa z ropy naftowej zwiększyły się z 51% w 2000 do 56% w 2006, natomiast eksport ropy wzrósł z 77% (1997) do 89% w 2006. Według niego nastawienie gospodarki na ropę było jednym z największych problemów przed którym stał ówczesny rząd Wenezueli.
W dniu 13 listopada 2001 Zgromadzenie Narodowe uchwaliło ustawę naftową, która w życie weszła w styczniu 2002. Nowa ustawa wymagała, aby co najmniej 51% PDVSA (wenezuelska spółka naftowa) była własnością rządu. Oprócz tego ustawa zwiększała z 19,6% do 30% koszt licencji wypłacanych przez zagraniczne korporacje. Administracja wykorzystała fundusze PDVSA do wspierania projektów socjalnych, w 2004, 1,5 mld dolarów (budżet organizacji wyniósł 15 miliardów) zostało przeznaczonych do finansowania programów socjalnych, później ta suma została podniesiona do czterech miliardów dolarów rocznie. Zlikwidowano niektóre aktywa w PDVSA należące do amerykańskiej spółki Citgo oskarżanej przez dużą część społeczeństwa o korupcję.
Według ministra finansów Nelsona Merentesa w przeciwieństwie do poprzednich budżetów, budżet z 2006 roku pozyskał więcej dochodów z podatków niż z przemysłu naftowego.

### Polityka podatkowa
Rząd wprowadził kilka nowych podatków od towarów luksusowych i niepriorytetowych. Reformy te miały na celu kontrolę inflacji oraz zmniejszenie obarczenia podatkami biedniejszych.
Od listopada 2007 do końca roku, wszystkie transakcje bankowe między firmami miały 1,5% wyodrębnionego podatku antyinflacyjnego.
W 2007 rząd zmniejszył podatek od sprzedaży podstawowych towarów z 14 do 9 procent i wyraził plan ostatecznego zlikwidowania tegoż podatku. Od marca 2009 roku na pokrycie kosztów redukcji cen ropy naftowej stawka podatku VAT została podniesiona do 12%.
W październiku 2009 roku ogłoszono zwiększenie podatków na papierosy i alkohol co miało zmniejszyć ich zużycie.

### Polityka żywnościowa
W latach 80. i 90. indeksy wartości odżywiania i zdrowia dla Wenezueli były na ogół niskie, a nierówności społeczne w dostępie do żywności były wysokie. Chávez twierdził, że jego celem jest osiągnięcie dla Wenezueli suwerenności żywnościowej. Głównym elementem tej polityki było ustalenie w 2003 roku pułapów cen podstawowych artykułów żywnościowych. W 2012 roku całkowite zużycie żywności wynosiło 26 milionów ton, a więc od 2003 roku odnotowano wzrost konsumpcji wynoszący 94,8%.
Według oficjalnych danych ministerstwa ziemi i rolnictwa, w ciągu ostatniej dekady produkcja soi wzrosła o 858% (do 54 420 ton) natomiast produkcja ryżu o 84% (osiągając poziom blisko 1,3 miliona ton rocznie). W okresie administracji Cháveza zaobserwowano również znaczące zwiększenie produkcji mleka, według niektórych źródeł w ciągu dziesięciu lat wzrosło ono nawet o 50%. W latach 1998–2006 liczba zgonów z niedożywienia spadła o 50%. W październiku 2009 roku, Dyrektor Narodowego Instytutu Żywienia (INN) Marilyn Di Luca poinformował, że średnie dzienne spożycie kalorii osiągnęło 2790 kalorii a niedożywienie spadło z 21% (1998) do 6%.
W marcu 2009 rząd ustalił minimalne kwoty produkcyjne na dwanaście podstawowych produktów spożywczych, w tym ryżu białego, oleju, kawy, cukru, mleka w proszku, sera i sosu pomidorowego. Równocześnie pomiędzy drobnych przedsiębiorców rozdystrybuowano 5 000 000 hektarów gruntów rolnych należących do wielkich właścicieli ziemskich.
Likwidacja niedoborów osiągnięta została poprzez zwiększenie produkcji krajowej, osiągniętej kosztem nacjonalizacji dużej części przemysłu spożywczego. Polityka ta utrudniła import towarów z zewnątrz i zwiększyła uzależnienie od produkcji krajowej, jednocześnie wzrósł popyt na podstawowe produkty spożywcze. Zdaniem niektórych komentatorów taka polityka może w przyszłości doprowadzić do ponownego wzrostu niedoborów.
W ramach strategii bezpieczeństwa żywnościowego rząd w 2003 roku otworzył sieć ogólnokrajowych supermarketów Mercal. W 2005 było 13 392 supermarketów Mercal, 102 magazyny i 125 000 Mercalitos (małe Mercals) oraz kilkaset spółdzielni i innych podmiotów działających w połączeniu z Mercal. W kolejnych latach sieć dysponowała 16 600 placówkami zatrudniającymi 85 000 pracowników. Supermarkety dystrybuowały żywność po bardzo obniżonych cenach (często ceny w porównaniu z marketami prywatnymi niższe były o 40%) i na terenie całego kraju utworzyły 6000 stołówek gotujących tanie zupy. Jednocześnie znacjonalizowana została część supermarketów prywatnych. W 2008 roku Mercal sprzedała 1 250 000 ton żywności. Według ministra handlu Richarda Canana podstawowe pakiety żywności, które oferuje Mercal, w porównaniu do innych supermarketów są tańsze o 30%, niektóre produkty (ser, mięso) są tańsze o 50–60%.
Mercal wraz z państwowymi stołówkami stanowiły 22% krajowej dystrybucji żywności.

### Współpraca gospodarcza z innymi państwami

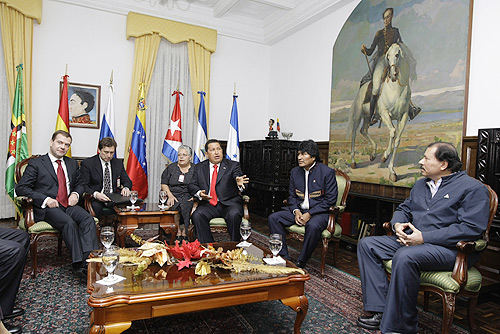
Prezydent Rosji Dmitrij Miedwiediew, Nikaragui Daniel Ortega, Boliwii Evo Morales i Chávez w 2008

Od 1998 nastąpiło zwiększenie wymiany handlowej Chin i Wenezueli. Do 1999 wymiana chińsko-wenezuelska była mniejsza niż 500 milionów dolarów rocznie, natomiast w 2009 osiągnęła ona 7,5 miliarda dolarów, co uczyniło Chiny drugim pod względem wielkości partnerem handlowym Wenezueli.
Jednym z kluczowych celów jego administracji było utworzenie bloku politycznego, handlowego zwanego ALBA (Bolwiariański Sojusz dla Ameryk). ALBA działała jako alternatywa dla FTAA. Wenezuela deklarowała, że procesy decyzyjne FTAA są niedemokratyczny a działalność tegoż organu zwiększa siły korporacji kosztem suwerenności narodowej.
Do ALBA oprócz Wenezueli dołączyły Kuba, Nikaragua, Honduras, Boliwia i Dominikana. W ramach działalności grupy Kuba w zamian za zniżki na wenezuelską ropę dostarczyła tysiące wykwalifikowanych lekarzy i nauczycieli. Sam Chávez określił ALBA jako elastyczny model integracji Ameryki Łacińskiej, który stawia kwestie społeczne w czołówce.
Wenezuela zaproponowała utworzenie wirtualnej waluty SUCRE (nazwa ta nadana została na cześć generała Antonio José de Sucre, bohatera walk o niepodległość państw Ameryki Łacińskiej) służącej do wymiany handlowej między członkami ALBA. Waluta ta wzorowana ma być na euro (z początkowych lat jego istnienia) i rublu transferowym. SUCRE ma zastąpić dolara jako walutę rezerwową, a w konsekwencji zmniejszyć kontrolę USA nad gospodarką Ameryki Łacińskiej i zwiększyć stabilność rynków regionalnych.
Chávez ogłosił wycofanie się Wenezueli z Międzynarodowego Funduszu Walutowego i Banku Światowego po tym gdy Wenezuela spłaciła wszelkie długi dla obu instytucji. Prezydent skrytykował obie instytucje jako narzędzia polityki imperialnej, która ma na celu wykorzystanie biednych krajów. Mimo zapowiedzi Wenezuela pozostała członkiem obu instytucji.
W 2005 rząd Wenezueli wezwał Argentynę i Brazylię do utworzenia wspólnego bloku w ramach którego trzy kraje miałyby negocjować zadłużenie zagraniczne. Prezydent Wenezueli zasugerował, że co najmniej 10% wszystkich długów zagranicznych państw latynoskich powinno być wpłacanych do „Międzynarodowego Funduszu Humanitarnego”.

### Transport
Transport kolejowy w Wenezueli nie istnieje praktycznie od 1950. Obecnie Instituto de Ferrocarriles del Estado pracuje na wielu liniach a celem tejże organizacji jest zapewnienie do 2020 roku znacznej poprawy infrastruktury kolejowej kraju.
Na początku sierpnia 2008 prezydent zapowiedział, że kraj będzie współpracował z Argentyną i Brazylią w celu budowy transportu kolejowego, który połączy Caracas z Buenos Aires (wraz z miastami pomiędzy).
Rząd w okresie kadencji Cháveza rozpoczął Narodowy Plan Rozwoju Kolejowego, mający na celu utworzenie 15 linii kolejowych w całym kraju (do 2030 ma powstać 500 mil (13700 km)). Sieć jest budowana we współpracy z koleją chińską, która współpracuje z Wenezuelczykami także przy budowie fabryk torów, wagonów kolejowych i lokomotyw.

## Polityka zagraniczna
W 2002 Wenezuela wstąpiła od Grupy 77 – międzynarodowego forum dyskusji na temat sposobów i metod przebudowy międzynarodowych stosunków gospodarczych, w celu zwiększenia transferu środków finansowych z państw bogatej Północy na rzecz biedniejszego Południa.
W sierpniu 2006 Wenezuela starała się o miejsce w Radzie Bezpieczeństwa ONZ. W głosowaniu starła się z Gwatemalą, która poparta została przez Stany Zjednoczone. Wenezuela poparta została natomiast przez kraje Afryki, Rosję i Ligę Arabską. Ostatecznie miejsce drogą kompromisu zdobyła Panama.
W 2010 odwiedził Rosję, Iran, Libię, Syrię, Portugalię, Ukrainę i Białoruś (zarówno Ukraina i Białoruś były odbiorcami wenezuelskiej ropy). W trakcie wizyt podpisał szereg umów międzypaństwowych.

### Szczyt ONZ w 2005
15 września 2005 na szczycie ONZ, Chávez potępił neoliberalny model globalizacji przyjęty w ramach Konsensu Waszyngtońskiego. Model ten określił jako całkowicie oszukańczy i szkodliwy. W odniesieniu do polityki bloków tj. Północnoamerykański Układ Wolnego Handlu, FTAA i CAFTA stwierdził, że polityka wolnorynkowa jest przyczyną wszelkiego zła i tragedii, które aktualnie ponosił Trzeci Świat.
Na szczycie przedstawił również osiągnięcia alternatywnego modelu rozwoju przyjętego przez jego kraj. Prezydent wymienił dorobek swoich programów opieki społecznej, stwierdził iż milion czterysta sześć tysięcy Wenezuelczyków nauczyło się czytać pisać natomiast edukację rozpoczęło trzy miliony mieszkańców kraju, którzy do tej pory byli wyeliminowani z edukacji ze względu na ubóstwo, siedemnaście milionów Wenezuelczyków (niemal 70% ludności) po raz pierwszy w historii otrzymało dostęp do uniwersalnej opieki zdrowotnej, 1700 ton żywności po znacznie obniżonych cenach przekazywanych jest do ponad 12 milionów ludzi (połowa mieszkańców kraju) natomiast jeden milion dostaje żywność całkowicie za darmo.
Jako śmiertelne zagrożenie dla ludzkości określił globalny status quo, wyczerpanie ropy i globalne ocieplenie.
Po przemówieniu odwiedził Bronx, gdzie 17 września wygłosił przemówienie w miejscowym kościele. Na przemowie do wiernych podkreślił, że jakkolwiek ma pretensje do polityki zagranicznej administracji Busha to nie może mieć o nią pretensji do zwykłych Amerykanów.

### Integracja latynoamerykańska i karaibska

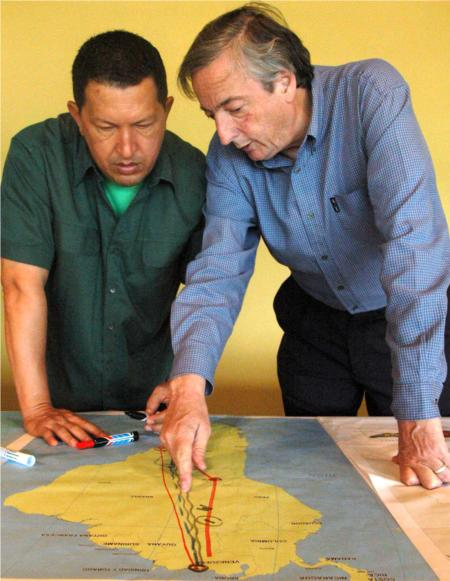
Chávez i prezydent Argentyny, Nestor Kirchner w 2005

Głównym celem polityki zagranicznej była integracja gospodarcza i społeczna państw Ameryki. Odbywało się to przez zawieranie dwustronnych umów wymiany handlowej i wzajemnej pomocy, tym tzw. dyplomacji naftowej.
Wenezuela ściśle współpracowała z sąsiadami zwłaszcza w dziedzinie energetyki i procesu integracyjnego już po Szczycie Ameryk w 1997. W tym samym roku Wenezuela ratyfikowała Ogólnoamerykańską Konwencję Przeciw Korupcji. W okresie rządów Cháveza Wenezuela nawiązała dwustronne stosunki handlowe z Brazylią, gdzie nabywano broń, i Kubą, dokąd dostarczano ropę. Wenezuela finansowała i zbudowała warty 300 mln dolarów ropociąg dzięki któremu dostarczano do Kolumbii gaz. Kraj zainicjował system wymiany argentyńsko-wenezuelski dzięki któremu Wenezuela dostarczała Argentyńczykom ropę natomiast Argentyna odpowiedzialna była za dostawy mięsa i produktów mlecznych.
Kraj przystąpił do Grupy przyjaciół Haiti przy ONZ, a w 2002 do bloku Mercosur. Wenezuela opowiedziała się przeciwko postulowanej przez USA izolacji Kuby i za budową więzi pomiędzy krajami rozwijającymi się. Z inicjatywy Wenezueli powołano PetroCaribe – blok państw regionu Karaibów prowadzących między sobą wymianę naftową (Antigua i Barbuda, Bahamy, Belize, Dominika, Dominikana, Grenada, Gujana, Jamajka, Saint Lucia, Saint Kitts i Nevis, Saint Vincent i Grenadyny, Surinam, Wenezuela, Haiti i Nikaragua); Petrosur i panamerykańską stację telewizyjną teleSUR.
Do państw zaprzyjaźnionych liderów Ameryki Łacińskiej, tj. Morales, Ortega czy Castro, których łączyła wizja socjalistycznych, boliwariańskich reform, Chávez w ramach programu PetroCaraibe dostarczał tanią ropę.

### Relacje z krajami Ameryki

#### Ameryka Północna, Środkowa i Karaiby
W XXI wieku pogorszyły się historycznie przyjazne stosunki na linii Wenezuela-USA. Chávez był bardzo krytyczny wobec amerykańskiej polityki gospodarczej i zagranicznej. Prezydent często określał ten kraj jako imperium. W okresie 2008–2009 Wenezuela czasowo zamroziła stosunki dyplomatyczne z USA.
Jednym z bliższych sojuszników Wenezueli w regionie stała się Antigua i Barbuda, kraj ten w czerwcu 2009 roku został członkiem Boliwariańskiego Sojuszu dla Ameryki ALBA i bloku PetroCaribe. W tym samym roku, po tym gdy w wyniku skandalu finansowego upadło imperium gospodarcze amerykańskiego oszusta Allena Stanforda od którego inwestycji kraj był silnie uzależniony, Antigua i Barbuda dostała z Wenezueli 50 milionów dolarów pomocy.
Chávez publicznie popierał lewicowy FSLN, Daniela Ortegę kandydata na prezydenta Nikaragui. Jeszcze przed zwycięstwem Ortegi Wenezuela oferowała burmistrzom miast znajdujących się pod kontrolą partii sandinistów dostawy ropy po znacznie zaniżonych cenach.
Wenezuela utrzymywała napięte stosunki z Meksykiem rządzonym przez prezydenta Vicente Foxa. 10 listopada 2005 roku w trakcie przemówienia w Caracas, Hugo Chávez określiła Foxa jako szczeniaka imperium. Prezydent Wenezueli miał za złe Foxowi uczestnictwo w FTAA i zarzucał mu wsparcie dla amerykańskich interesów handlowych. Ponownie zaatakował Foxa 13 listopada 2005 roku w swoim cotygodniowym talk-show Alo Presidente. Fox w odpowiedzi na uwagi Cháveza zagroził wydaleniem z Meksyku ambasadora Wenezueli i zażądał od prezydenta tego kraju przeprosin. Chávez nie przeprosił Foxa, a w reakcji na jego groźby nakazał ambasadorowi Vladimirowi Villegasowi powrót do Caracas. Następnego dnia z Caracas odwołany został ambasador Meksyku. Pełne stosunki dyplomatyczne między Meksykiem i Wenezuelą przywrócono w sierpniu 2007 roku, po tym gdy do obydwu państw powrócili ambasadorzy.

#### Argentyna i Brazylia
Administracja boliwariańska pracowała wraz z Brazylią nad szeregiem projektów regionalnych. Z inicjatywy obu państw utworzono Bank Południa (BancoSur), instytucję która stara się zastąpić Międzynarodowy Fundusz Walutowy. W odróżnieniu od MFW, Bank Południa według założeń ma odejść od uciążliwych warunków udzielania pożyczek (MFW jako warunek pożyczek żąda od państw cięć programów socjalnych), organizacja deklaruje bardziej przyjazne podejście dla rozwoju. Pozostałymi krajami które wykazały zainteresowanie projektem były – Boliwia, Ekwador, Kolumbia, Paragwaj i Urugwaj.
Wenezuela nawiązała kompleksowe, przyjazne stosunki z Argentyną rządzoną przez Nestora, a następnie Cristine Fernandez de Kirchner. Kraje podpisały szereg gospodarczych umów dwustronnych. W sierpniu 2007 roku pewne kontrowersje wywołało w argentyńskich mediach zatrzymanie przez policję wenezuelskiego biznesmena, który chciał rzekomo przemycić pieniądze na kampanię prezydencką Cristiny Fernandez.
W 2005 Chávez zasugerował Argentynie i Brazylii utworzenie sojuszu, w ramach którego kraje te negocjowały by spłatę zadłużenia zagranicznego. W 2008 roku Argentyna, Brazylia i Wenezuela ruszyły z projektem budowy transportu kolejowego, który połączy stolicę Wenezueli i Argentyny.
W listopadzie 2008 Wenezuela nałożyła na brazylijskiego giganta budowlanego Odebrecht obowiązek spłaty podatku wynoszącego 282 mln dolarów. Odrebrecht zadeklarował, że wpłacił już pełną niezależność podatkową za cały rok i nie zamierza płacić nowego rachunku. Wenezuelski organ podatkowy Seniat dał Odebrechtowi 15 dni na odwołanie się od decyzji sądu.

#### Kraje ALBA
Najsilniejszym poparciem Wenezueli cieszył się prezydent Boliwii Evo Morales. Zanim Morales został wybrany prezydentem kraju, w 2005 roku rząd boliwariański oskarżony został o wspieranie serii strajków i blokad organizowanych przez opozycję na czele z Moralesem.
Po zwycięstwie wyborczym w 2006 Morales ogłosił światu że łączy się z Wenezuelą w walce z „neoliberalizmem i imperializmem”. Jego rząd rozpoczął współpracę z Wenezuelą w zakresie wymiany informacji i zasobów rolniczych, ochrony zdrowia, edukacji oraz polityki energetycznej.
W czasie zamieszek boliwijskich w 2008 Chávez poparł Moralesa i oskarżył USA o agitację w prowincjach wrogich Moralesowi. W geście solidarności z Boliwią, amerykańskiego ambasadora wydalono również z Caracas, a ambasador Wenezueli w Waszyngtonie powrócił do kraju. Chávez ogłosił, że ambasador Bernardo Alvarez wróci do USA po zmianie rządu tegoż kraju.
Wenezuela dofinansowała program „Bolivia cambia, Evo cumple” Moralesa blisko 80 milionami dolarów.
Prezydent Ekwadoru Correa nawiązał bliskie stosunki z rządem boliwariańskim. Wenezuelczycy największe poparcie dla prezydenta Ekwadoru pokazali w trakcie kryzysu andyjskiego – w obliczu kryzysu wywołanego naruszeniem suwerenności Ekwadoru przez Kolumbię, Chávez poparł Ekwador i wysłał wojsko na granicę wenezuelsko-kolumbijską.

#### Peru
W 2001 r. nowo wybrany prezydent Peru Alejandro Toledo oskarżył administrację Wenezueli o ukrywanie i chronienie Vladivimira Montesinosa, oskarżonego o nadużycia (m.in. w walkach z maoistycznymi partyzantami z grupy Świetlisty Szlak) szefa wywiadu okresu fujimorizmu. Oskarżenie wywołało poważny spór dyplomatyczny między dwoma krajami. Kryzys rozpoczął się po tym gdy minister spraw wewnętrznych Peru, Antonio Ketin Vidal oskarżył oficerów wenezuelskiego wywiadu o tajne działania przeciw peruwiańskim i amerykańskim agentom próbującym uchwycić Montesinosa. W kwietniu 2001 roku dziennikarka Patricia Poleo napisała jakoby to miała na własne oczy widzieć na terenie Wenezueli byłego szefa wywiadu Peru. W czerwcu tego roku służby Wenezueli aresztowały Montesinosa.
Rząd Peru, mimo zatrzymania Montesinosa przez Wenezuelczyków, podtrzymywał wersję, według której to FBI i służby bezpieczeństwa Peru miały odegrać w zatrzymaniu najważniejszą rolę. Po oskarżeniach Toledo i po mającej miejsce (zdaniem Wenezuelczyków) bezprawnej działalności Peru na terenie kraju, Chávez wycofał przedstawiciela Wenezueli z Peru.
Prawicowa prasa wenezuelska o obecności Montesinosa w Wenezueli informowała jeszcze miesiąc przed jego zatrzymaniem. Reprezentujący stanowisko rządu Wenezueli, José Vicente Rangel zdementował doniesienia prasowe (nie wiadomo czy rząd nie wiedział jeszcze o miejscu przebywania szefa wywiadu, czy też nie chciał sprowokować go do ucieczki w obawie przed zatrzymaniem). Doradca prezydenta Toledo, Gustavo Goritti, stwierdził iż Chávez nie miał innego wyjścia jak nakazać aresztowanie Montesinosa ze względu na presję jaką wywierało na niego FBI po rzekomym aresztowaniu w Miami oficera wenezuelskiego, który miał wycofywać z banku pieniądze przeznaczone dla Vladimira Montesinosa.
Do kolejnego zgrzytu między peruwiańskimi i wenezuelskimi politykami doszło jeszcze w tym roku, gdy prezydent Wenezueli uczestniczył w inauguracji prezydenckiej Toledo, w trakcie wydarzenia członkowie kongresu Peru nazwali go dyktatorem.
W okresie od stycznia do marca 2006 Chávez komentował przebieg peruwiańskiej kampanii prezydenckiej. Prezydent poparł kandydata lewicy Ollanta Humalę, natomiast kandydata centrolewicowego Amerykańskiego Rewolucyjnego Sojuszu Ludowego, Alana Garcíę Péreza określił jako „nieodpowiedzialnego demagoga i złodzieja”, kandydatkę centroprawicowcy Lourdes Flores określił jako „kandydata oligarchii”. Jego poparcie dla Humali przyniosło odwrotny efekt, gdyż García używał go jako pretekstu do ataku na Humallę i oskarżeń wobec rządu Wenezueli o ingerencję w sprawy wewnętrzne Peru a oba kraje wycofały swoich ambasadorów.
Normalne stosunki dyplomatyczne między krajami przywrócono w 2007 roku. Do ostatniego sporu między krajami doszło w kwietniu 2009 roku, gdy Peru udzieliło azylu politycznego rywalowi Cháveza oskarżonemu o korupcję, Manuelowi Rosalesowi. Udzielenie Rosalesowi azylu zaowocowało ponownym odwołaniem wenezuelskiego dyplomaty z Peru.
Spór międzypaństwowy zakończył się w 2011 r., gdy prezydentem Peru wybrany został przyjazny Wenezueli Humala.

#### Kolumbia
Pod koniec 2004 r. służby Wenezueli aresztowały wysokiego rangą przedstawiciela partyzantki FARC, Rodrigo Grande. Przedstawiciel grupy został następnie przewieziony do przygranicznego miasta Cúcuta. Prezydent Kolumbii Álvaro Uribe skrytykował postawę Cháveza, który jego zdaniem nie był skory do współpracy z kolumbijskimi organami ścigania. W obliczu kryzysu Wenezuela tymczasowo zerwała więzi handlowe i dyplomatyczne z Kolumbią.
Prezydent odegrał dużą rolę w mediacjach z FARC nt. wymiany jeńców. Prezydent Kolumbii zerwał mediacje po tym gdy Chávez skontaktował się z kolumbijskim wojskowym, Mario Montoyą Uribe – rozmowy miały odbywać się bowiem między dyplomatami, a nie wojskowymi. Po zerwaniu dialogu, strona wenezuelska wycofała z Kolumbii swojego ambasadora i umieściła stosunki wenezuelsko-kolumbijskie w zamrażarce.
W 2008 r., w okresie trwania kryzysu andyjskiego, w którym Kolumbia naruszyła granice Ekwadoru, Wenezuela i Nikaragua poparła Ekwadorczyków, a Chávez w geście solidarności z Ekwadorczykami nakazał wysłać na granicę z Kolumbią oddziały wojskowe.
We wrześniu 2009 Kolumbia zawarła z USA nową umowę, na mocy której USA zyskała dostęp do kolumbijskich baz lotniczych. Chávez uznał ten krok za zagrożenie dla Wenezueli i w obawie przed działaniami militarnymi ze strony USA i Kolumbii zakupił w Rosji sprzęt wojskowy za prawie dwa miliardy dolarów.
Konflikt z Kolumbią zażegnano po tym gdy w sierpniu 2010 roku prezydentem kraju wybrany został Juan Manuel Santos.

#### Paragwaj
Wenezuela nawiązała bliższe stosunki z Paragwajem po tym, gdy prezydentem tego kraju został kandydat lewicy chrześcijańskiej Fernando Lugo, któremu udało się zlikwidować istniejący od 60 lat monopol prawicowej Partii Kolorado.
Dotychczasową politykę USA w Paragwaju skrytykowały rządy Wenezueli, Argentyny, Brazylii, Boliwii i Ekwadoru, także i prezydent Lugo zrewidował nieco stanowisko proamerykańskie prezentowane przez prawicowe rządy – we wrześniu 2009 prezydent odwołał planowane ćwiczenia wojskowe z udziałem wojsk USA.
Po odwołaniu Lugo w 2012 Chávez oraz Rafael Correa potępili odwołanie jako parlamentarny zamach stanu i zapowiedzieli nieuznanie nowych władz. 29 czerwca 2012 Mercosur zawiesił członkostwo Paragwaju w organizacji do czasu przeprowadzenia kolejnych wyborów powszechnych w kwietniu 2013, nazywając odwołanie prezydenta Lugo „parlamentarnym zamachem stanu”.

### Europa

#### Rosja

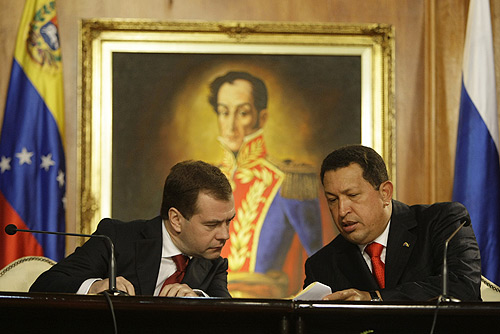
Chávez i Miedwiediew w Caracas w 2005

W okresie chavistowskim Wenezuela nawiązała z Rosją współpracę energetyczną i militarną. Ta druga zaowocowała wspólnymi ćwiczeniami sił zbrojnych obu państw i wizytą statków rosyjskiej marynarki wojennej w Wenezueli. Ponadto Wenezuela nabyła w Rosji broń wartą miliardy dolarów.
W dniu 27 lipca 2006 Chávez i Władimir Putin zapowiedzieli umowę, która pozwoli na import sprzętu wojskowego z Rosji do Wenezueli.
Prezydent odwiedził Moskwę dwukrotnie, raz w lipcu, a następnie we wrześniu 2008. Kolejnym krokiem w relacjach między krajami była wizyta rosyjskiego wicepremiera Igora Sieczina w Wenezueli. W listopadzie na łamach Komisji Międzynarodowej, przedstawiciele Rosji i Wenezueli omówili 46 potencjalnych umów o współpracy międzypaństwowej. Zaproponowano m.in. utworzenie międzypaństwowego banku inwestycyjnego, uruchomienie połączenia lotniczego między Caracas a Moskwą, budowę platformy gazowej u wybrzeży Wenezueli, przekazanie Wenezueli planów produkcji aut oraz kupno przez Wenezuelczyków rosyjskich samolotów i okrętów. Oba kraje zawiązały ze sobą porozumienia dotyczące wykorzystania energii jądrowej i badania kosmosu. Minister spraw zagranicznych Nicolas Maduro oznajmił, że oba kraje będą rozwijać energię jądrową w sposób pokojowy, dzięki czemu będzie można w przyszłości generować alternatywne źródła energii.
W listopadzie 2008 na Karaibach odbyły się manewry rosyjsko-wenezuelskie. Wśród statków floty rosyjskiej znalazł się okręt Piotr Wielki o napędzie atomowym. Zdaniem analityków manewry było odpowiedzią na geopolityczne wsparcie USA dla Gruzji w czasie wojny tego kraju z Rosją. We wrześniu 2009 Wenezuela była jednym z trzech krajów (drugim była Rosja) na świecie które uznały niepodległość Abchazji i Osetii Południowej, które ogłosiły niezależność od Gruzji. Po manewrach Chávez i prezydent Rosji Dmitrij Miedwiediew podpisali umowę o budowie w Wenezueli reaktora atomowego Fernandeza Humberto Moran. Chávez ujawnił, że rosyjscy technicy jądrowi pracowali w Wenezueli już wcześniej.
Rosjanie prowadzili sprzedaż myśliwców do Wenezueli, a Caracas zakupiło od nich 100 tys. karabinów Kałasznikow.
W październiku 2010 prezydent Wenezueli złożył w Rosji kolejną wizytę, podpisał tam umowę na budowę pierwszej wenezuelskiej elektrowni atomowej.

#### Serbia i Kosowo
21 lutego 2008 Chávez oznajmił, że Wenezuela nie uzna niepodległości Kosowa, i ostrzegł, że oddzielenie tego kraju od Serbii może wywołać na Bałkanach kolejną wojnę, która może skończyć się katastrofą. Porównał kryzys kosowski do sytuacji separatystycznego stanu Zulia w Wenezueli i departamentu Santa Cruz w Boliwii. Prezydent nazwał Kosowo historycznym i geograficznym regionem Serbii. Chávez oświadczył, że ws. Kosowa popiera stanowisko Rosji i ChRL oraz wyraził poparcie dla stanowiska rządu Hiszpanii w tej kwestii. Stwierdził. że nie może zrozumieć postawy państw uznających niepodległość Kosowa.
24 marca oskarżył Waszyngton o to że poprzez wspieranie niepodległości Kosowa stara się osłabić pozycję Rosji i Serbii. Kosowskiego premiera Hashima Thaçiego określił mianem terrorysty i zauważył, że Thaçi był w przyszłości przywódcą często posądzanych o terroryzm rebeliantów z UÇK ukrywającym się pod pseudonimem „Wąż”.

#### Hiszpania
Relacje Wenezueli z konserwatywnym premierem José Maríą Aznarem nie układały się najlepiej, Hiszpania jako drugie państwo oficjalnie uznało puczystowski rząd Pedro Carmona (pierwsze było USA).
W 2007 r., w trakcie chilijskiego Szczytu Iberoamerykańskiego, doszło do wymiany zdań między prezydentem Wenezueli a premierem i królem Hiszpanii. Premier Hiszpanii zaprotestował gdy Chávez nazwał byłego premiera Hiszpanii, José Aznara jako faszystę. Prezydent Wenezueli miał za złe Aznarowi jego poparcie dla wojny w Iraku i polityki zagranicznej administracji Busha. W trakcie wymiany zdań król Hiszpanii, Juan Carlos wykrzyczał do Cháveza słynne zdanie – ¿Por qué no te callas? (czy mógłbyś się zamknąć?). Chávez poparty został przez Ortegę i wiceprezydenta Republiki Kuby, Dávila.
Do zażegnania sporu z królem doszło w czasie wizyty Cháveza w Hiszpanii rok później. Prezydent Wenezueli odwiedził króla w jego rezydencji na Majorce. Król podarował mu koszulkę z napisem ¿Por qué no te callas?, na co prezydent żartobliwie odpowiedział – „królu, jesteś mi winien trochę pieniędzy, które na tym zarobiłeś”. Król dodał „nic nie zarobiłem, bo nie zainkasowałem honorarium za prawa autorskie”. Na konferencji prasowej prezydent ogłosił iż „200 tys. baryłek ropy dziennie może popłynąć z Wenezueli do Hiszpanii, która będzie miała zagwarantowaną ropę na zawsze”.

#### Holandia
W sierpniu 2007 Chávez wszedł w konflikt z Holandią. Do sporu doszło na skutek kontrowersji wokół Antyli Holenderskich. W szeregu publicznych wystąpień prezydent Wenezueli podkreślił, że region ten powinien być „wolny od kolonializmu” i stwierdził, że każdy kawałek ziemi w odległości 200 mil morskich (370 kilometrów) od wybrzeży Wenezueli należy do tego kraju. Jako że Antyle leżą 40 mil (64 kilometry) od Wenezueli, wielu holenderskich urzędników odebrało wypowiedzi prezydenta jako groźbę inwazji i naruszenia suwerenności Holandii. Kilka partii politycznych Holandii zwróciło się do armii na przygotowania do wojny. Partia Ludowa na rzecz Wolności i Demokracji określiła Antyle jako „holenderskie Falklandy”. Inne partie określały wystąpienia Cháveza jako populizm niemający nic wspólnego z intencjami zaatakowania Antyli.

#### Watykan
Chávez spotkał się z papieżem w Watykanie w 2006 r. Na spotkaniu dyskutowano m.in. na temat likwidacji religii z programu nauczania, czy też niezależności mediów katolickich.
W czasie wizyty papieża w Brazylii Chávez skrytykował postawę Kościoła w okresie kolonizacji Ameryki, którą nazwał Holocaustem. Komentarz został wygłoszony kilka dni po tym gdy wenezuelskie media zinterpretowały inne komentarze papieża pod adresem Cháveza, w którym papież miał rzekomo nazwać prezydenta Wenezueli zagrożeniem dla Ameryki Łacińskiej.

#### Wielka Brytania
8 lutego 2006 w Izbie Gmin premier Tony Blair, w odpowiedzi na pytanie odnośnie do polityki Wielkiej Brytanii względem Wenezueli parlamentarzysty Colina Burgonam, stwierdził, że Wenezuela musi szanować innych członków społeczności międzynarodowej i przestrzegać zasad współpracy międzynarodowej, Blair skrytykował też sojusz Wenezueli z Kubą. Chávez następnego dnia stwierdził, że Blair nie słuchał społeczności międzynarodowej, gdy UK wzięła udział w inwazji na Irak, oprócz tego nazwał premiera Wielkiej Brytanii „pionkiem imperializmu” i „głównym sojusznikiem Hitlera” (Georga Busha).
W tym czasie wenezuelskiego prezydenta łączyła przyjaźń z burmistrzem Londynu, Kenem Livingstonem. W maju 2006 Chávez złożył w Anglii prywatną wizytę. W trakcie jej trwania spotkał się z Livingstonem, który na cześć prezydenta zwołał uroczysty lunch. W BBC Radio 4, Livingstone pochwalił Cháveza, mówiąc, iż jest on odpowiedzialny za wiele istotnych reform społecznych. Kiedy dziennikarze zapytali prezydenta o to czemu nie spotkał się z Blairem, prezydent odpowiedział jedynie, że jest to „bardzo głupie pytanie”, a wizyta jest wyłącznie prywatna.
W lutym 2007 podpisano porozumienie między Livingstonem a Chávezem, na mocy którego Wenezuela dostarczała do Londynu tańszą ropę dla mniej zamożnych mieszkańców miasta. W zamian za to Greater London Authority udzielała Wenezuelczykom porad ws. recyklingu i redukcji emisji dwutlenku węgla. Umowa została skrytykowana przez londyńską Partię Konserwatywną. Dzięki porozumieniu cena ropy została obniżona o 20%.
28 sierpnia 2008, po przegranych wyborach, Livingstone ogłosił, że przyjął stanowisko doradcy do spraw urbanistyki w Caracas.

### Azja

#### Iran
Hugo Chávez rozwinął przyjazne stosunki z Iranem. Relacje rozwijano głównie w zakresie produkcji energii, gospodarki i współpracy przemysłowej. Prezydent odwiedził Iran kilkakrotnie, po raz pierwszy w 2001 roku. Chávez oznajmił, że przybył do Iranu w celu „przygotowania drogi do pokoju, sprawiedliwości, stabilności i postępu w XXI wieku”. Prezydent Iranu Mohammad Chatami odwiedził Wenezuelę trzykrotnie. Podczas wizyty w 2005 roku, Chávez wręczył Chatamiemu Orden del Libertador.
Wenezuela kontynuowała współpracę także, gdy prezydentem Iranu został Mahmud Ahmadineżad. W maju 2006 Chávez pochwalił irańskie plany pozyskiwania energii jądrowej i jednocześnie zaprzeczył jakoby Irańczycy chcieli pozyskać broń atomową. Poparcie Wenezueli dla irańskiego programu atomowego zostało uznane przez administrację USA za zagrożenie.
Według doniesień Reutersa, w czasie wizyty na Uniwersytecie Teherańskim w 2006 r., Chávez stwierdził, że „jeśli imperium USA uda się umocnić swoją dominację to ludzkość nie ma przyszłości. Dlatego musimy uratować ludzkość i położyć kres amerykańskiemu imperializmowi”. Prezydent miał też mocno skrytykować Izrael i potępić wkroczenie wojsk izraelskich do Libanu w 2006 r. jako faszystowskie i terrorystyczne. W czasie tej wizyty Ahmadineżad wręczył Chávezowi Najwyższy Medal Islamskiej Republiki Iranu. Wręczając mu odznaczenie stwierdził „Pan Chávez jest moim bratem, jest przyjacielem narodu irańskiego i ludzi dążących na wolności na całym świecie[...] Jest on robotnikiem Boga i sługą narodu”.
6 stycznia 2007 prezydenci Iranu i Wenezueli ogłosili chęć utworzenia wspólnego funduszu na rzecz narodów „próbujących wyzwolić się spod imperialistycznego jarzma”. Rządy zapowiedziały wpłacanie na rzecz funduszu aż 2 mld dolarów. Wcześniej prezydenci ogłosili budowę „osi jedności” przeciwko „amerykańskiemu imperializmowi”.
W czasie, gdy Wenezuela i Rosja prowadziły współpracę atomową, do Caracas udała się delegacja na czele z irańskim ministrem nauki, badań i technologii – Mohammadem Mehdi Zahedim. Delegacja obserwowała przebieg realizacji umowy rosyjsko-wenezuelskiej. Na miejscu powstały dwa irańsko-wenezuelskie komitety techniczne i edukacyjne. Delegacja odwiedziła też Wenezuelską Fundację Badań Sejsmologicznych, Centralny Uniwersytet w Caracas, Uniwersytet Simona Bolivara oraz Wenezuelski Instytut Badań Naukowych.
Poza sferą polityczną oba kraje zobowiązały się do uruchomienia nowego programu uniwersyteckiego z naciskiem na nauczanie zasad socjalizmu i promowania dyskusji na temat socjalizmu XXI wieku. Rząd obu państw planowały utworzenie wspólnego Uniwersytetu Cywilizacji.

#### Tajwan
Relacje Wenezueli z Tajwanem pozostawały napięte z powodu rosnącego partnerstwa Wenezueli z Chińską Republiką Ludową. Oba kraje nie utrzymywały żadnych oficjalnych stosunków dyplomatycznych. W 2007 roku Wenezuela nie przedłużyła wiz dla pięciu członków tajwańskiego przedstawicielstwa handlowego w Caracas.

#### Izrael i Palestyna
3 sierpnia 2006 w proteście przeciwko atakowi Izraela na tereny Libanu, Chávez wycofał z Tel Awiwu wenezuelskiego chargé d’affaires. W odpowiedzi rząd Izraelu wycofał z Wenezueli swojego ambasadora.
Krytyka polityki rządu Izraela przyniosła Chávezowi szacunek wśród zwolenników niepodległości Palestyny i bliskowschodnich działaczy politycznych. Wiceprzewodniczący rady politycznej Hezbollahu, Mahmoud Komati nazwał działania Cháveza „przykładem dla rewolucjonistów” natomiast lewicowy parlamentarzysta z Wielkiej Brytanii, Georg Galloway stwierdził, iż Chávez był „prawdziwym przywódcą Arabów”.
W okresie konfliktu między Izraelem a Gazą w latach 2008–2009, Wenezuela zerwała wszelkie oficjalne kontakty dyplomatyczne z Izraelem i oficjalnie potępiła działania tamtejszego rządu. 27 kwietnia 2009 roku minister spraw zagranicznych Nicolas Maduro spotkał się z ministrem spraw zagranicznych Riyadem al-Malikiem, reprezentującym Palestyńskie Władze Narodowe. Na spotkaniu oficjalnie nawiązano stosunki dyplomatyczne między Palestyną a Wenezuelą.
W czasie wizyty w Syrii w czerwcu 2010 na spotkaniu z Baszarem al-Asadem prezydent Wenezueli oskarżył Izrael o bycie satelitą USA.

#### Chiny
W chwili gdy Chávez doszedł do władzy, handel z Chinami nie przekraczał 200 milionów dolarów. Od czasu utworzenia rządu boliwariańskiego kwota ta wzrosła do prawie 10 miliardów dolarów. Według chińskich urzędników Wenezuela stała się największym odbiorcą chińskich inwestycji w Ameryce Łacińskiej. Wenezuela rozpoczęła również program wymiany kulturalnej i naukowej z Chinami.
W 2008 rząd Wenezueli z pomocą ChRL uruchomił pierwszą wenezuelską satelitę o nazwie VENESAT 1. Chávez stwierdził, że satelita będzie narzędziem integracji Ameryki Łacińskiej i Karaibów – Ta satelita nie jest dla nas [Wenezuelczyków], lecz dla ludzi w Ameryce Łacińskiej i na Karaibach. To kolejny krok ku niepodległości, dodał również, że projekt ten przełamie technologiczny analfabetyzm.
We wrześniu 2008 roku prezydent odwiedził ChRL. Stwierdził, że jest „maoistą” i poparł chińskie przeciwdziałania procesowi osiągnięcia przez USA dominacji na arenie międzynarodowej. Prezydent uzyskał od Chin gwarancję na budowę tankowców i na pomoc dla Wenezueli w budowie rafinerii przetwarzającej ciężką ropę. Wenezuela zakupiła od Chińczyków dwa szwadrony samolotów Hongdu JL-8 i radary gruntowe.
Kolejną umowę o wartości 12 miliardów dolarów podpisano w lutym 2009 roku. W jej efekcie z chińskim wsparciem otwarta została pierwsza fabryka telefonów komórkowych w Wenezueli.
W 2009 r. Chiny uruchomiły w Wenezueli spółkę kolejową która w 40% kontrolowana była przez Chińską Inżynierską Korporację Kolejową, a w 60% przez rząd Wenezueli.
Do 2010 r. znacznie wzrósł eksport wenezuelskiej ropy do Chin. We wrześniu 2008 Wenezuela podpisała z Chinami serię paktów o współpracy energetycznej. Do 2012 roku eksport ropy miał wzrosnąć trzykrotnie – do miliona baryłek dziennie.
W lutym 2009 Wenezuela i Chiny zgodziły się na podwojenie swojego wspólnego funduszu inwestycyjnego do 12 mld dolarów oraz podpisały umowę zwiększającą zasięg współpracy – objęła ona zwiększenie eksportu ropy z Wenezueli, dzięki czemu kraj ten stał się czwartym największym dostawcą ropy do Chin. We wrześniu 2009 roku Wenezuela ogłosiła nową transakcję z Chinami o wartości 16 miliardów dolarów. W jej wyniku PDVSA produkowała 450 tys. baryłek ciężkiej ropy dziennie. Chávez zapowiedział, że w zamian Chiny zobowiązały się do budowy w Wenezueli platform wiertniczych, linii kolejowych czy domów.

#### Wietnam
Wietnam i Wenezuela nawiązały stosunki dyplomatyczne w 1989 roku. Od 2006 roku Wietnam posiada ambasadę w Caracas natomiast Wenezuela w Hanoi. W 2007 dwustronny handel między krajami wyniósł 11,7 mln dolarów natomiast relacje między krajami wykazują „ogromny potencjał”.
W ciągu ostatnich dziesięciu lat obydwa kraje dokonały osiągnięć w różnych dziedzinach, szczególnie w przemyśle naftowym i gazowym.
W 2006 r. Chavez odwiedził Wietnam i od tamtego czasu jego rząd zintensyfikował kontakty z tym krajem. Po wizycie w 2006 Petroleos de Venezuela i PetroVietnam ogłosiły uruchomienie szeregu wspólnych projektów, m.in. PetroVietnam uzyskał koncesję na prace w basenie Orinoko oraz umowę na transport wenezuelskiej ropy do Wenezueli, gdzie dwa koncerny mają wybudować rafinerie. W czasie wizyty Chávez pochwalił rewolucyjną historię Wietnamu, a agresję amerykańską na ten kraj określił jako „zbrodnię imperialistyczną”.
W 2007 r. Wenezuelę odwiedził natomiast pierwszy sekretarz Komunistycznej Partii Wietnamu Nông Đức Mạnh. 18 listopada 2008 Wenezuelę odwiedził prezydent Nguyễn Minh Triết. Obaj przywódcy podpisali kontrakt na 200 mln dolarów oraz zawiązali 15 wspólnych projektów.
W marcu 2008 Wenezuela i Wietnam podpisały umowę o współpracy w dziedzinie turystyki. W 2009 rząd zatwierdził wsparcie rolnictwa wietnamskiego w wysokości 46 500 000 dolarów.

### Afryka

#### Libia
Pierwsza podróż prezydenta Cháveza do Libii odbyła się w 2001 po osobistym zaproszeniu, które już w 1999 otrzymał od tamtejszego przywódcy Muammara Kaddafiego. W czasie krótkiej wizyty omówili sytuację międzynarodowe, poziom produkcji OPEC i spadek cen ropy naftowej. W 2004 roku prezydent Wenezueli został odznaczony Międzynarodową Nagrodą Praw Człowieka Al-Kadafiego. Chávez nazwał Kadafiego przyjacielem i podkreślił, że łączy ich ten sam światopogląd.
W 2006 r., podczas trzeciej wizyty Cháveza, przywódcy podpisali ogólny traktat współpracy ekonomicznej i kulturalnej, a Chávez wezwał do wzajemnego zjednoczenia przeciwko „amerykańskiej hegemonii”. W tym czasie Libia starała się naprawić stosunki ze Stanami Zjednoczonymi podczas gdy Wenezuela wysuwała się do roli czołowego przeciwnika administracji Busha w Ameryce Południowej.
W czasie wojny domowej w Libii, Chávez poparł Kadafiego i zaproponował pośredniczenie w rozmowach między nim a opozycją.

#### Inne
Wenezuela i Madagaskar nawiązały stosunki dyplomatyczne w dniu 17 listopada 2008. Ceremonii tej przewodniczył Reinaldo Bolivar, wenezuelski wiceminister spraw zagranicznych ds. Afryki oraz Zinga Andrianarivelo Razifi, ambasador Madagaskaru w Wenezueli. Razafi podkreślał, że obydwa kraje mają podobną historię i doznały one problemu kolonializmu. W tym czasie Wenezuela otworzyła jedenaście nowych ambasad na obszarze kontynentu.
W tym samym roku Wenezuela podpisała z Zimbabwe umowę o współpracy w dziedzinie umocnienia więzi energetycznych, rolniczych, gospodarczych, społecznych i kulturalnych.

## V Międzynarodówka

Logo V Międzynarodówki

W 2007 Chávez ogłosił, że będzie dążył do utworzenia nowej międzynarodówki, a 2008 będzie dobrym momentem na zwołanie posiedzenia partii i ruchów lewicowych z regionu Ameryki Łacińskiej i Karaibów. 21 listopada 2009 w Caracas odbyło się Pierwsze Międzynarodowe Spotkanie Partii Lewicowych. W trakcie spotkania prezydent wezwał do powołania Piątej Międzynarodówki Socjalistycznej. Wiceminister kultury Pedro Calzadilla stwierdził, że hipotetyczne spotkanie założycielskie może odbyć się w kwietniu 2010 w Wenezueli. Calzadill stwierdził, że powstanie nowej międzynarodówki to bardzo ważna inicjatywa, której celem jest przegrupowanie sił lewicowych w skali światowej. To także odnowienie nadziei na to, że socjalizm jest możliwy.
Według doniesień do nowej organizacji dołączyć miały boliwijski Ruch na rzecz Socjalizmu, Międzynarodowa Tendencja Marksistowska, salwadorski Front Wyzwolenia Narodowego im. Farabunda Martíego, sandiniści, ekwadorska Alianza PAIS, gwatemalska Nowa Alternatywa Narodowa, chilijska Propozycja na rzecz Społeczeństwa Alternatywne oraz australijski Sojusz Socjalistyczny. Przedstawiciele portugalskiej partii Blok Lewicy, niemieckiej Die Linke i francuskiej Partii Lewicy wyrazili zainteresowanie udziałem w grupie, lecz stwierdzili, że przed hipotetycznym dołączeniem do międzynarodówki potrzebne są konsultacje. Komunistyczna Partia Kuby wydawała się sprzyjać wenezuelskiej propozycji, jednak wiele innych partii komunistycznych było zdecydowanie przeciwnych inicjatywie.

## Media

### Wizerunek Cháveza w wenezuelskich mediach
Większość mediów wenezuelskich stanowiły media prywatne kontrolowane przez nieprzychylne PSUV korporacje. W 2007 prywatne korporacje kontrolowały 80% kanałów telewizji kablowej, 100% gazet i 706 z 709 stacji radiowych.

#### W mediach prywatnych
Jeszcze przed zamachem z kwietnia 2002 wielu właścicieli, menedżerów i komentatorów pracujących dla pięciu największych ogólnodostępnych prywatnych sieci telewizyjnych i największych gazet głównego nurtu wyrażało sprzeciw wobec polityki rządu boliwariańskiego. Media oskarżały administrację o zastraszanie dziennikarzy przy użyciu gangów. Prezydent natomiast oskarżał media prywatne o to że ich właściciele nie są lojalni wobec Wenezueli, lecz wobec Stanów Zjednoczonych i są nośnikiem propagandy neoliberalizmu. Prywatne media za pośrednictwem znanych politologów (nieprzychylnych rządowi) podawały, że m.in. Chávez jest chory psychicznie i skrywa swoją „seksualną obsesję do Castro”.
Według Grega Grandina, profesora historii Ameryki Łacińskiej na Uniwersytecie Nowojorskim, wenezuelskie media cierpiały na przewlekłą obsesję Cháveza i krytyczne wobec niego w sposób całkowicie obcy dla większości obserwatorów amerykańskich.
Na krótko przed zamachem 11–14 kwietnia prywatne media zwiększały napięcia. W dniu 11 kwietnia w większości prywatnych kanałów telewizyjnych nadano komunikaty wzywające do usunięcia Cháveza i nadawały nieopłacone reklamy, w których wzywano Wenezuelczyków do udziału w antychavistowskim powstaniu.
W dniach poprzedzających zamach rząd starając się zachować w kraju porządek, powołując się na Artykuł 192 prawa telekomunikacyjnego (użył go ponad trzydzieści razy) wykorzystał 15-20 minutowy czas antenowy do promocji własnej wersji sytuacji w kraju.
Po tym gdy w 2007 licencję utraciła stacja RCTV, która udzieliła wsparcia organizatorom zamachu stanu, w dalszym ciągu media prywatne pozostały przeciwne rządowi boliwariańskiej, ale w większości przypadków zliberalizowały swoje stanowisko i zgodziły się na przedstawianie opinii rzeczników rządu. W ostatnich latach prezydencji najbardziej antychavistowską stacją telewizyjną była Globovisión. Globovisión popierała zamach stanu i blokadę naftową w 2002 i 2003 roku. 29 maja 2007 roku prezydent skrytykował stację za zachęcanie do niepokojów społecznych i potępił incydent w trakcie którego stacja wezwała do jego zabicia (w trakcie kontrowersyjnej audycji nadano m.in. fragment filmiku z zamachu na Jana Pawła II i piosenkę Esto no Stacje Aquí – „To nie koniec”). Rząd wniósł w tej sprawie skargę na telewizję do Biura Prokuratura Generalnego. Rząd skrytykował też CNN w której w tym samym czasie obok scen z zamachów Al Kaidy pokazywano wizerunek Cháveza.
Po trzęsieniu ziemi w 2009 wybuchł kolejny konflikt w sprawie działalności Globovisión – rząd oskarżył stację o wywoływanie paniki. Chávez zażądał sankcji wobec stacji. Zostało to skrytykowane przez Franka La Rue z ONZ i Cataline Botero z OPA, którzy monitorują wolność słowa.
W tym samym roku Globovisión została ukarana przez sąd grzywną w wysokości 4,1 miliona dolarów za nielegalne nadawanie na nieautoryzowanych falach i niezapłacenie podatków za reklamy polityczne z lat 2002–2003.
Do końca życia Cháveza większość gazet i stacji radiowych pozostało krytyczna wobec prezydenta.

#### Media proboliwariańskie
Prezydent był gospodarzem nadawanego na żywo talk-show Aló Presidente. Program nadawany był w zmiennym formacie w mediach państwowych co każdą niedzielę. 11 czerwca 2009 roku prezydent zainaugurował teoretyczne wydanie show, w którym promował swoje ideały, program nadawany był w czwartki po południu. Program Aló Presidente stał się inspiracją dla stworzenia podobnych talk-show prowadzonych przez lewicowych prezydentów krajów latynoamerykańskich: Evo Moralesa i Rafaela Correę.
W 2005, wraz z kilkoma innymi krajami, Wenezuela ogłosiła utworzenie panamerykańskiej stacji TeleSUR z siedzibą w Caracas. Kanał wspierają m.in.: Argentyna, Boliwia, Kuba, Ekwador i Nikaragua. TeleSUR ma być amerykańskim odpowiednikiem stacji Al Jazeera i ma doprowadzić do obalenia dominacji mediów amerykańskich – CNN en Español i Univision.
W 2006 prezydent utworzył studio filmowe o nazwie Villa del Cine. Według prezydenta celem rodzimego przemysłu filmowego powinno być sprzeciwienie się temu co określał jako „dyktaturę Hollywood”.
Chávez miał własne konto na portalu społecznościowym Twitter, w sierpniu 2012 miał on na nim 3.200.000 obserwujących. Według prezydenta konto posłużyć miało jako sposób dzięki któremu ludzie mogli ominąć biurokrację i mieć bezpośredni kontakt z prezydentem. Prezydent miał własny 200 osobowy zespół, który sortował sugestie i uwagi przesyłane przez ludzi za pośrednictwem portalu. W raporcie Twittera wydanym w czerwcu 2010 roku, Wenezuela pod względem liczby użytkowników portalu była trzecim krajem na świecie, w tamtym czasie z portalu korzystało 19% ludności Wenezueli.

### Media zagraniczne
Według wielu obserwatorów także i za granicą w wielu mediach Chávez i proces rewolucji boliwariańskiej nie był przedstawiany obiektywnie. Media w USA i w części innych państw często konsekwentnie sugerowały, że prezydent jest w rzeczywistości dyktatorem lub zmierza do wprowadzenia reżimu. Według zwolenników prezydenta nie zważano przy tym na to, że partia prezydenta wygrywała wybory, które zostały uznane przez obserwatorów międzynarodowych. Lewicowy FAIR skrytykował przedstawienie prezydenta Wenezueli przez The New York Times, w którym, 25 lutego 2007 roku ukazał się artykuł pod tytułem Venezuela Spending on Arms Soars to World’s Top Ranks o zbrojeniach Wenezueli. FAIR wykazał, że źródłem informacji z artykułu była organizacja rządowa United States Agency for International Development która mogła wziąć udział w nieudanym zamachu stanu w 2002 roku.
13 marca 2007 Rada Prasy Ontario uwzględniła skargę na brak neutralności czasopisma Toronto Star, które w maju 2006 wydało serię artykułów dotyczących ubóstwa, bezrobocia i wskaźnika morderstw, opierając się przy tym wyłącznie na źródłach opozycyjnych.

## Odniesienia w popkulturze
- Po jego śmierci na całym świecie ukazały się serie rysunków, obrazów, komiksów i filmów poświęconych jego karierze politycznej i reakcją na jego śmierć[622][623].
- Pojawia się jako jeden z bohaterów postmodernistycznej książki United States of Banana (2011) autorstwa portorykańskiej pisarki Gianniny Braschi. W książce Wenezuelczyk prowadzi lewicowych przywódców Ameryki Łacińskiej (Evo Moralesa, Lulę de Silve, Fidela Castro i Cristine Fernandez de Kirchner) do wyzwolenia Portorykańczyków spod panowania USA[624].
- W 2009 Oliver Stone wyreżyserował dokument South of the Border, w którym zakwestionował on błędne jego zdaniem ukazywanie w mediach głównego nurtu Cháveza i innych lewicowych przywódców Ameryki[625].

## Upamiętnienie, odznaczenia
Amerykański magazyn Time umieścił Cháveza na liście 100 najbardziej wpływowych osób lat 2005–2006. W 2006 roku brytyjski tygodnik New Statesman umieścił Cháveza na liście „bohaterów naszych czasów” na pozycji jedenastej. W 2010 roku New Statesman umieścił go na liście The World’s 50 Most Influential Figures.
W 2008 został odznaczony Błękitną Planetą – nagrodą przyznawaną przez Fundację Ethecon.
Otrzymał honoris causa uniwersytetów w następujących krajach:. Libia, Nikaragua, Chiny, Korea Południowa, Dominikana, Brazylia, Rosja, Boliwia, Chile i Syria (Uniwersytet Damasceński).
Imię Hugo Cháveza nosi port lotniczy Cap-Haitien na Haiti. Jego imieniem nazwane zostały ulice (lub zostało to zapowiedziane) m.in. w Dominikanie, Libanie, Palestynie, Rosji, RPA, Wenezueli, Senegalu, Białorusi, Nikaragui i Argentynie.

### Odznaczenia (lista niepełna)
- Wielki Łańcuch Orderu Oswobodziciela (Wenezuela)
- Krzyż Wielki Orderu Francisco de Miranda (Wenezuela)
- Wojskowy Order Generała Rafaela Urdanety I klasy (Wenezuela)
- Wielki Łańcuch Orderu Infanta Henryka – 2001, Portugalia[644]
- Order Islamskiej Republiki Iranu[645]
- Order Joségo Martí (Kuba)[646]

Otrzymał także odznaczenia państwowe Białorusi, Nikaragui i Serbii.

### Młodość
- Berger, RM (2004), „A Presidential Option for the Poor in Venezuela?”, Sojourners
- BBC News (2005), „Profile: Hugo Chávez”, BBC News
- Byrne, J (2005), „Venezuela – Bolivarian Revolution”, Foreign Correspondent
- Chávez, H (2005), „Transcript: Hugo Chávez Interview”, ABC News / Nightline
- Chávez, H (2005b), „Hugo Chavez Special: Chavez NYC Speech (Untitled Speech delivered at the Latino Pastoral Action Center in Bronx, New York City)”, Democracy Now!
- Chávez, NI (2002), „Néstor Isaías „Látigo” Chávez”, Venezuela Tuya
- Ellner, S (1999), President Hugo Chavez of Venezuela
- Richard Gott, Hugo Chávez and the Bolivarian Revolution, London: Verso Books, 2005, ISBN 1-84467-533-5, OCLC 58595123. Brak numerów stron w książce
- Government of Venezuela (2005), „Presidente Hugo Rafael Chávez Frías”, Gobierno En Línea
- Guillermoprieto, A (6 October 2005), „Don’t Cry for Me, Venezuela”, New York Review of Books
- Harnecker, M (2003), „The Venezuelan Military: The Making of an Anomaly”, Monthly Review
- Kozloff, N (2005), „Hugo Chávez and the Politics of Race”, Counterpunch
- Lynn, BC (January 2003), „Hugo Chávez and His Bolivarian Revolution”, Mother Jones
- Marcano, C; Barrera Tyszka, A (2005), Hugo Chávez Sin Uniforme: Una Historia Personal, Random House Mondadori, ISBN 980-293-284-1.
- O’Donoghue, PJ (2005), „Historian Details Presidential Interest In Controversial Barinas Landed Estate”, V Headline.
- O’Keefe, D (2005), „Building a Democratic, Humanist Socialism: The Political Challenge of the 21st Century”, Z Communications
- Organización Rescate Humboldt (2005), „Accidentes Aéreos En Venezuela”, El Universalp.
- Wilpert, G (2005), „Chavez Highlights Venezuela’s Land Reform with Broadcast from Seized Farm”, Venezuela Analysis

### Kariera wojskowa
Berger, R.M. (2004), „A Presidential Option for the Poor in Venezuela?”, Sojourners
- Cartaya, V.; Magallanes, R.; Domínguez, C (1997), „Venezuela: Exclusion and Integration–A Synthesis in the Building?”, International Institute for Labour Studies (IILS)
- Chávez, H. (2005b), „Hugo Chavez Special: Chavez NYC Speech, Democracy Now!
- Chomsky, N. (1998), Profit Over People–Book Review, Seven Stories Press, ISBN 1-888363-82-7.
- „Country Fact Sheet: Venezuela”, International Finance Center (Yahoo! Finance), 2005
- DiJohn, J. (2004), „The Political Economy of Economic Liberalisation in Venezuela”, Crisis States Programme, Development Research Centre, LSE
- Richard Gott, Hugo Chávez and the Bolivarian Revolution, London: Verso, 2005, ISBN 978-1-84467-533-3, OCLC 58595123. Brak numerów stron w książce
- Gott, R. (25 August 2005), „Two Fingers to America”, The Guardian
- „Presidente Hugo Rafael Chávez Frías”, Gobierno En Línea
- Guevara, Y. A. C. (1999), „El Largo Andar de la Democracia: Continuidad y Cambio a Finales del Siglo XX Venezolano”, Analítica Semanal
- Guillermoprieto, A. (2005), „Don’t Cry for Me, Venezuela”, The New York Review of Books
- Lynn, B.C. (2003), „Hugo Chávez and His Bolivarian Revolution”, Mother Jones
- Marcano, C.; Barrera Tyszka, A. (2005), Hugo Chávez Sin Uniforme: Una Historia Personal, Random House Mondadori, ISBN 978-987-1117-18-5.
- O’Keefe, D. (2005), „Building a Democratic, Humanist Socialism: The Political Challenge of the 21st century”, Z Communications
- Rico, R.; Torrecilla, C. (2002), „Venezuela: Una Neuva Esperanza en America Latina”, Laberinto
- Schuyler, G. W. (2001), „Health and Neoliberalism: Venezuela and Cuba”, The Policy Studies Organization

### Jako polityk
- Ali Tariq: Pirates of the Caribbean: Axis of Hope. London and New York: Verso, 2006. ISBN 978-1-84467-102-1. (ang.).
- Allan Brewer-Carías: Dismantling Democracy in Venezuela: The Chávez Authoritarian Experiment. Cambridge and New York: Cambridge University Press, 2010. ISBN 978-0-521-19587-4. (ang.).
- Iain Bruce: The Real Venezuela: Making Socialism in the 21st century. London: Pluto Press, 2008. ISBN 978-0-7453-2736-5. (ang.).
- Barry Cannon: Hugo Chávez and the Bolivarian Revolution: Populism and Democracy in a Globalised Age. Manchester: Manchester University Press, 2009. ISBN 978-0-7190-7771-5. (ang.).
- Rory Carroll: Commandante: myth and reality in Hugo Chávez’s Venezuela. New York: The Penguin Press, 2013. ISBN 978-1-59420-457-9. (ang.).
- Javier Corrales, Michael Penfold: Dragon in the Tropics: Hugo Chávez and the Political Economy of Revolution in Venezuela. Washington D.C.: Brookings Institution Press, 2011. ISBN 978-0-8157-0497-3. (ang.).
- Leslie C. Gates: Electing Chávez: The Business of Anti-Neoliberal Politics in Venezuela. Pittsburgh, Pennsylvania: University of Pittsburgh Press, 2010. ISBN 978-0-8229-6064-5. (ang.).
- Richard Gott: Hugo Chávez and the Bolivarian Revolution in Venezuela. London and New York: Verso, 2005. ISBN 978-1-84467-533-3. (ang.).
- Kirk A. Hawkins: Venezuela’s Chavismo and Populism in Comparative Perspective. New York: Cambridge University Press, 2010. ISBN 978-0-521-76503-9. (ang.).
- Bart Jones: Hugo! The Hugo Chávez Story from Mud Hut to Perpetual Revolution. Hanover, New Hampshire: Steerforth Press, 2007. ISBN 978-1-58642-135-9. (ang.).
- Nicholas Kozloff: Hugo Chávez: Oil, Politics, and the Challenge to the United States. New York: Palgrave Macmillan, 2006. ISBN 978-1-4039-7315-3. (ang.).
- Nicholas Kozloff: Revolution!: South America and the Rise of the New Left. New York: Palgrave Macmillan, 2008. ISBN 978-0-230-61754-4. (ang.).
- Christina Marcano, Alberto Barrera Tyszka: Hugo Chávez: The Definitive Biography of Venezuela’s Controversial President. New York: Random House, 2007. ISBN 978-0-679-45666-7. (ang.).
- Michael McCaughan: The Battle of Venezuela. New York: Seven Stories Press, 2005. ISBN 978-1-58322-680-3. (ang.).
- H. Michael Tarver, Julia C. Frederick: The History of Venezuela. Westport, Connecticut: Greenwood Publishing Group, 2005. ISBN 978-0-313-33525-9. (ang.).
- Harold A. Trinkunas: Crafting Civilian Control of the Military in Venezuela: A Comparative Perspective. Chapel Hill, North Carolina: University of North Carolina Press, 2005. ISBN 978-0-8078-5650-5. (ang.).
- Gregory Wilpert: Changing Venezuela by Taking Power: The History and Policies of the Chávez Government. London and New York: Verso, 2007. ISBN 978-1-84467-552-4. (ang.).
- Alan Woods: The Venezuelan Revolution: A Marxist Perspective (Third Edition). London: Well Red Books, 2006. ISBN 978-1-900007-21-4. (ang.).